# Войско Литовское
Во́йско Лито́вское (лит. Lietuvós kariuómenė) также Литовская армия (употребляется в русскоязычных СМИ, официально в литовском языке термин armija не употребляется конкретно по отношению к войскам Литвы и считается вульгарным, однако таковым не является при употреблении термина в отношении ВС других стран или по отношению к одноимённому войсковому объединению) — военная организация (регулярные войска и силы), составная и управляющая часть Вооружённых сил Литовской республики, в мирное и военное время под управлением министерства охраны края.

## История

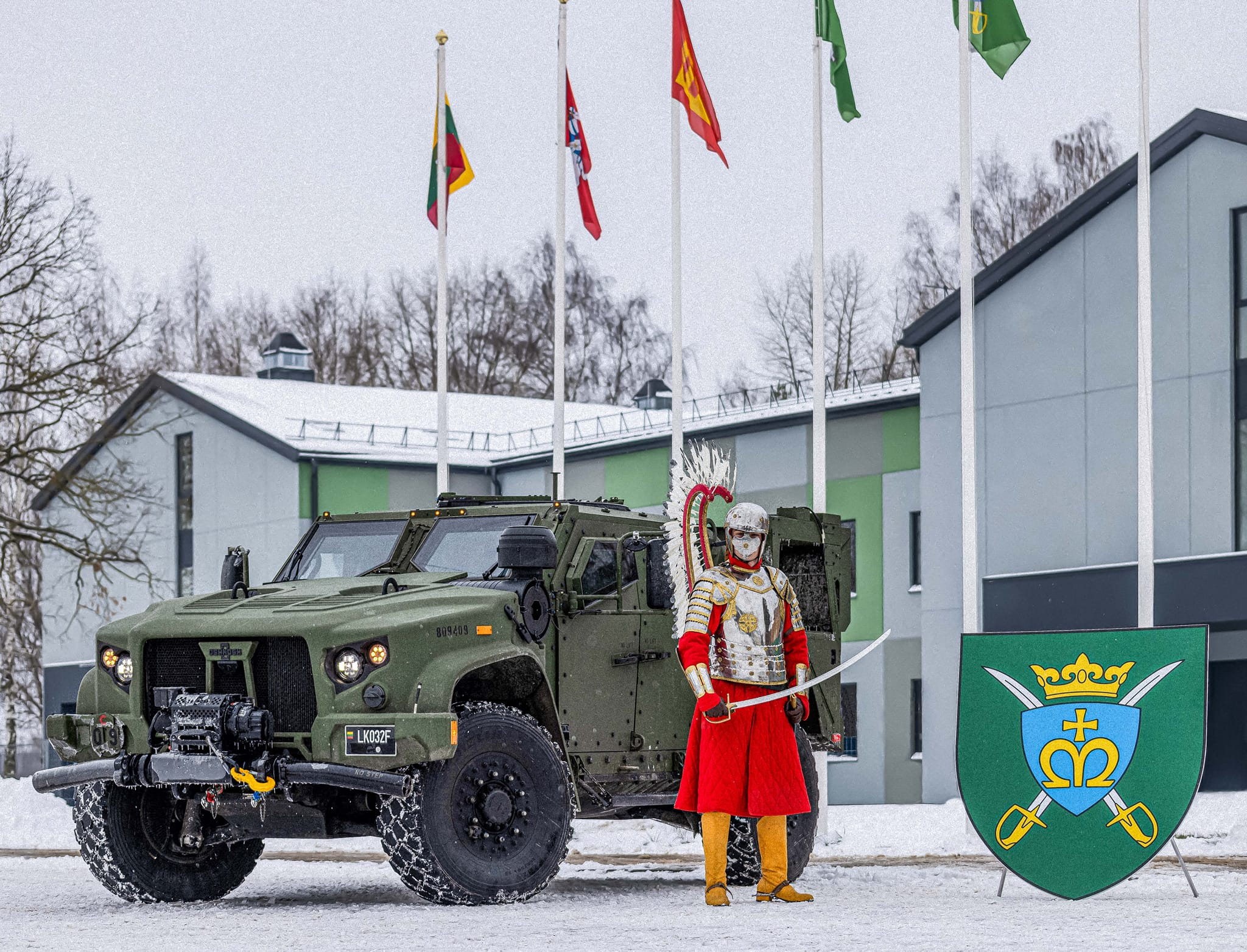
Современный литовский гусар в церемониальном снаряжении.

#### Преемственность
Официально современное Войско Литовское было основано 23 ноября 1918 года, де-факто прекратило своё существование в 1940 году после переформирования в территориальный стрелковый корпус РККА.
Уже после восстановления независимости Литовской Республики в 1990 году юридически как того же государства что и образованного в 1918 году — регулярная армия была не только восстановлена де-юре как та же организация что и прекратившая фактическое существование после аннексии Советским Союзом но и заявив о преемственности Войска Великого княжества Литовского, партизанских и добровольческих национальных формирований в период Второй мировой войны, отказавшись таким образом от какой либо преемственности Вооружённых сил СССР (с точки зрения Литвы являвшимися оккупационными) не участвуя в их разделе, однако предоставляя возможность лояльным Литве офицерам и солдатам советской армии уволившимся со службы поступать на службу в литовскую охрану края (переходные вооружённые силы).
Восстановив независимость и Войско Литовское — начался процесс восстановления расформированных в 1940 году пехотных полков передав права на преемственность современным батальонам, реконструируя боевые знамёна исторических полков и вручая их, расположив батальоны на тех же местах где были расположены межвоенные войска, проводя культурно-воспитательную работу состава, отражая традиции и историю подразделений в церемониях (к примеру используя историческую униформу разных периодов) а также создавая музеи посвящённые истории воинских частей силами батальонов при содействии общественности.

### Войско Великого княжества Литовского(1236-1795)

#### XIII век
Войско Великого княжества Литовского, как организованная структура, начало формироваться в середине XIII века, то есть с появлением самого государства. С конца XII века и до XIII века Литва часто вела войны против государств западной и юго-западной Руси, Галицко-Волынского королевства и Мазовецкого княжества, а также опустошала земли вдоль Даугавы и в других местах. С начала 1200-х годов литовцы воевали против меченосцев, затем с 1237 года — против Ливонского ордена, а со второй половины 13 века — против государства Тевтонского ордена. Бои на северных и западных границах Литвы не прекращались, в позднем средневековье Литовское государство расширялось на юг и восток. Войско Литовское обладало мобильностью, ему приходилось сражаться на многих фронтах: с Государством Тевтонского ордена на западе, Ливонским орденом на севере, Золотой Ордой и её вассалом Великим Княжеством Московским на востоке, и Татарскими ханствами на юге. Согласно источникам XIII века, литовские воины в военных экспедициях ездили верхом на лошадях, но сражались пешими, выстраиваясь во время сражений в три ряда. Наиболее вооруженные и опытные сражались впереди, а наименее опытные и легковооруженные находились в последнем ряду. Кроме того, литовцы умели сражаться копьями, особенно верхом на лошади. Самое раннее письменное упоминание о такой тактике, относящееся к 1208 году, гласит, что литовцы на лошадях бросали копья в своих врагов.

#### XIV век
Ещё в конце XIV века, в случае нападения врага, собиралось всеобщее народное ополчение для его разгрома и преследования. В XIV—XVI веках Великое княжество Литовское вело многочисленные войны. В связи с чем его руководство большое значение придавало созданию боеспособного войска. Первоначально в Великом княжестве воинская служба являлась обязанностью каждого мужчины, способного носить оружие.
В XIV веке Тевтонский и Ливонский ордены организовывали набеги на Литву. Литовцы отвечали зеркально — совершая ответные набеги ответили взаимностью, совершая набеги, но литовских набегов было меньше. Литовцам удалось выиграть битву при Медниках (1320 г.), но они проиграли битву на Стреве (1348 г.). Все больше и больше Тевтонский орден разрушал литовскую замковую систему по границе реки Неман и строил рядом с литовскими свои замки. Поскольку Тевтонский и Ливонский ордены имели постоянную поддержку христианских стран Европы, защищать Литву исключительно военными средствами становилось все труднее. Новое поколение — великие литовские князья Ягайло и Витовт Великий использовали не только военные, но и дипломатические и политические средства, например, Крещение Литвы в 1387 году, способствовавшее защите Литвы от крестоносцев.
Тем временем на другом конце территории Литвы в битве на Синих Водах (1362—1363) было уничтожено золотоордынское войско. В 1368, 1370 и 1372 годах великий князь литовский Ольгерд (Альгирдас) возглавлял литовское войско в неудачных военных походах на Москву. Однако битва на реке Ворксле (1399 г.) стала решающей победой Золотой Орды.
XV век

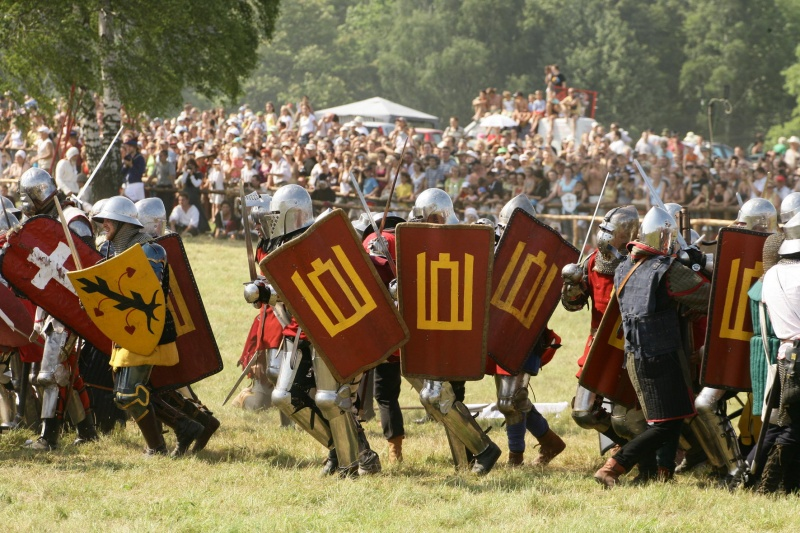
Реконструкция литовских войск во время Грюнвальдской битвы.

Вскоре стало очевидно, что отдельными вооружёнными группами шляхтичей, будет очень сложно противостоять более мощным дружинам польских князей, а особенно, против хорошо вооружённых и опытных в военном деле крестоносцев.
XV века каждый боярин имел свою дружину. Важнейшей её частью была конница, значение пехоты было меньше. Конный шляхтич и 4-7 человек его вооружённой прислуги (паж, оруженосец, несколько пеших или конных лучников) вместе составляли основную боевую единицу того времени — копьё. 20—25 копий образовывали стяг. Несколько стягов — дружину. Упоминание литовской дружины впервые встречается у Генриха Латвийского, в своих «Ливонских хрониках» упомянувшем о походе литовского князя Жвелгайтиса в завоёванную немцами Ливонию. С образованием литовского государства в XIII веке, дружины составили основную ударную силу, способную сражаться в конном строю. Немалую часть знати Великого княжества Литовского, как и прочих государств того времени, составили служилые шляхтичи, потомки дружинников.
Наконец в 1410 году, Тевтонский орден был разгромлен в Грюнвальдской битве, которая стала одним из крупнейших сражений средневековья в Центральной и Восточной Европе. В этом ключевом сражении литовскую армию возглавил князь Витовт Великий. При нём литовское войско напало на земли Псковской (1426 г.) и Новгородской (1428 г.) республик. В первой половине XV века в Великом княжестве Литовском происходили внутренние гражданские войны. Известно что Литовская армия начала применять биологическое оружие ещё в 1422 году, когда в ходе гуситских войн она катапультировала останки инфицированных, в противостоящий чешский город. В 1435 году армия Сигизмунда Кястутайтиса (Кестутовича) разгромила противостоящую армию, в которую входили войска Ливонского ордена под предводительством Швитригайлы, в битве при Вилькомире.

#### XVI век
Этот век ознаменовался войной Литвы против Москвы и Крымского ханства, против которых они выиграли Клецкую битву в 1506 году. Укрепляющееся Великое княжество Московское, начиная с конца 15 века, вело непрерывные войны за восточные территории Литвы. В 1514 году, во время четвертой войны, литовцы одержали победу над численно превосходящим московским войском в Битве под Оршей. Однако Литва потеряла часть своих восточных земель, в первую очередь стратегически важную крепость Смоленск. Великокняжеское войско Литовское сражалась против Московии в Ливонской войне и победила московскую армию в Битве при Чашниках в 1564 году. Через три года Ливонской войны была заключена Виленская уния сделавшая Ливонию частью Литвы в 1561 году. В конце 1570-х конце 1580-х Войско Литовское совместно с польскими войсками под предводительством Стефана Батория участвовали в походе на Русское царство.
XVII век
XVII век ознаменовался войнами Литвы против Швеции, Русского царства и Османской империи. Войска Литвы и Польши вместе сражались против османских войск в обеих Хотинских битвах в 1621 и 1673 годах. Во время войны со Швецией с 1600 по 1629 год литовские войска в битве при Кирхольме в 1605 году разгромили шведские войска, превосходившие их численность. Однако эта война выявила трудности Речи Посполитой с набором и сохранением достаточного количества войск, улучшением вооружения своих солдат огнестрельным оружием и улучшением навыков его использования. Швеция захватила значительную часть Ливонии в составе Шведской Ливонии. В первой половине XVII века Смоленск вернулся в состав Литвы после Смоленской войны.
Военная слабость Речи Посполитой в середине и конце 17 века проявилась во время Кровавого потопа. В 1655 году гораздо меньшая по численности литовская армия не смогла защитить Вильну от русской армии. Это был первый случай оккупации Вильнюса иностранным государством. Шведская и русская армии оккупировали большую часть Литвы. Тем не менее, Речи Посполитой удалось устоять и освободить Вильну, Ковну, Жемайтию и восточные воеводства, за исключением Смоленского воеводства. Однако в военном отношении Великое княжество Литовское непоколебимо ослабевало.
XVIII век
Во время Северной войны Войско Литовское уже не защищало страну, а частные армии литовских магнатов поддерживали разные стороны. На протяжении XVIII века многие конфедерации Речи Посполитой преследовали разные политические цели. Барская конфедерация (1768—1772), попыталась, но не смогла остановить растущее влияние Императорской России, что вылилось в Первый раздел Речи Посполитой. Перед лицом возможной потери независимости военные реформы Четырехлетнего сейма (1788—1792) значительно расширили литовскую армию, численность которой достигла 17 500 человек. Попытки уравнять армии Литвы и Польши с армиями соседних монархий не увенчались успехом, а неудачная война 1792 года привела ко Второму разделу.
Остатки литовской и польской армий Речи Посполитой оказали сопротивление войскам Российской Империи и Пруссии — помимо регулярных войск, в рядах повстанцев воевали многие специальные подразделения, такие как Виленская нацгвардия, а также многие нерегулярные подразделения ополчения. В конце концов, восстание потерпело поражение, и большая часть остатков Великокняжеской литовской армии была потеряна в битве при Праге 4 ноября 1794 года. После поражения восстания Великого княжества Литовского и Королевства Польского закончились Третьей Раздел — войска обеих стран расформированы.

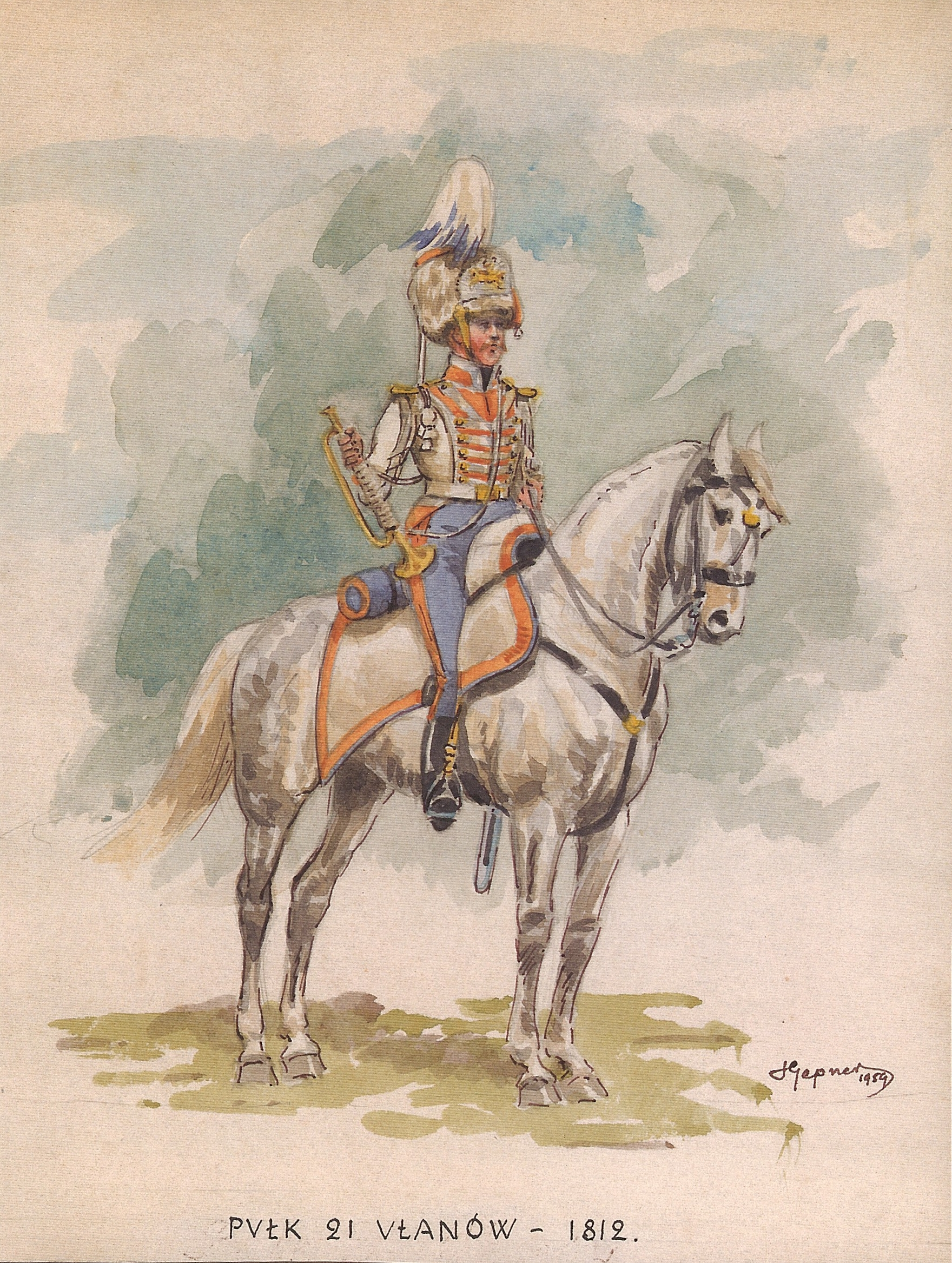
Улан 12-го литовского полка

### Армейский корпус Литовского генерал-губернаторства (1812)
6 (28) июня 1812 года Великая армия Наполеона заняла Вильно. Первым в город под бело-красно-белым флагом вошёл польский уланский полк князя Доминика Радзивилла. После занятия города Наполеон на территории бывшего Великого княжества Литовского создал два генерал-губернаторства: «Литовское» и «Белорусское». От формального воссоздания Великого Княжества Литовского, как и Королевства Польского, Наполеон отказался. Решение этих вопросов император отложил до окончания войны. Шляхте Литовского генерал-губернаторства было разрешено присоединиться к военно-политическому союзу: Генеральной Конфедерации Польского Королевства. В рамках этого союза создавались полки Литовского корпуса. Говоря о возможности возрождения Речи Посполитой, 11 июля Наполеон, в частности, обозначил его видение Вeликого княжества Литовского: «Пусть Литва, Самогития, Витебск, Полоцк, Могилёв, Волынь, Украина и Подолия воодушевлятся тем же духом, который встретил я в Великой Польше, и Провидение увенчает успехом святое ваше дело»
5 (17) июля 1812 года Наполеон издал декрет о создании пяти полков пехоты и четырёх полков кавалерии из рекрутов и добровольцев из департаментов генерал-губернатора Хогендорпа. Для создания Литовского корпуса было выделено 500 тысяч франков. Численность корпуса составила 14 тысяч человек. Рекруты в Литовский корпус набирались на шестилетний срок. Наполеон в Литве также создал 3-й гвардейский уланский полк в количестве 1026 человек. 12 (24) августа Комиссия временного правительства ВКЛ постановила создать шесть егерских батальонов в количестве 5004 человек. Литовский корпус, или «Корпус литовских войск Генеральной конфедерации», состоял из двух дивизий смешанного типа. Дивизии формировались по территориальному признаку — каждая в своем военном округе. Округами и дивизиями командовали литовские и варшавские генералы. При формировании Литовского корпуса была использована схема, ранее отработанная при формировании войск Герцогства Варшавского.
Литовский корпус и Корпус войск Герцогства Варшавского вместе составляли Польскую армию Генеральной конфедерации, полки которой временно были распределены по различным корпусам Великой армии Наполеона.
Всего в Литве было сформировано 5 пехотных полков, один егерский полк, 4 уланских полка, а также жандармерия, полиция, милиция на селе и национальная гвардия в городах для поддержания порядка.
3-й гвардейский уланский полк был прикомандирован к 7-му французскому корпусу Ренье; в октябре 1812 года он разбит в Слониме войсками генерала Чаплица. В декабре 1812 года жандармерия, национальная гвардия и егеря приняли участие в обороне Вильно.

18-й, 19-й, 20-й и 22-й литовские пехотные полки Польской армии в 1813 году обороняли крепость Модлин, а 17-й и 19-й литовские уланские полки приняли участие в кампании 1813-14 годов в Германии, в частности, в обороне Гамбурга.

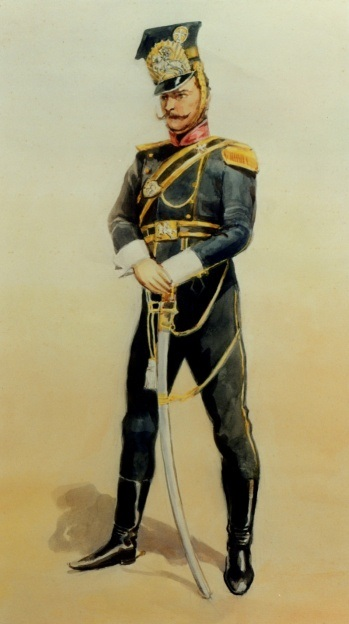
Офицер 17-го литовского уланского полка 1813 г.
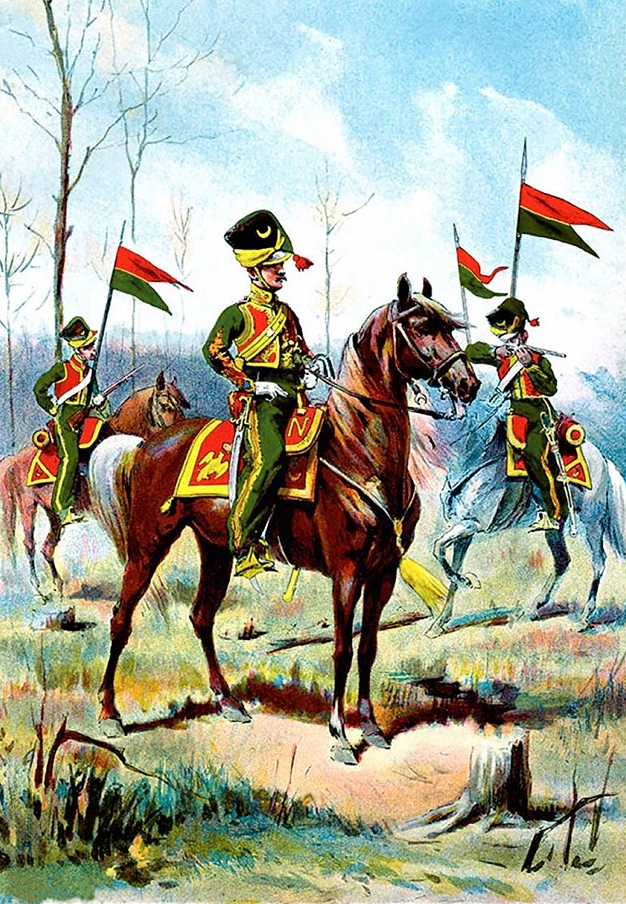
Эскадрон литовских татар Императорской гвардии Наполеона
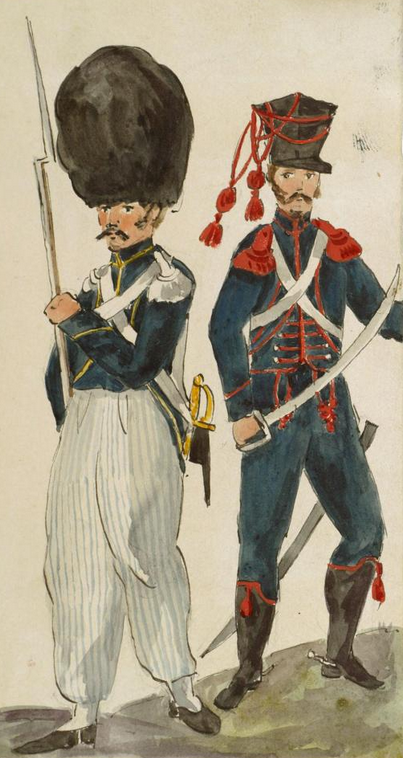
Литовский гренадер и литовский конный артиллерист 1813 г.
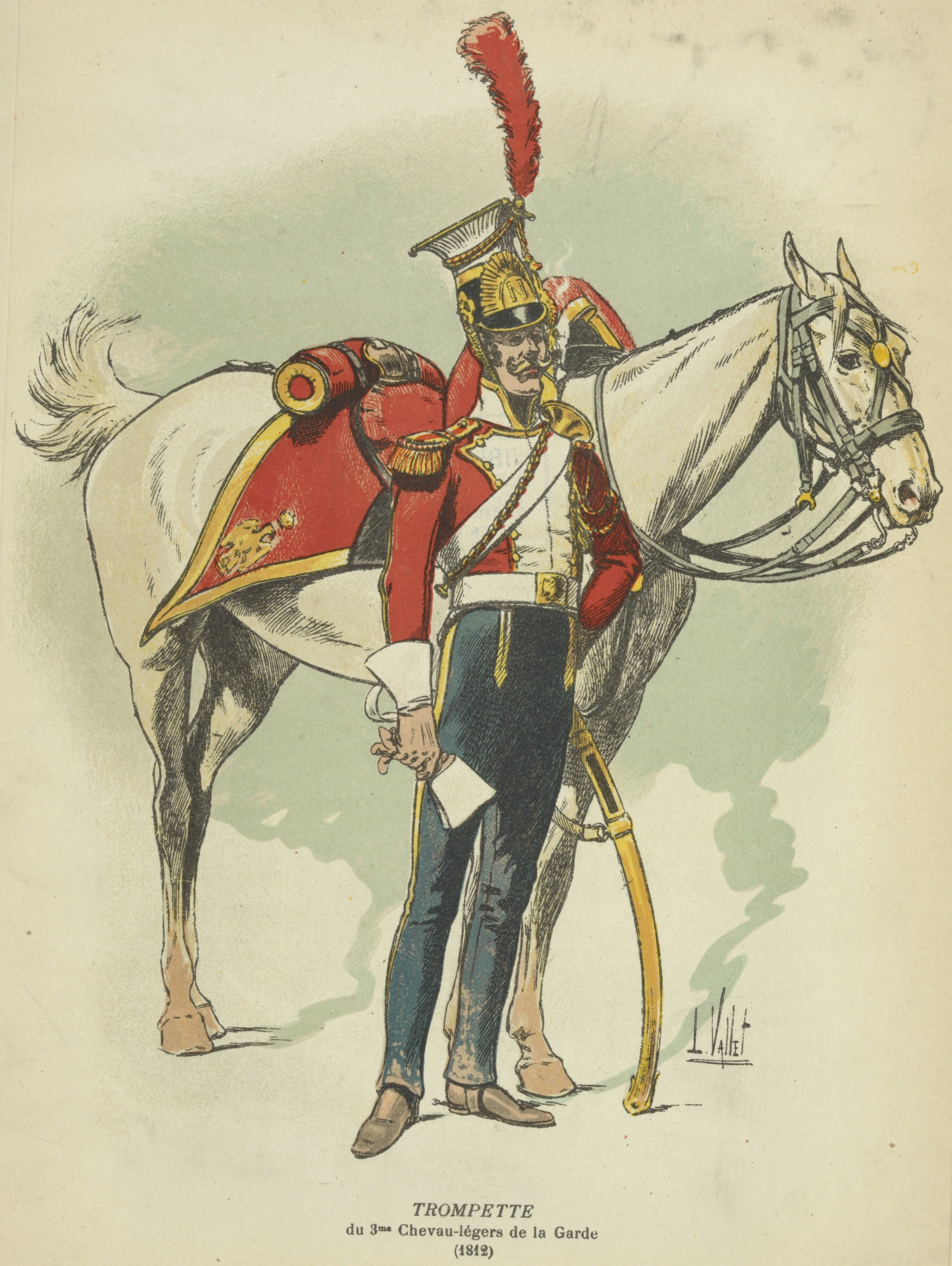
Трубач 3-го литовского полка лёгкой кавалерии (шеволежеров) Императорской гвардии Наполеона 1812 г.

### Войско Литовское (1918—1940)
Совокупность вооружённых сил Литовской Республики. В тот момент республика не имела своего морского флота достаточного для своей защиты, однако имела превосходный для межвоенного времени воздушный флот и неплохие наземные силы

##### 1918—1920
Первый законодательный акт о создании армии был принят 23 ноября 1918 года. Его исполнение происходило медленно из-за отсутствия финансирования, вооружения, боеприпасов и опытных офицеров и в первую очередь из-за противодействия немецких оккупационных властей.
Воинские части начали своё формирование на базе уже существовавших национальных частей Русской императорской армии:
- Литовского отдельного батальона в Ровно;
- Литовского отдельного батальона в Витебске;
- Литовского резервного батальона;
- Литовского дивизиона драгунов;
- Литовского Сибирского батальона имени Витовта Великого;
- 226-го Литовского полевой госпиталя в Унгенае;

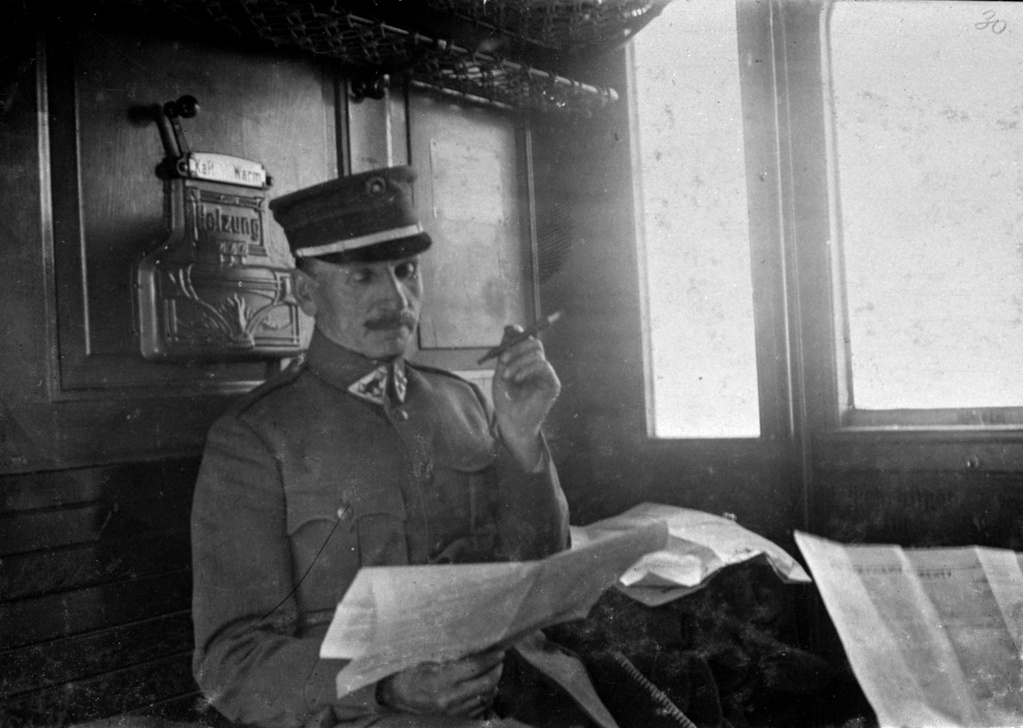
Командарм-основатель Войска Литовского ген. Сильвестрас Жукаускас 1919 год.

20 декабря Антанас Сметона и Аугустинас Вольдемарас отправились в Германию с просьбой о помощи. Германия выплатила литовскому правительству сто миллионов марок репараций. Организация новой литовской армии проходила с помощью специалистов из немецкой армии. Уход Сметоны и Вольдемараса со своих постов создали сложную внутриполитическую ситуацию.
Стал премьер-министром Литвы и сформировал кабинет Миколас Слежявичюс 26 декабря 1918 года. Воспринимая непосредственную угрозу государству, он издал прокламацию несколько дней спустя. Он пригласил немецких добровольцев сформировать армию для обороны страны. Добровольцам, согласившимся присоединиться к вооружённым силам, обещали бесплатную землю. Выполняя свои обязательства по перемирию поддерживать независимость Литвы, Германия изначально попыталась организовать волонтёрские силы от немецких частей, оставшихся на территории Литвы, но эти попытки не увенчались успехом. Агенты были отправлены в Германию, чтобы вербовать немецких добровольцев. Вскоре подразделения добровольцев сформировались, добровольцам платили 5 марок в день и ещё 30 марок каждый месяц.
Первые подразделения из Германии начали прибывать в Литву в январе 1919 года. К концу января 400 добровольцев были размещены в Алитусе, Ионаве, Кедайняе и Каунасе. Они легли в основу 46-й Саксонской дивизии, переименованной в марте в Южнолитовскую саксонскую добровольческую бригаду. Бригада состояла из 18, 19, и 20-го полков. Последний из них, также известный как Freikorps («Свободный корпус»), покинул Литву в июле 1919 года. После успешной попытки формирования сил из немецких добровольцев для защиты литовских территорий и начала эвакуации основных германских сил, 5 марта 1919 года была объявлена мобилизация в армию мужчин, 1897 — 1899 годов рождения.
В конце лета 1919 года литовская армия насчитывала около 8000 человек. Во время последующих сражений с Красной Армией потери составили 1700 убитыми, 2600 ранеными, 800 пропали без вести. Историк Альфонсас Эйдининтас говорит о 1444 убитых.

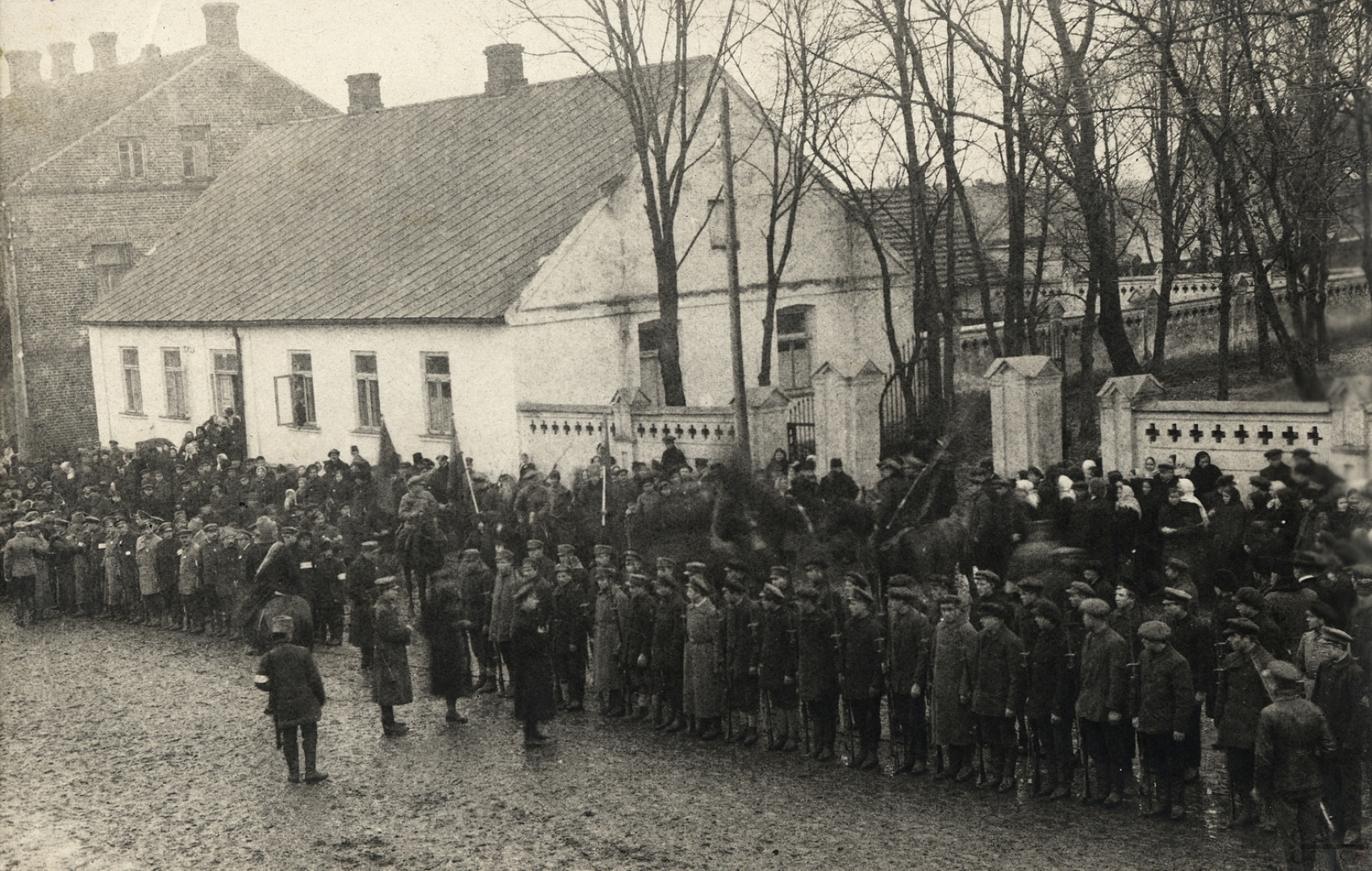
Добровольцы Литовской армии в Вилкавишкисе, 1919 год

6 октября 1918 г. в Вильнюс пришли первые 11 добровольцев, был сформирован первый пехотный полк, а 12 мая — второй пехотный полк, с 1919 г. — начато формирование артиллерийских подразделений, а за весь год сформирован следующий перечень пехотных частей — третий пехотный полк, четвёртый пехотный полк, пятый пехотный полк, шестой пехотный полк, седьмой пехотный полк, восьмой пехотный пехотный полк и девятый пехотный полк.
Главнокомандующим был Президент Литовской Республики, замещал его — Премьер-министр. До 1919 г. при формировании воинских частей отдельные армейские части возглавляло Министерство национальной обороны.
В июле 1919 года был создан институт командующего войском. Войско было организовано и обучено в основном по образцу русской армии. Оружие пехоты было смешанным (преимущественно немецкого производства).
К 1920 году сформированы кавалерийские части — гусарский полк, уланский полк, драгунский полк (ныне воссозданы в качестве батальонов).
В конце 1920 года в армии насчитывалось: 41 763 солдата, 2119 вольнонаемных (в том числе около 400 армейских чиновников), около 100 врачей и 16 священников. По состоянию на 1920 г. Артиллерийская бригада имела 72 артиллерийских орудия, 4 бронеавтомобиля и бронепоезд «Гедиминас».

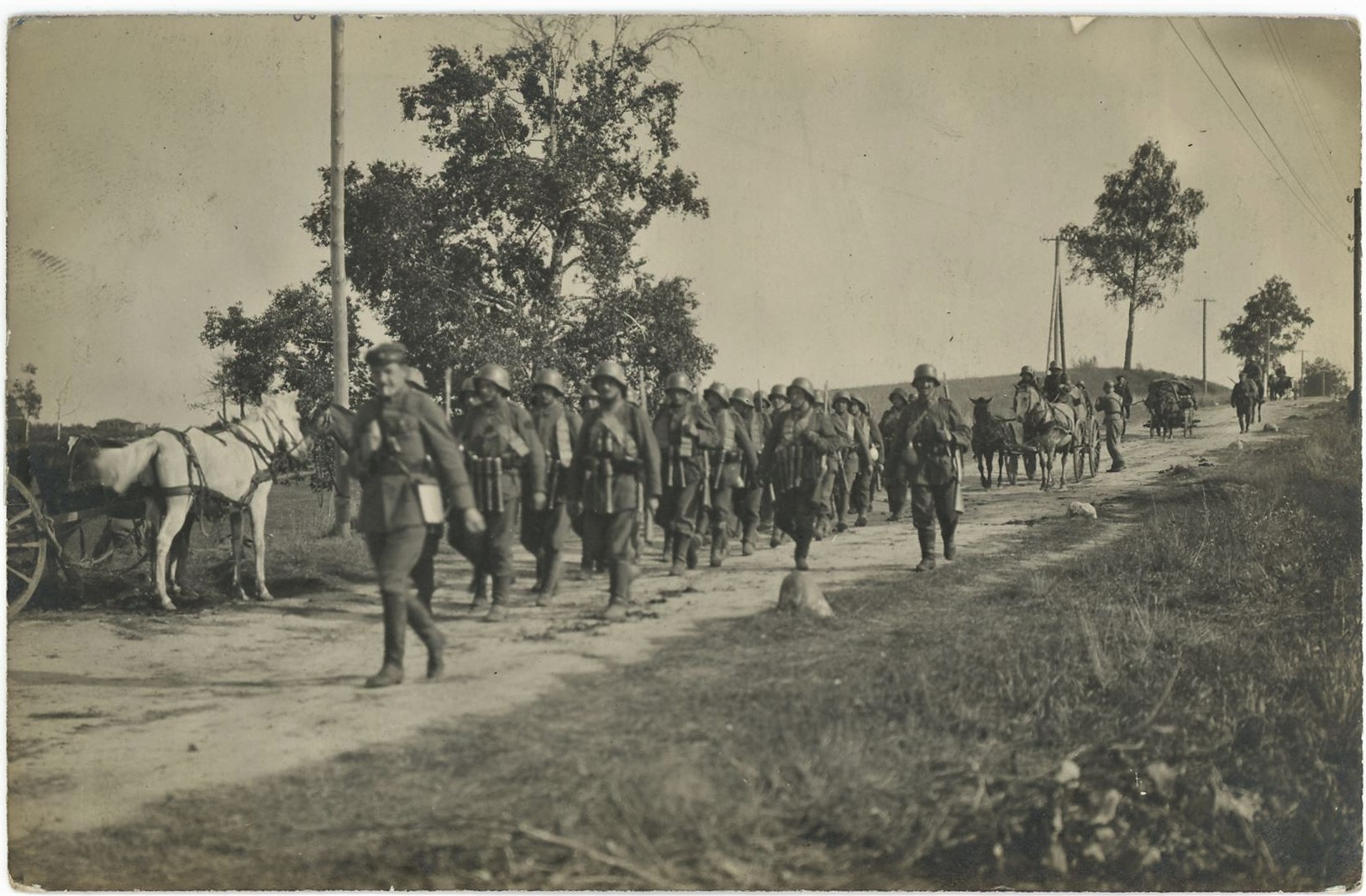
Гренадеры Вильнюсского батальона следуют на фронт против красных.

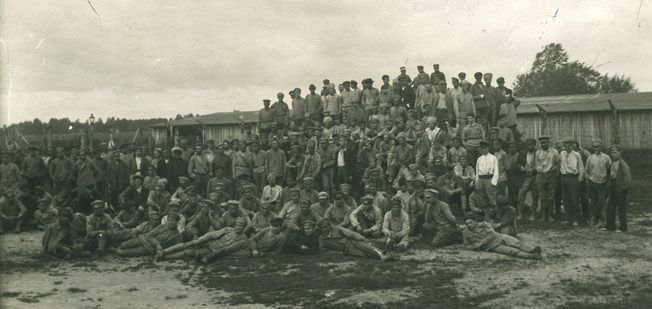
Советские военнопленные в литовском лагере.

В конце 1918 года советское руководство организовала Западный поход Красной армии с целью занятия территории Белоруссии и Прибалтики и установления на их территории советской власти. В декабре 1918 года Красная Армия заняла Швенчёнис, Утяну и Рокишкис. 31 декабря 1918 года Литовская Тариба переехала из Вильны в Ковно. В январе 1919 года Красная Армия заняла Вильну, Укмерге и Паневежис. В феврале 1919 года литовские и немецкие войска остановили продвижение красных.
12 июля 1920 года в Москве был подписан мирный договор между РСФСР и Литвой. 27 августа 1920 года литовские войска вошли в Вильно.
Белогвардейцы под командованием Павла Бермонта-Авалова и официально известные как Западная добровольческая армия, были смешанным немецко-русским формированием. Армия состояла из русских военнопленных, выпущенных Германской империей, на условиях борьбы против Красной Армии в гражданской войне в России, и солдат Freikorps («Свободного корпуса»), дислоцированных в Латвии и Литве, после поражения Германии в Первой мировой войне. Официальной целью была борьба с большевиками вместе с силами Александра Колчака, но фактическая выполнялась задача по сохранению немецкой власти на территориях, занятых немцами во время Первой мировой войны.
Сначала силы Западной добровольческой армии воевали в основном в Латвии, но в июне 1919 года они пересекли литовско-латвийскую границу и взяли город Куршенай. В то время литовцы воевали с Красной Армией и могли выдавать только ноты протеста. В октябре 1919 года белые заняли значительные территории на западе Литвы (Жемайтия), в том числе такие города как Шяуляй, Биржай и Радвилишкис. На занятых территориях официальным признавался только русский язык.
На занятых белогвардейцами территориях литовцы организовывали партизанские отряды. В октябре 1919 года литовские войска начали наступление на белых, добившись важных побед 21 ноября и 22 ноября возле Радвилишкиса, крупного железнодорожного узла. Литовцы захватили там значительные трофеи, в том числе 30 самолётов и 10 орудий. Позднее столкновения были остановлены вмешательством представителя Антанты, французского генерала Анри Нисселя, который следил за выводом немецких войск. К 15 декабря 1919 года Западная добровольческая армия покинула территорию Литвы.

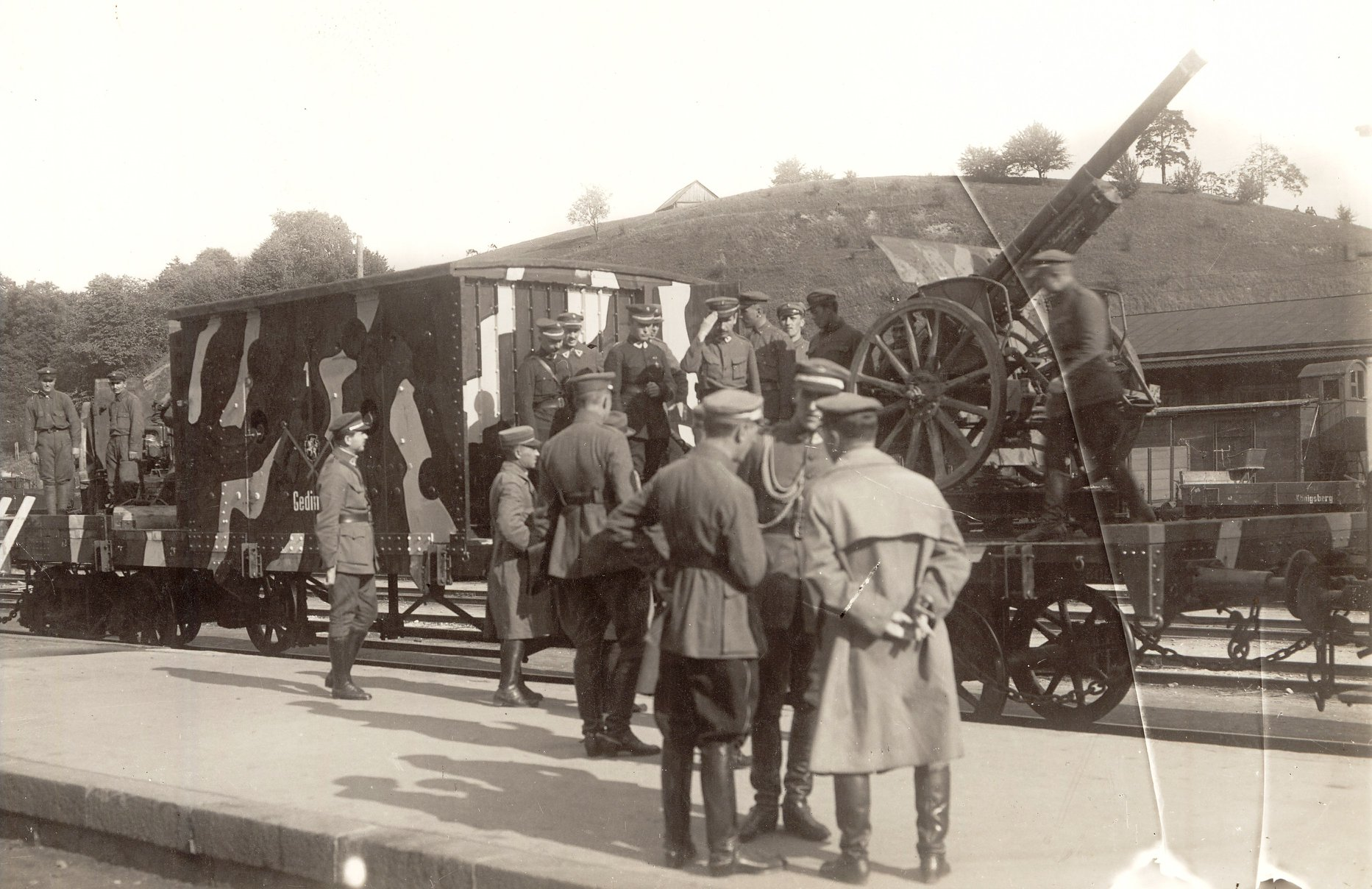
Бронепоезд «Гедиминас» в Каунасе перед отправкой на фронт, 1920 год.

В апреле 1919 года польская армия заняла Вильно и Виленский край. Подпольная Польская военная организация (пол. Polska Organizacja Wojskowa) пыталась организовать государственный переворот в Литве. Отступая немцы позволили организовать в гододе Сейны литовскую администрацию. 23 августа поляки организовали Сейненское восстание и выбили литовцев из города. До начала сентября город переходил из рук в руки. Летом 1920 года воспользовшись отступлением польской армии под натиском Красной Армии литовские войска заняли Пуньск, Сувалки, Сейны и Августов. В конце августа поляки предприняли контрнаступление и отбили потерянные территории. 7 октября 1920 года представители Литвы и Польши заключили Сувалкское соглашение. Прекращение огня должно было начаться 10 октября.
8 октября 1920 года с негласной санкции Юзефа Пилсудского по приказу генерала Люциана Желиговского формально вышедшие из повиновения польскому командованию войска 1-й литовско-белорусской дивизии заняли Вильно (9 октября 1920) и Виленский край. На занятых территориях было образовано самостоятельное государство, формально независимое от Польши — Срединная Литва. Армия Литвы остановила польское наступление в ноябре 1920 года у городка Гедрайчяй. 29 ноября в Каунасе под давлением Лиги Наций между правительством Литвы и представителями Л. Желиговского было подписано перемирие. В 1922 году Срединная Литва вошла в состав Польши.

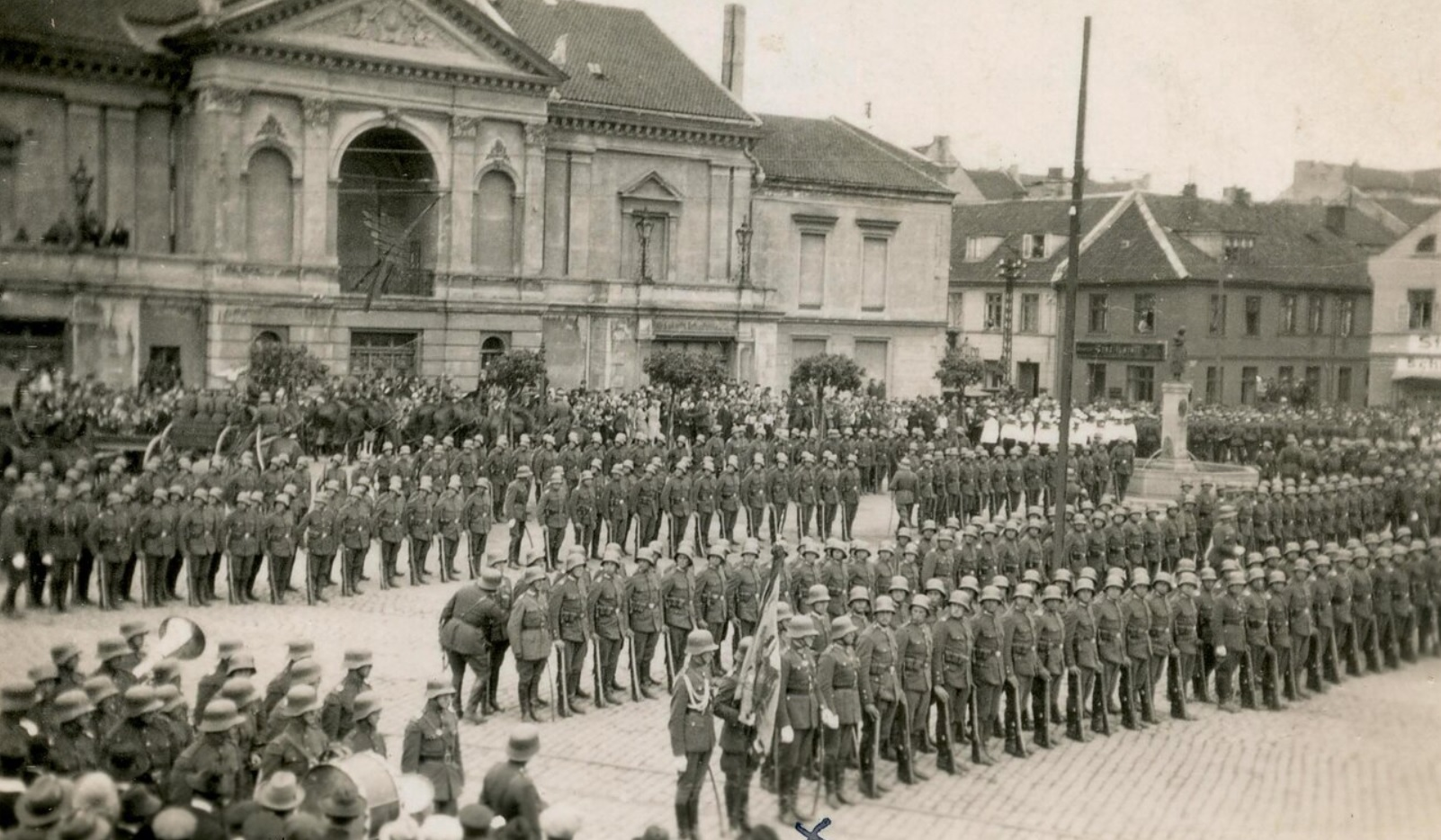
Парад Войска Литовского в честь присоединения Клайпеды к Литве.

##### 1921—1927
Литва хотела присоединить регион (часть Малой Литвы) из-за крупного литовскоговорящего меньшинства прусских литовцев и портового города Клайпеда (Мемель) — единственного приемлемого выхода к Балтийскому морю для Литвы. После того, как Конференция совета послов Антанты в отношении восточных границ Польши покинула регион с политическим статусом, похожим на статус Вольного города Данциг, литовцы организовали и устроили мятеж. Представленное как восстание местного населения, восстание не встретило сопротивления ни немецкой полиции, ни французской армии. В мирное время войско было сокращено до 9 пехотных, 4 артиллерийских, 2 кавалерийских полков и военно-технической части.
В 1926 г. были расформированы ещё 2 пехотных и 1 артиллерийский полк, миномётный дивизион.
Бронетанковый отряд был сформирован в 1924 году, Автомобильный отряд и Батальон связи — в 1927 году. Состав боевой техники был разношёрстным.

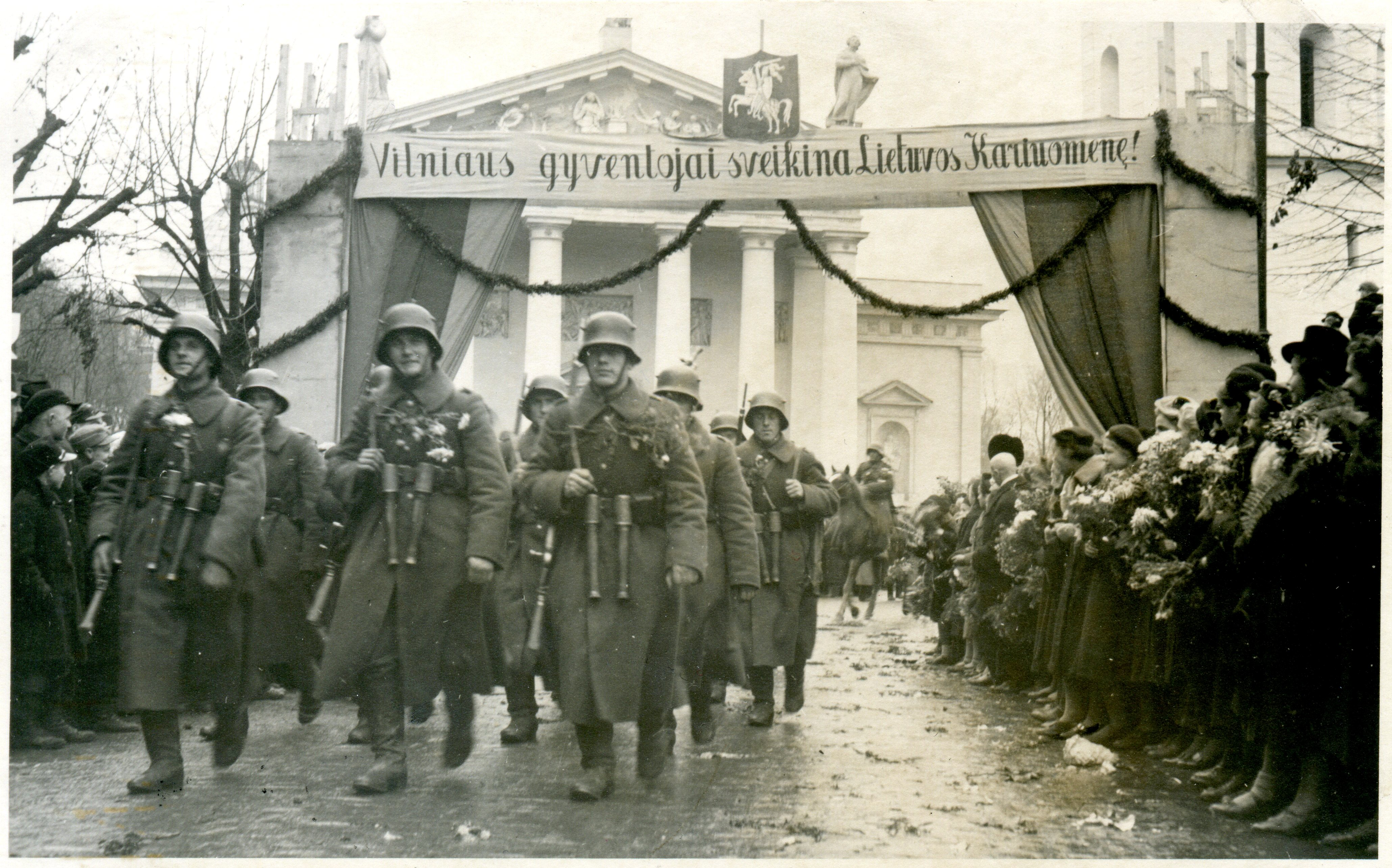
Литовские войска входят в город Вильнюс в 1939 году.

##### 1935—1940
В 1935 году, с усилением угрозы войны в Европе, был начат 7-летний план модернизации армии, были воссозданы 2 пехотных, 1 кавалерийский и 1 артиллерийский полки, отряд противовоздушной обороны и конно-артиллерийская группа. Было проведено перевооружение.
В июне 1940 г. в армии насчитывалось 28 115 человек: солдат 22 265, офицеров 1 728, призывников 2 091, государственных служащих 2 031 (из них 110 офицеров). Состав войск являлся таковым:
Сухопутные войска были вооружены бельгийскими, чехословацкими и немецкими винтовками и карабинами «Маузер», крупнокалиберными пулемётами «Максим», швейцарскими автоматическими 20-мм пушками «Эрликон», немецкими и французскими пушками и гаубицами. Всего состав наземных сил составлял 9 пехотных полков, 4 артиллерийских полка, 3 кавалерийских полка. В составе армии имелся бронетанковый отряд — бронетехники было немного — 6 шведских Landswerk-182 и 4 немецких бронемашины типа Daimler, а также 24 английских Vickers-Carden Loyd и 12 французских легких танков и танкеток типа Renault FT-17. Заказаны но не доставлены также танки LTL чехословацкого производства спроектированные для Литвы.

Одна из частей Литовской военной авиации.

Военная авиация состояла из 4 (истребительная, бомбардировочная, разведывательная, учебная) авиационных групп и штаба. На вооружении стояли самолёты ANBO-41, ANBO-IV, Dewoitine D-501L, Gloster «Gladiator», FIAT CR.20, Ansaldo A.120, ANBO-III, ANBO-V, ANBO-51 и другие. На стадии испытаний был также штурмовик-бомбардировщик моноплан ANBO-VIII.
Флот был крошечным и состоял из учебного корабля LKL «Prezidentas Smetona» и нескольких катеров.

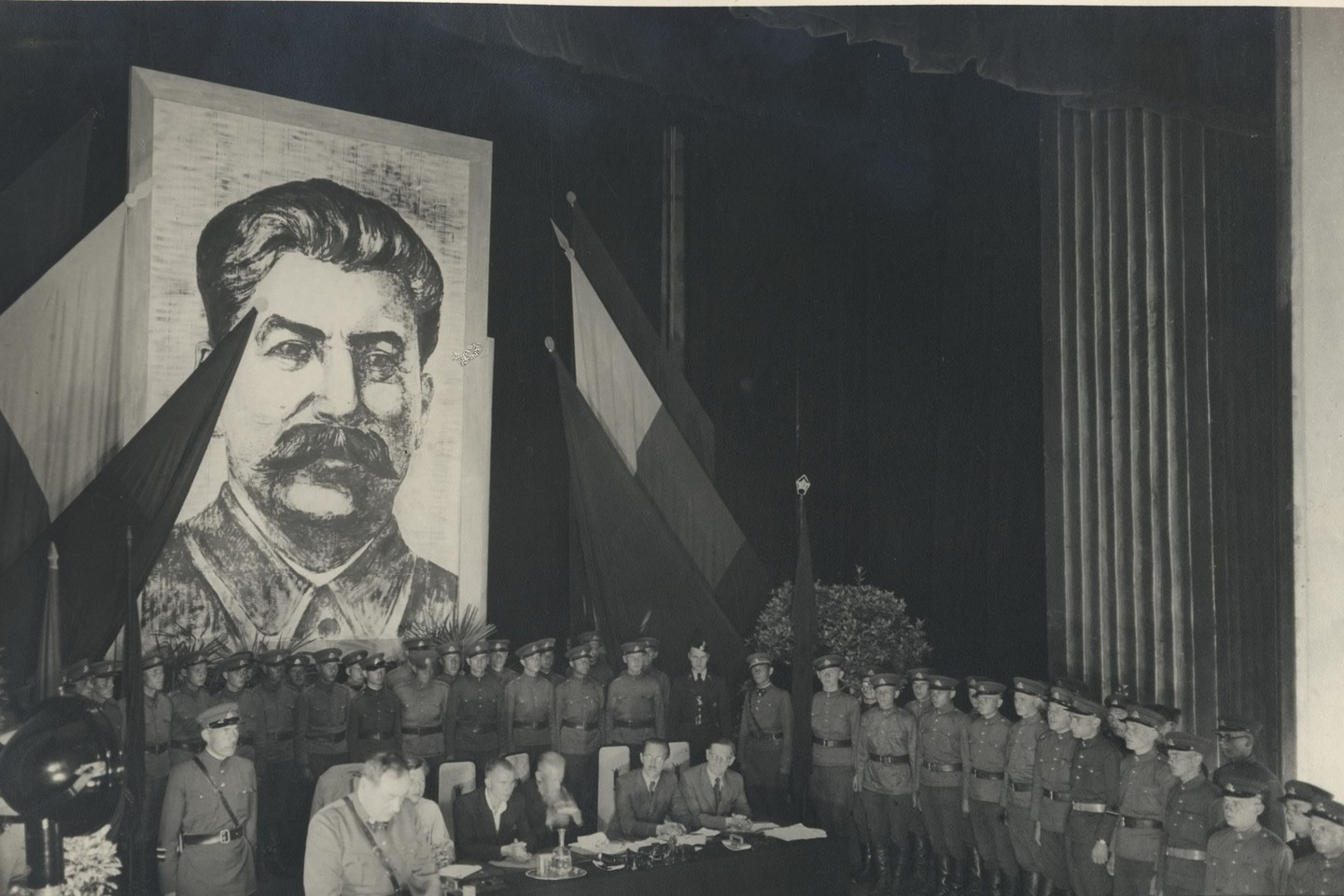
Делегация литовской народной армии на заседании Народного сейма (1940 год).

В 1940 после возвращения советским правительством Вильнюса с вводом контингента РККА, началось разоружение вооружённых сил Литвы, после чего они были переформированы в советские части РККА. В 1941 воздушный флот был уничтожен, а единственный корабль в честь первого президента республики был введён в состав красного рабочего флота. Несмотря на всё это войско литовское отличилось тем что участвовало в полноценных вооружённых конфликтах сумев защитить независимость государства и его право на существование, несмотря на проигрыш в польско-литовской войне.

### Вторая мировая войнаипартизанская война

#### Участие в Июньском восстании 1941 года
На фоне Июньский депортаций 1941 года с началом операции «Барбаросса» и наступлением немецких войск, значительная часть военнослужащих территориального стрелкового корпуса (сформированного из бывшего Войска Литовского) сознательно перешли на сторону Временного правительства Литвы (ожидая поддержку Германии в восстановлении независимости) и вели успешные боевые действия против РККА (захватывали стратегические объекты, атаковали и брали в плен отступающие части РККА, проводили аресты и казни коммунистов и командиров не литовцев) либо дезертировали из состава РККА.

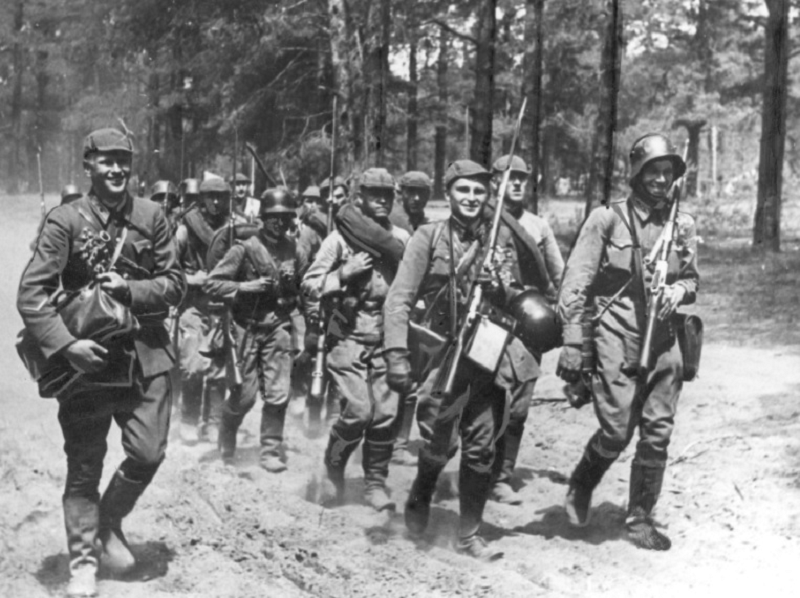
Литовская повстанческая пехота двигается в Вильнюс во время восстания.

Всего из приблизительно 16 000 литовцев, которые насчитывались в территориальном стрелковом корпусе перед началом войны, к частям Красной Армии присоединились не более 2000 человек. После отказа немецкими властями признать правительство Литвы — армейские части были распущены, часть военных присоединилось к лесным братьям (сторонникам независимой Литвы) или к вспомогательным частям немецкой оккупационной администрации.

#### Литовская освободительная армия
Ставила своей целью восстановление независимости Литовской Республики военными и политическими целями. Не поддерживала политику Третьего рейха во многом, однако не оказывала никакого сопротивления вермахту и СС. Начала вооружённую борьбу против советских войск после взятия Минска в середине 1944 года. ЛЛА считается первой литовской националистической организацией, которая начала вести вооружённую борьбу против советской власти и попыталась стать ядром литовского антисоветского движения, однако к апрелю 1946 года силами НКГБ и МГБ Литовская освободительная армия была полностью разгромлена. Те её члены, которые остались в живых, ушли в другие литовские отряды «лесных братьев». Деятельность организации делится на три этапа: 1941—1943 гг. направлена против нацизма, 1943—1944 гг. переходной период, направленный на укрепление организации и с июля 1944 г. по апрель 1946 г. — антисоветский период.

#### Литовский местный отряд

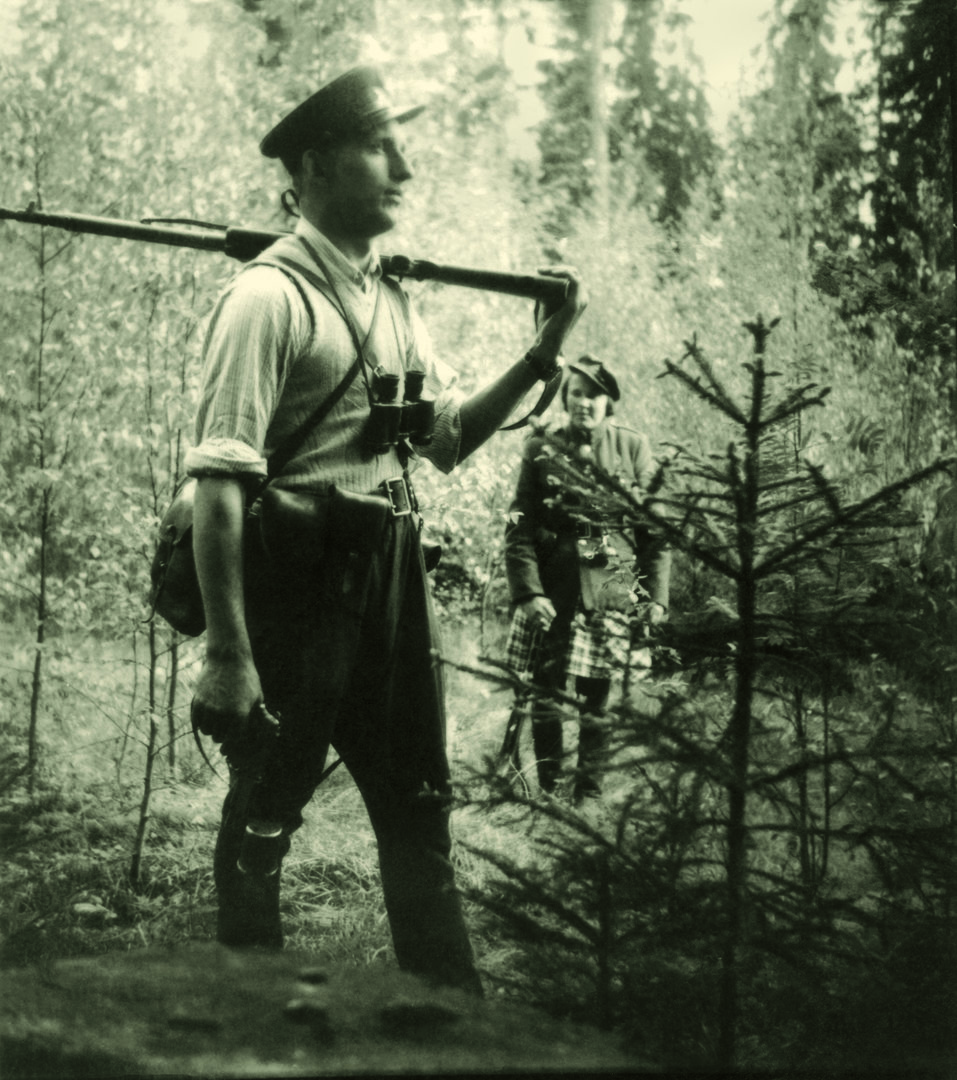
Литовские партизаны Жемайтийского округа на партизанской свадьбе, 1950 год.

После поражений Вермахта на Восточном фронте и в связи с приближением Красной Армии бывший начальник штаба Литовской армии генерал Повилас Плехавичюс провел переговоры с оббергруппенфюрером СС Фридрихом Еккельном и начальником СС и полиции Германом Хармом и получил согласие на создание литовского национального формирования из 21 батальона по 250 человек каждый (впоследствии по просьбе Плехавичюса численность отряда была увеличена до 10 000 человек). Плехавичюс выдвинул и ряд других предложений, в частности, о переводе в Местный отряд офицеров из полицейских батальонов и приостановлении отправки литовской молодежи на работы в Германию, однако они были отклонены.
Создание Местного отряда было поддержано всеми литовскими подпольными политическими организациями. Соглашение с немецкой стороной было подписано 13 февраля 1944 года, а 16 февраля 1944 года, в День независимости Литвы, Плехавичюс обратился по радио к нации, призвав вступать в отряд добровольцами.

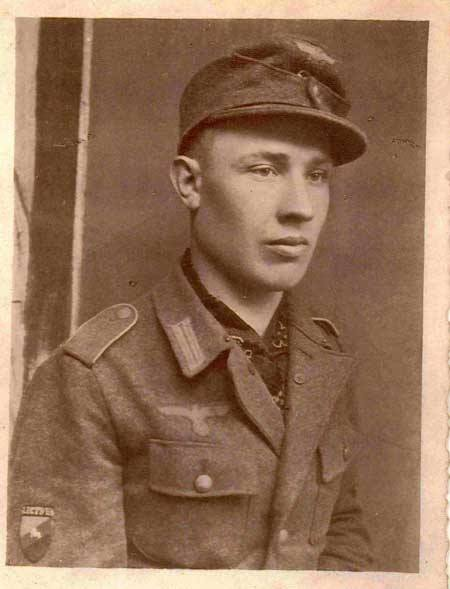
Доброволец местного отряда.

Обращение оказалось очень успешным: на призывные пункты явилось от 20 до 30 тысяч человек. Максимальная численность Отряда достигала 11 000 человек: тринадцать полностью укомплектованных батальонов по 750 человек каждый, и батальон подготовки офицерского состава в Мариямполе. Подразделения были пронумерованы по немецкой системе как 301—310 и 312—314 полицейские батальоны.
В апреле Армия Крайова попыталась договориться с Плехавичюсом о ненападении и совместных действиях против немцев, однако предложение было отвергнуто: литовцы потребовали от польского подполья покинуть спорный регион или подчиниться им в борьбе против Советского Союза.
В начале мая Местный отряд начал широкую антипартизанскую операцию. Было выделено семь батальонов для создания гарнизонов в городе Ошмяны, селе Гольшаны и окрестностях, в частности, деревнях Мурованая Ошмянка и Гравжишки, Толминово и Новоселки. Карательные акции против местного населения вызвали ответные действия польского сопротивления. 4 мая в деревне Павлово 3-я бригада Армии Крайовой атаковала роту литовского 310 батальона, убившего до этого несколько местных жителей. Литовцы отступили, пленные, в том числе командир батальона, были расстреляны поляками на месте. В Гравжишках 301 батальон потерял убитыми 47 человек, а 5 мая был рассеян 8-й и 12-й бригадами Армии Крайовой. 6 мая 8-я, 9-я и 13-я бригады Армии Крайовой нанесли поражение 308 батальону Местного отряда, который попытался сжечь деревни Сенковщину и Адамковщину и истребить жителей. 7 мая литовцам удалось выйти в тыл польского партизанского подразделения в 28 километрах от Вильнюса и нанести ему поражение.
Крупнейшее сражение между Местным отрядом и поляками произошло в селе Мурованая Ошмянка, охраняемом 301 батальоном. В ночь с 13 на 14 мая 3-я бригада Армии Крайовой начала штурм укреплений с запада и северо-запада, а 8-я и 12-я бригады атаковала село с юга и востока. Остальные польские силы (13-я и 9-я бригады) взяли под контроль дорогу Мурованая Ошмянка — Толминово. В ходе боя литовские войска потеряли 51 человека убитыми и ещё 170 было взято в плен. Той же ночью 115 литовских солдат было взято в плен в близлежащей деревне Толминово. После боя пленные были разоружены, раздеты до нижнего белья и отправлены в сторону Яшюная, Вильнюса и Ошмян. Поражение в оборонительном бое при численном перевесе в 150 человек сказалось на моральном духе литовских военнослужащих.

С апреля появилась идея преобразовать Местный отряд во вспомогательные полицейские соединения при СС. 9 мая 1944 года, после неудачной попытки мобилизации, Фридрих Еккельн приказал подразделениям Отряда в Виленской области перейти в его прямое подчинение, а в других районах Литвы — в подчинение местного немецкого командования. Солдаты должны были принести присягу на верность Гитлеру, носить униформу СС и использовать нацистское приветствие.

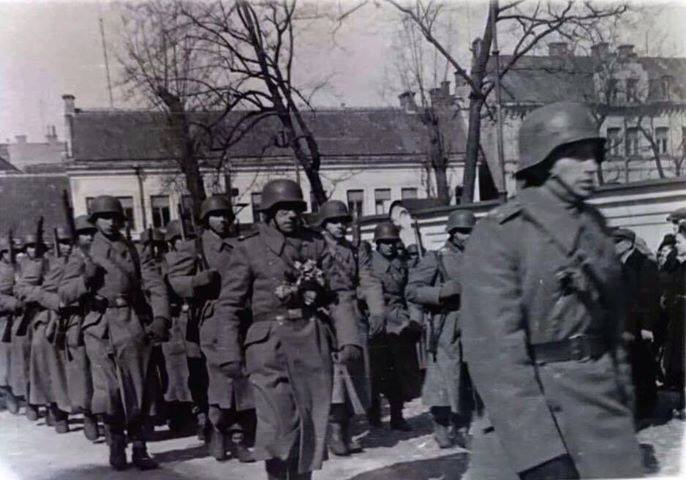
Литовские солдаты местного отряда.

Узнав о приказе 15 апреля, Плехавичюс принял ответные меры: 9 мая он приказал курсантам школы в Мариямполе разойтись по домам, а подразделениям Местного отряда в Виленской области — прекратить боевые действия против Армии Крайовой и вернуться в гарнизоны. Затем Плехавичюс выпустил декларацию, призывающую подчиненных уходить в леса с оружием и униформой. Штаб Отряда выпустил приказ с требованием подчиняться исключительно литовским командирам. 12 мая Плехавичюс отказался встретиться с недавно назначенным Куртом Хинце и через начальника штаба Оскараса Урбонаса передал, что не собирался становиться офицером СС и служить в этой организации. Плехавичюс также отверг предложение Еккельна отправить Местный отряд на Западный фронт.
15 мая Повилас Плехавичюс и Оскарас Урбонас были арестованы и, вместе с ещё 52 офицерами Местного отряда, депортированы в концлагерь Саласпилс. Еккельн и Хинце выступили с обращением к офицерам Местного отряда, обвинили их в бандитизме, саботаже и нелояльности и объявили, что Отряд будет разоружен и расформирован, а солдаты под угрозой расстрела и репрессий против семей переведены в немецкие противовоздушные силы.
Большинство солдат было разоружено и арестовано. 106 курсантов были отправлены в Штуттгоф, а 983 солдата — в концлагерь Ольденбург. Для устрашения нацисты расстреляли более ста бывших военнослужащих Отряда. 16 мая при попытке ликвидации офицерской школы в Мариямполе между оставшимися там литовцами и немцами возникла перестрелка, 4-5 солдат были убиты.

Около 3500 членов Местного отряда были принудительно включены в состав нацистских формирований: несколько пехотных батальонов под командованием полковника Адольфаса Биронтаса были отправлены на Восточный фронт, часть была использована для охраны объектов Люфтваффе за пределами Литвы или вывезена в Германию на принудительные работы. Многие солдаты, которым удалось бежать с оружием, сформировали костяк антисоветского вооруженного сопротивления.

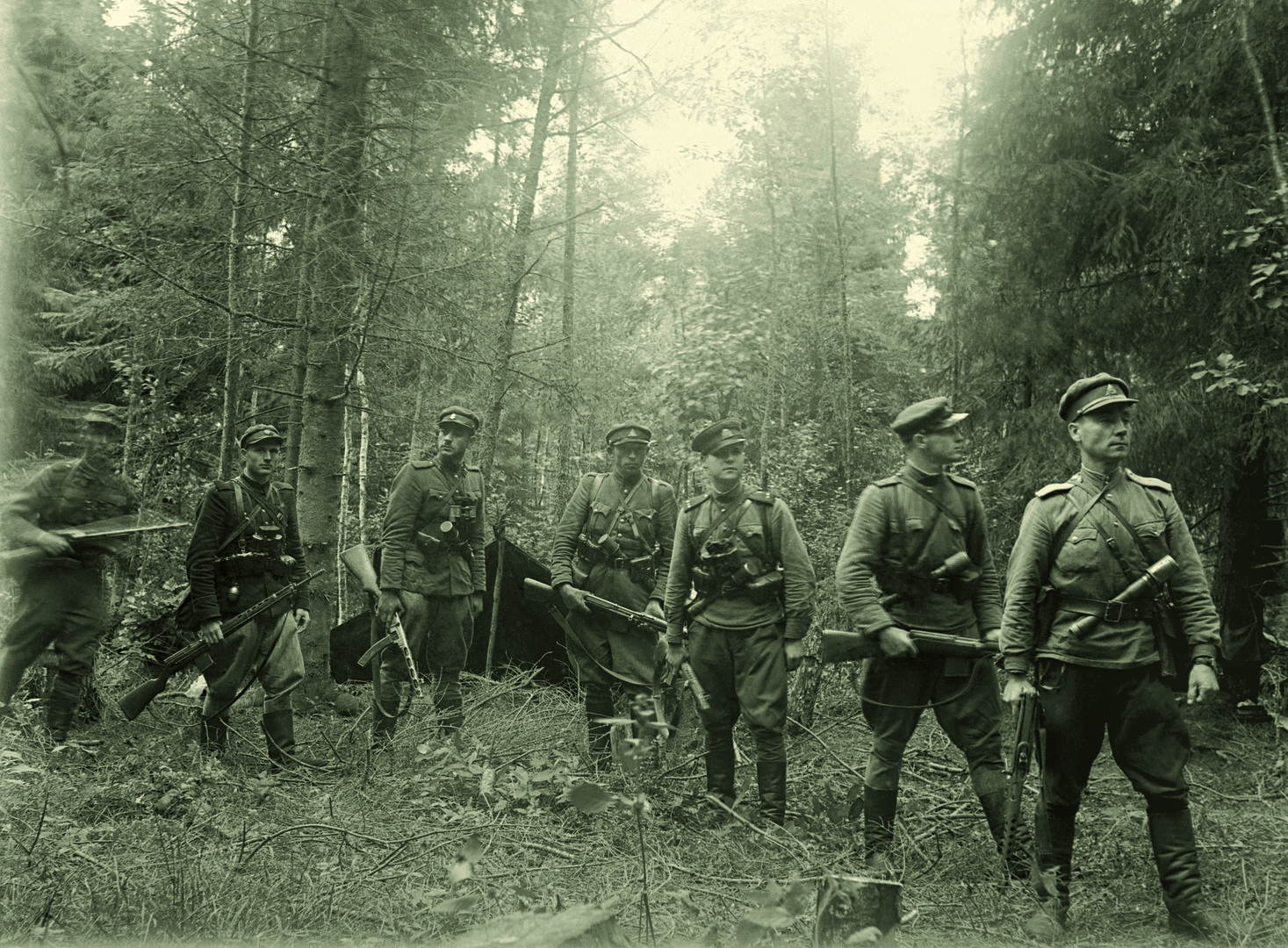
Литовские партизаны округа «Тигр» в 1947 году.

#### Силы обороны отечества
Литовское формирование в составе вермахта состоявшее из 2 полков (6 тысяч человек). Силы обороны отечества участвовали в обороне Сяды 7 октября, противостоя 19-му танковому корпусу 6-й гвардейской армии РККА, но были разбиты и отступили к Мемелю, откуда ушли в Восточную Пруссию. Личный состав там был разделён по сапёрным частям.

#### Союз борцов за освобождение Литвы
Руководящая организация национал-освободительного движения оказывавшая вооружённое сопротивление против властей СССР в конце Второй мировой войны и в послевоенные годы. Из стихийно образовывавшихся взводов сформировалась военная структура, охватывающая всю Литву.
Союз управлял тремя областями: Западной Литвы, Южной Литвы и Восточной Литвы. Каждой области подчинялись несколько округов, каждому округу — от двух до четырёх дружин, в каждой дружине было несколько отрядов. 5 мая 1948 года состоялся съезд партизанских командиров округов Кястутиса и Жемайтского в лесу недалеко от Скаудвиле. Была создана область Юрос. Первым командующим области назначен Йонас Жемайтис. Он 10 июля 1948 подписал указ оглашавший создание Единого Движения борцов за свободу Литвы уже как Йонас Жемайтис-Витаутас. В документе указано, что Йонас Жемайтис-Витаутас становится руководителем организации, а его заместителями — все руководители областей. Встречи и консультации руководство проводились до 1948 года. 2-22 февраля 1949 г. состоялся съезд партизанских командиров всей Литвы, сплотивший объединения вооруженного антисоветского сопротивления в единую организацию и на первом совещании утверждено название организации — Союз борцов за освобождение Литвы (ЛЛКС). В официальных встречах принимали участие 8 человек: Йонас Жямайтис, Юозас Шибайлас, Петрас Барткус, Адольфас Раманаускас Ванагас, Александрас Грибинас, Витаутас Гузас, Леонардас Григонис и Бронюс Лесис. Настоящая организация, возглавляемая генералом партизан Йонасом Жемайтисом-Витаутасом, подготовила военно-политические документы, узаконивающие Движение в качестве организации, руководящей политической и военной борьбой по освобождению нации и представляющей идею независимой Литвы в оккупированном краю. Во время съезда 16 февраля была принята политическая декларация, которая в качестве конечной цели партизанской борьбы объявила восстановление независимой парламентской Литовской Республики. Проявились такие партизанские командиры, как командующий вооруженными силами ДБСЛ, полковник партизан Адольфас «Ванагас» Раманаускас, командующий партизанами Южной Литвы лейтенант-полковник Юозас Виткус и майор партизан Юозас Лукша дважды прорвавшийся через «железный занавес» на Запад и многие другие.
Это был единственный общий съезд партизанских командиров всей Литвы. Со временем ситуация партизан в стране становилась все труднее: коллективизация, депортации сократили число сторонников. Свыше двадцати тысяч повстанцев погибло. Партизанская война подошла к концу лишь в 1953 году. Был арестован председатель президиума ДБСЛ Й. Жемайтис-Витаутас, разгромлены областные штабы, уничтожены связи. 11 октября 1956 года был предан и выдан советским спецслужбам Адольфас Раманаускас. 1952—1953 годы был решающим для всего вооруженного подполья Литвы. Поздние действия повстанцев были единичными, но не организованной борьбой. После подавления вооруженной борьбы националисты продолжали стремиться к независимости. Этим стремлениям было суждено исполниться 11 марта 1990 года после провозглашения Верховным Советом Литвы — Восстановительным Сеймом Акта о восстановлении независимости Литовского государства.

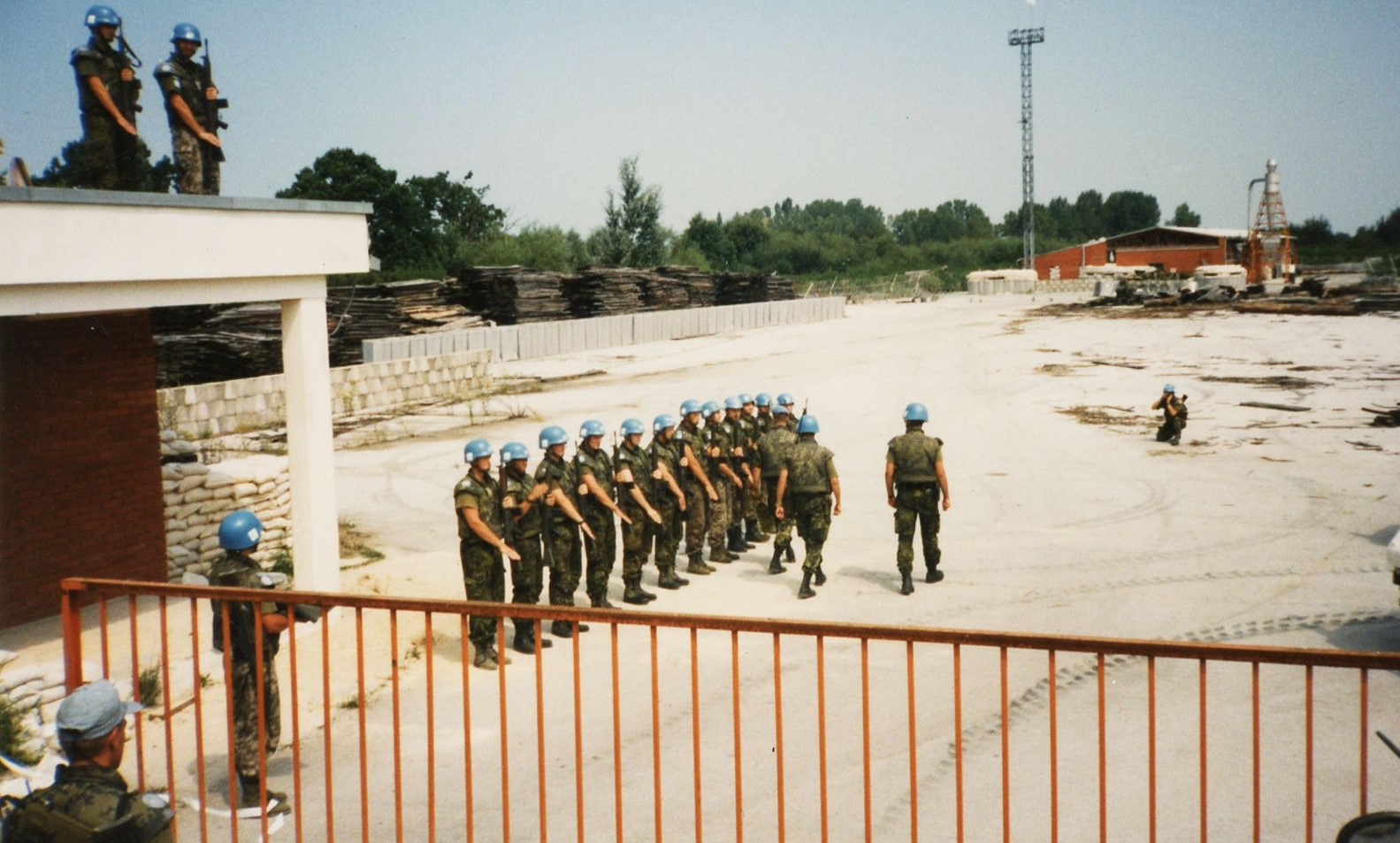
Литовские миротворцы SFOR. 1996 год

### Войско Литовское (современное)

#### Конец XX века

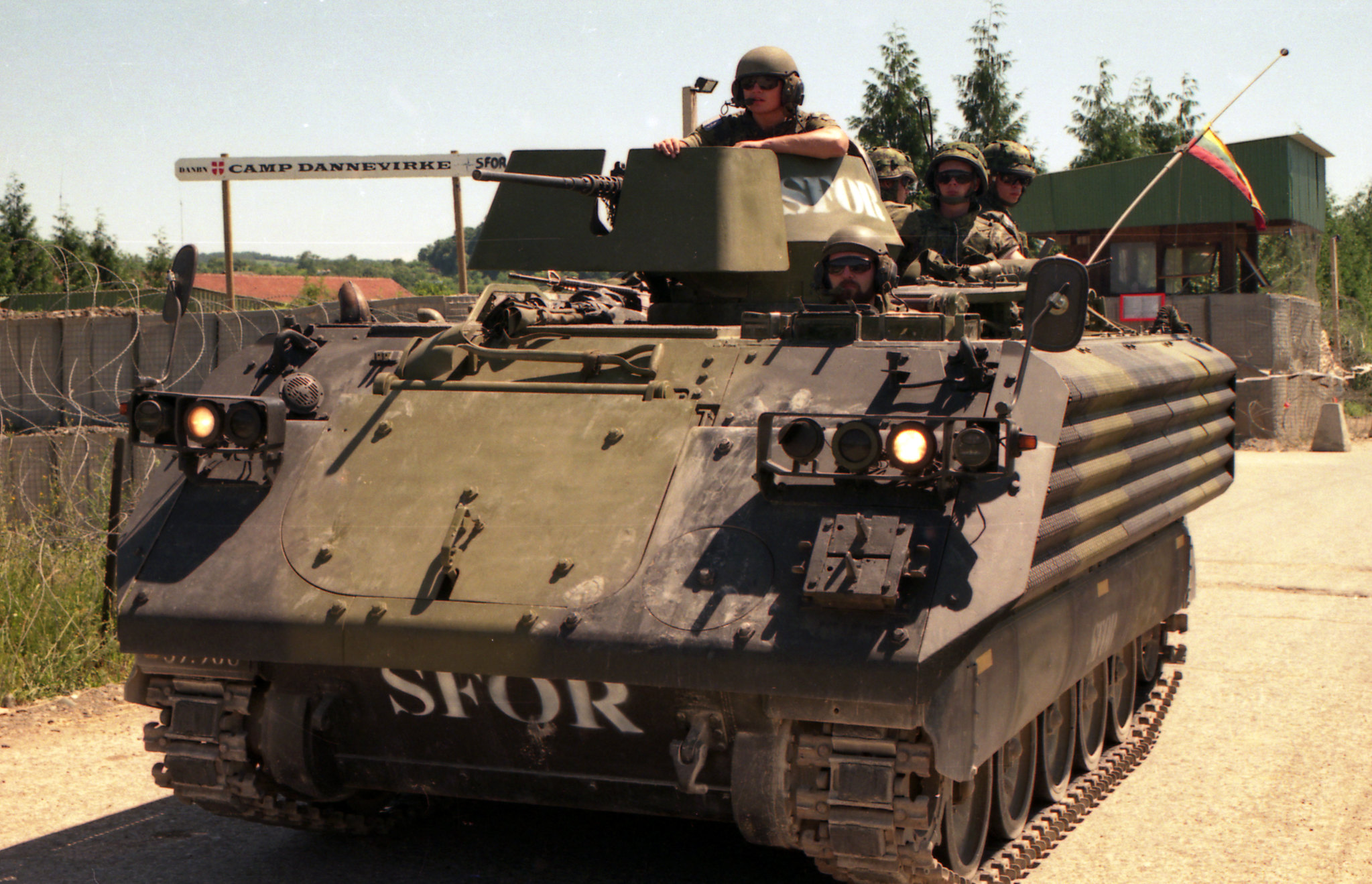
Механизированный патруль литовских миротворцев SFOR. 1996 год

10 октября 1991 года был назначен первый после восстановления независимости министр охраны края — А. Буткявичюс (лит. Audrius Butkevičius), ранее являвшийся Генеральным директором Департамента охраны края Литвы (16 октября 1991 года Департамент охраны края ликвидирован). 30 декабря 1991 года были присвоены первые литовские воинские звания. Первоначально из-за неучастия Литвы в делении Советской Армии, военная техника частей Советской Армии, находившихся на территории Литовской ССР была переведена под юрисдикцию Российской Федерации, при этом некоторое количество советского вооружения было куплено Литвой у России в процессе вывода войск.
В 1991 году ФРГ подарила литовской армии два транспортных самолёта L-410 UVP. В дальнейшем, начались поставки вооружения и военной техники из восточноевропейских государств и стран НАТО.
2 января 1992 года начало свою деятельность Министерство охраны края. В это же время был объявлен первый призыв на действительную военную службу. Учебное подразделение переименовано в мотодесантную бригаду, позднее получившую имя «Железного волка». 2 января 1992 года воссоздана литовская военная авиация, 1 сентября 1992 года в Вильнюсе открылась Школа охраны края. 1 ноября 1992 года создана Флотилия ВМС. 14 августа 1992 года командующий Балтфлотом адмирал В. Егоров и президент ассоциации «Сельма» Владас Лауринавичюс подписали конфиденциальный договор, по которому «Сельма» обязалась построить жильё для военнослужащих российской армии и флота, выводимых из стран Балтии и дислоцированных в Калининградской области России — в обмен на 5 тыс. автоматов АК-74 и два военных катера. Полученные автоматы были немедленно перепроданы министерству охраны края Литвы 19 ноября 1992 года Верховный совет-Восстановительный Сейм торжественно провозгласил о воссоздании Войска Литовского. Продолжая традиции Войска литовского межвоенного периода, многим батальонам современной литовской армии были присвоены имена полков 1920-х—1930-х годов и их символика. Отрядам Добровольческих сил присвоены названия округов литовских партизан послевоенного периода. Российская Федерация ещё до распада СССР признала независимость Литовской Республики, а в 1992 году обязалась вывести свои войска с её территории. В связи с затягиванием вывода войск со стороны России, литовские военные блокировали российские воинские части и не давали пополнить их новобранцами из России.
По состоянию на начало 1993 года, общая численность вооружённых сил Литвы составляла 7 тыс. человек. В 1993 году Швеция начала обучение военнослужащих литовской армии, по состоянию на 3 сентября 2001 года были подготовлены 82 офицера и специалиста и ещё 20 курсантов продолжали обучение. 31 августа 1993 года последний российский солдат покинул Литву. В 1993 году произошёл конфликт, называемый Переворот добровольцев: 150 вооружённых добровольцев ДСОК покинули свои посты, ссылаясь на недоверие правительству.

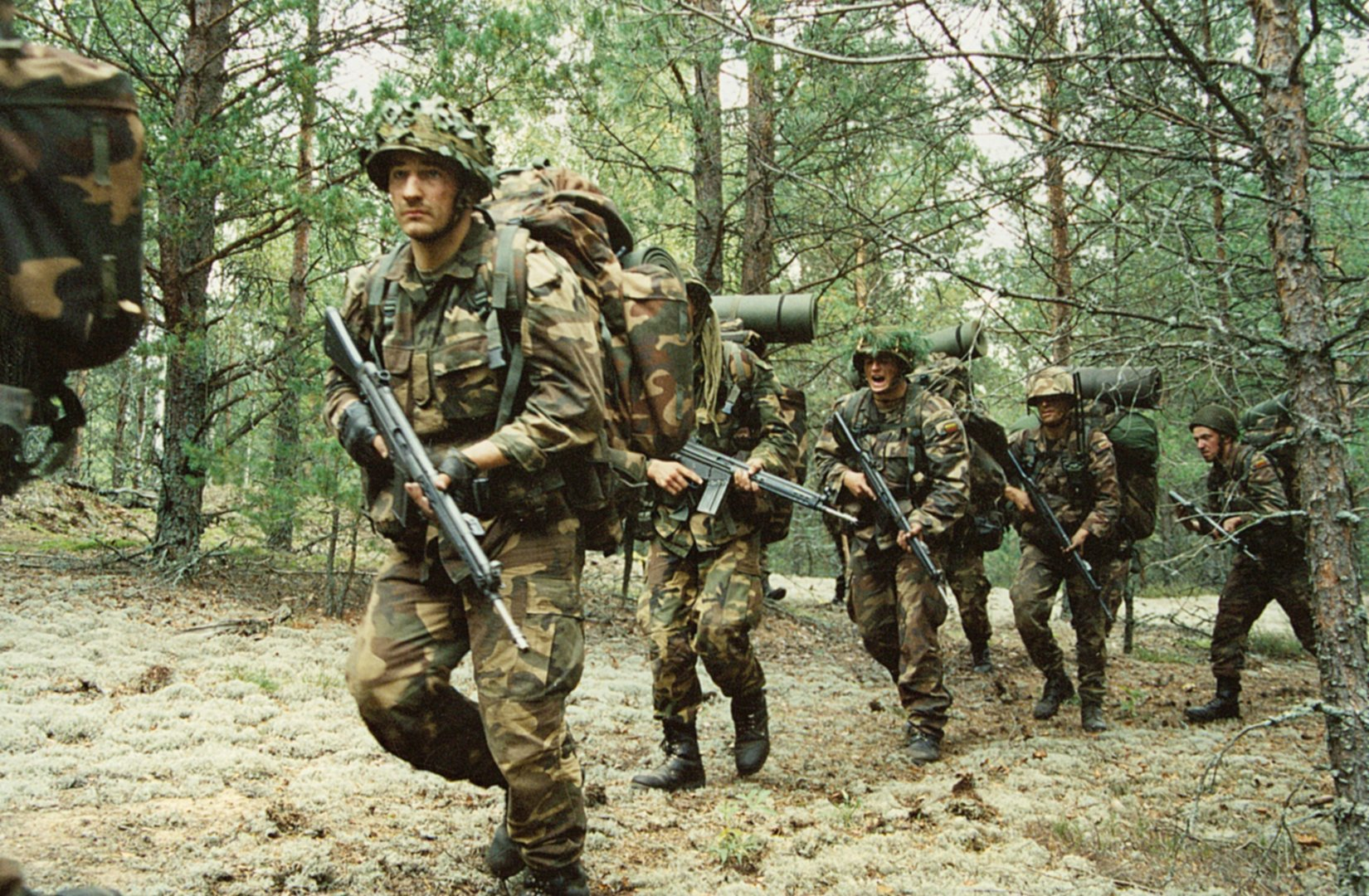
Солдаты добровольцы на учениях. 2000 год.

27 января 1994 года Литва начала сотрудничество с NATO по программе «Партнёрство ради мира», которое продолжалось до вступление в NATO в марте 2004 года. В 1994 году Литва приняла участие в миротворческой операции NATO на территории Боснии, 17 апреля 1996 года здесь погиб 1 военнослужащий Литвы.

В 1999 году Литва присоединилась к миротворческой операции NATO на территории Косово, в начале июля 2009 контингент был выведен. Всего, в течение десяти лет в состав сил KFOR были направлены около 900 военнослужащих, большинство из них проходили службу в составе польско-украинского батальона. Кроме того, в 1999 году было принято решение о строительстве патронного завода в деревне Виюкай под Каунасом. Производственные линии закупили во Франции, у фирмы «Sofema». Завод обошёлся Литве в 220 млн литов. В 2005 году литовские патроны были сертифицированы НАТО. В 2011 году производственная мощность завода составляла около 20 млн патронов в год, штат работников — 70 человек.

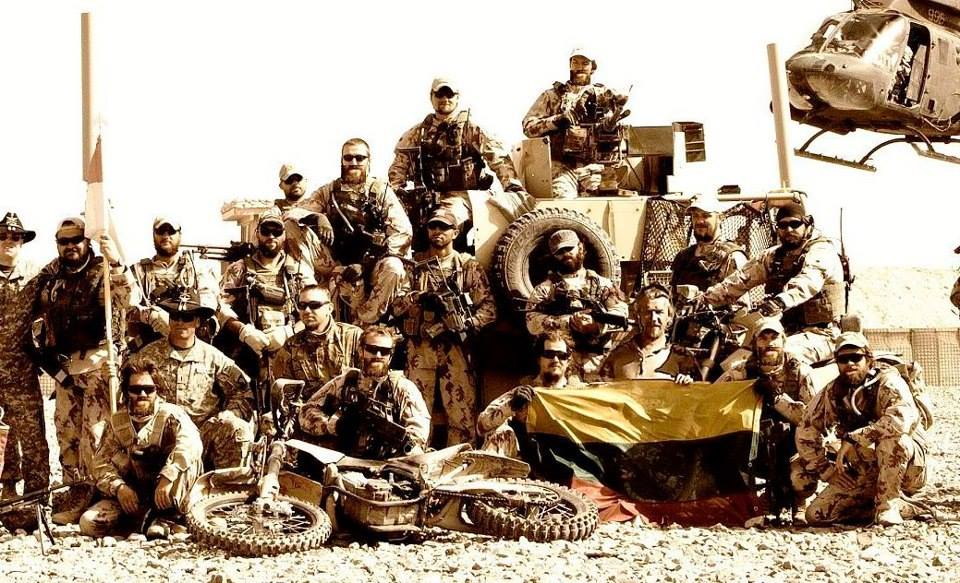
Эскадрон Айтварас в Афганистане.

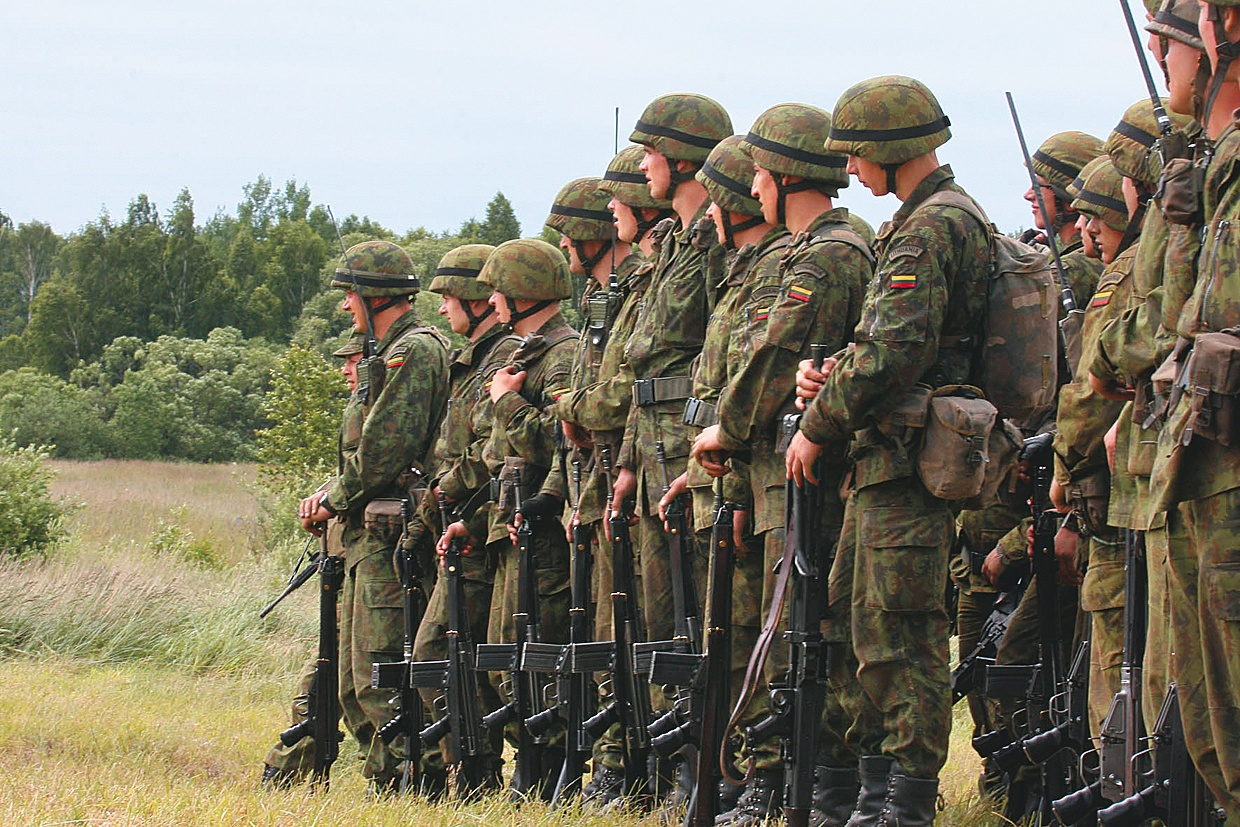
Литовская пехота на учениях, 2007 год.

В 2000 году правительство Литвы приняло решение об увеличении численности вооружённых сил с 11,5 тыс. до 13 тыс. военнослужащих.
В декабре 2001 года был подписан контракт с американской фирмой «Локхид-Мартин» о поставках 18 противотанковых комплексов «Джавелин» и 74 ракет к ним на сумму 9,65 млн долларов.
Структура Войска Литовского в 2002 году:
- Сухопутные силы
  -  Моторизированная пехотная бригада «Железный волк»
    -  Управление бригады
    -  Моторизированный пехотный батальон «Великая княгиня Бируте»
    -  Моторизированный пехотный батальон «Король Миндовг»
    -  Моторизированный пехотный батальон «Великий князь Литовский Ольгерд»
    -  Артиллерийский батальон

  - Западный военный округ
    -  Моторизированный пехотный батальон «Великий князь Литовский Будикид»
    -  Моторизированный пехотный батальон «Великий князь Литовский Войдат»
    - Моторизированный пехотный батальон «Великий князь Литовский Кестут»

  - Восточный военный округ
    -  Моторизированный пехотный батальон «Великий князь Литовский Витень»

  - Специальные батальоны 
    -  Штабной батальон «Великий князь Литовский Гедимин»
    -  Инженерный батальон «Юозас Виткус»
- Добровольческие силы
  -  1-й территориальный отряд «Округа Дайнава»
  -  2-й территориальный отряд «Округа Дарюса и Гиренаса»
  -  3-й территориальный отряд «Округа Жемойтов»
  -  4-й территориальный отряд «Округа Тура»
  -  5-й территориальный отряд «Округа Витиса»
  -  6-й территориальный отряд «Округа Пробуждения»
  -  7-й территориальный отряд  «Округа Витовта»
  -  8-й территориальный отряд  «Округа Великая борьба»
  -  9-й территориальный отряд  «Округа Кестута»
  -  10-й территориальный отряд «Округа Жемойтов»
  - Батальон авиации
- Военно-воздушные силы
  - 1-я авиабаза
  - 2-я авиабаза
  -  Командование слежения и контроля воздушного пространства
  -  Батальон противовоздушной обороны
- Военно-морские силы
  -  Флотилия
  -  Служба слежения за морем и побережьем
- Соединение специальных операций
  -  Егерский батальон «Витовт Великий» (Сухопутные силы)
  -  Служба особого назначения (Добровольческие силы)
  - Боевые пловцы (Военно-морские силы)
  - Звено специальных операций (Военно-воздушные силы)
- Военно-учебные силы 
  -  Учебный полк «Великий гетман Литовский Януш Радзивилл»
    - 1-й учебный батальон
    - 2-й учебный батальон
    - 3-й учебный батальон
    - 4-й учебный батальон
    -  Школа военной инженернии

  -  Школа унтер-офицеров «Дивизионный генерал Стасис Раштикис»
  -  Литовская военная академия «Генерал Йонас Жемайтис»
  -  Центр профессиональной переподготовки военнослужащих «Генерал Адольфас Раманаускас»
  -  Центральный военный полигон
- Логистические силы
  -  Арсенал
  -  Центр контроля передвижений
  -  Материальная служба
  -  Военно-медицинская служба
  -  Складская служба
  -  Батальон военной медицины
  -  Ремонтный батальон
  -  Транспортный батальон
- Военная полиция
- Военный ординариат
- Дом офицеров

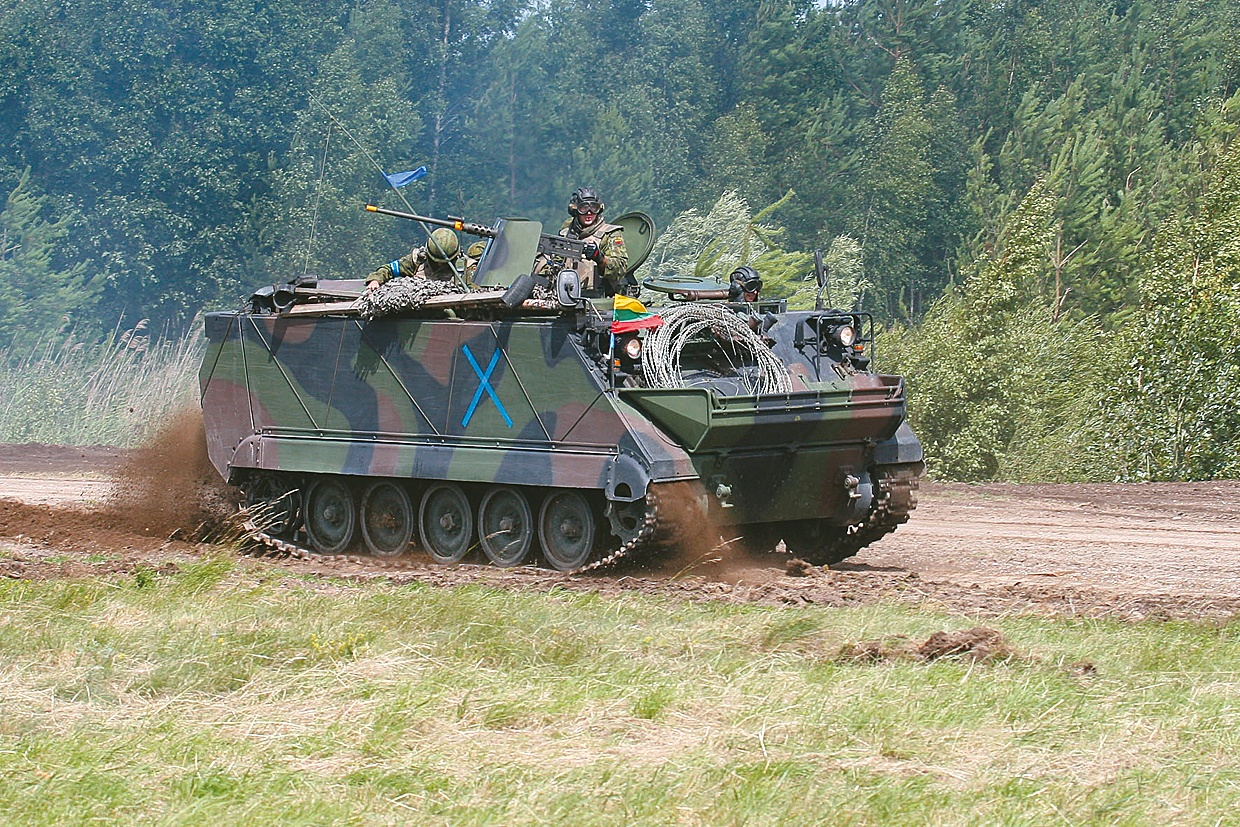
Бронетранспортёр М113 литовской армии, 2007 год.

В 2002 году началось участие Литвы в военной операции NATO в Афганистане. Потери литовского контингента в Афганистане составляют 1 военнослужащего убитым и не менее 13 ранеными. Кроме того, после нападения 22 мая 2008 года на литовское подразделение, в ходе которого был убит 1 и ранены 2 литовских солдат, ещё трое литовских солдат отказались продолжать военную службу в Афганистане и в июне 2008 года были отправлены обратно в Литву.

#### Литовский военный контингент в Афганистане (ISAF)
Операция Литвы в составе коалиции в 2002 - 2014 гг. действовало в составе сил ISAF с 2014-2021 гг. самостоятельно. В 2005-2013 гг. под командование Литвы было передана группа восстановления провинции Гор. Данная военная операция считается самой крупной в истории современных вооружённых сил. Первое подразделение было отправлено в Афганистан в 2002 году.
По состоянию на 1 августа 2013 года численность контингента составляла 240 военнослужащих.
28 декабря 2014 года командование НАТО объявило о том, что операция "Несокрушимая свобода" в Афганистане завершена. Тем не менее, боевые действия в стране продолжались и иностранные войска остались в стране - в соответствии с начатой 1 января 2015 года операцией «Решительная поддержка», хотя общая численность войск НАТО (в том числе, литовского контингента) была уменьшена.
Изначально правительство Литвы сообщило, что после 31 декабря 2014 года в Афганистане останется 100 литовских военнослужащих, но позднее их количество было уменьшено.
В июле 2018 года численность литовского военного контингента в Афганистане составляла 50 военнослужащих, в феврале 2021 года - 40 военнослужащих.
14 апреля 2021 года президент США Джо Байден объявил о планах начала вывода американских войск из Афганистана в мае 2021 с завершением этого процесса к 11 сентября 2021 года.
В этот же день решение о выводе войск "в течение нескольких следующих месяцев" приняли страны НАТО. 3 мая 2021 года министр обороны Арвидас Анушаускас заявил, что вывод литовских войск из Афганистана будет проходить согласно планам завершения операции, в тесном сотрудничестве с другими странами НАТО.
17 июня 2021 года министр иностранных дел Литвы Г. Ландсбергис пообещал предоставить помощь и политическое убежище в Литве афганцам - переводчикам литовского контингента.
В августе 2021 года из международного аэропорта Кабула на самолёте были эвакуированы последние 11 литовских военнослужащих и 26 афганцев (помогавшие литовским военным афганские переводчики и члены их семей).
В апреле 2003 года Литва направила в Ирак первых 14 военнослужащих, позднее численность литовского контингента была увеличена до 130 военнослужащих. В 2008 году литовский контингент был выведен из Ирака. Кроме того, в феврале 2005 года Литва начала участвовать в обучающей миссии НАТО в Ираке (NTM-I), которая продолжалась до декабря 2011 года. Всего, в обучающей миссии NATO участвовали 39 литовских военных, которые обучали младший офицерский состав вооружённых сил Ирака и служили в штабах NTM-I. В общей сложности, в Ираке служили более 900 литовских военных.

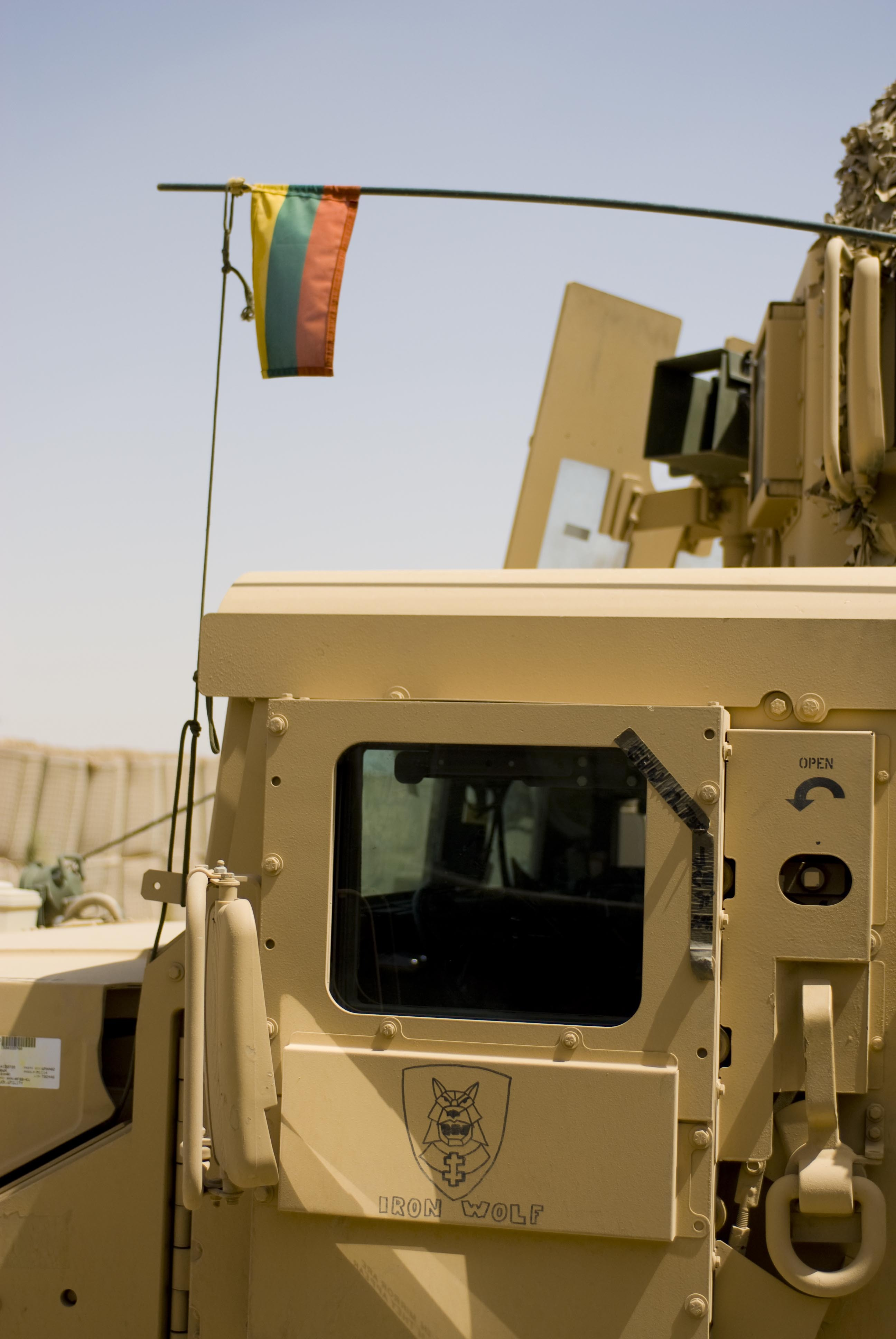
Хаммви литовского контингента.

#### Международные коалиционные силы в Ираке (LITCON)
LITCON - литовский контингент в составе Международных коалиционных сил, созданных по инициативе США и стран поддержавших вторжение США в Ирак в 2003 году (Иракская война).
Солдаты механизированного батальона имени Великого князя Литовского Ольгерда семь раз участвовали в операции «Иракская свобода» в Ираке. Шесть смен LITCON (литовский контингент) (размером до взвода) несли службу в возглавляемом британцами секторе в составе датского батальона под Басрой.
По просьбе союзников в ноябре 2007 года Литва направила взвод батальона в качестве контингента LITCON-10, который был переброшен в Эль-Кут на востоке Ирака на одну смену до августа 2008 года.
| Смены     | Даты            |
| --------- | --------------- |
| LITCON-1  | 2003-06/2003-10 |
| LITCON-2  | 2003-10/2004-02 |
| LITCON-3  | 2004-02/2004-08 |
| LITCON-4  | 2004-08/2004-11 |
| LITCON-7  | 2006-02/2006-08 |
| LITCON-9  | 2007-02/2007-08 |
| LITCON-10 | 2007-11/2008-08 |

29 марта 2004 года Литва вступила в НАТО, началась интеграция вооружённых сил страны с вооружёнными силами иных стран альянса.
30 марта 2004 года началось патрулирование воздушного пространства Латвии, Литвы и Эстонии истребителями НАТО (Operation Baltic Air Policing). В рамках операции на литовской авиабазе Зокняй постоянно размещены четыре тактических истребителя (две дежурные пары) и авиатехническая группа НАТО (120 военнослужащих и гражданских специалистов). Стоимость осуществления операции составляет 20 млн долларов в месяц.
После вступления Литвы в НАТО концепция обороны страны изменилась: от территориальной обороны к принципу коллективной обороны, армия страны вместе с союзными силами должна быть готова к сдерживанию и отпору агрессору как на собственной территории, так и за её пределами.
Защита Литовского государства является также коллективной защитой всех членов НАТО. Новые задачи и обязательства литовской армии перед оборонным альянсом НАТО приводят к реорганизации вооруженных сил в соответствии с новыми требованиями:
- эффективности (хорошее вооружение и техника, бесперебойное взаимодействие с силами союзников, постоянный уровень боевой готовности),
- мобильности (все воинские части должны быть подготовлены к международным действиям за пределами страны и быстро передислоцированы в случае надобности),
- обеспечение (система материально-технического обеспечения должна гарантировать способность сил, участвующих в военных действиях, поддерживать себя в течение заданного времени)
- живучесть (меры защиты от последствий военных действий — оружия массового поражения).

Армия реорганизуется таким образом, чтобы всегда быть готовой оказать помощь другим государственным и муниципальным учреждениям в случае террористических актов, помочь ликвидировать последствия стихийных бедствий, реагировать на другие — не только военные — угрозы, превышающие полномочия гражданских институтов власти принимать соответствующие меры.
После вступления в НАТО — военный бюджет Литвы начал постепенное сокращение вплоть до всемирного экономического кризиса когда достиг своего минимума.

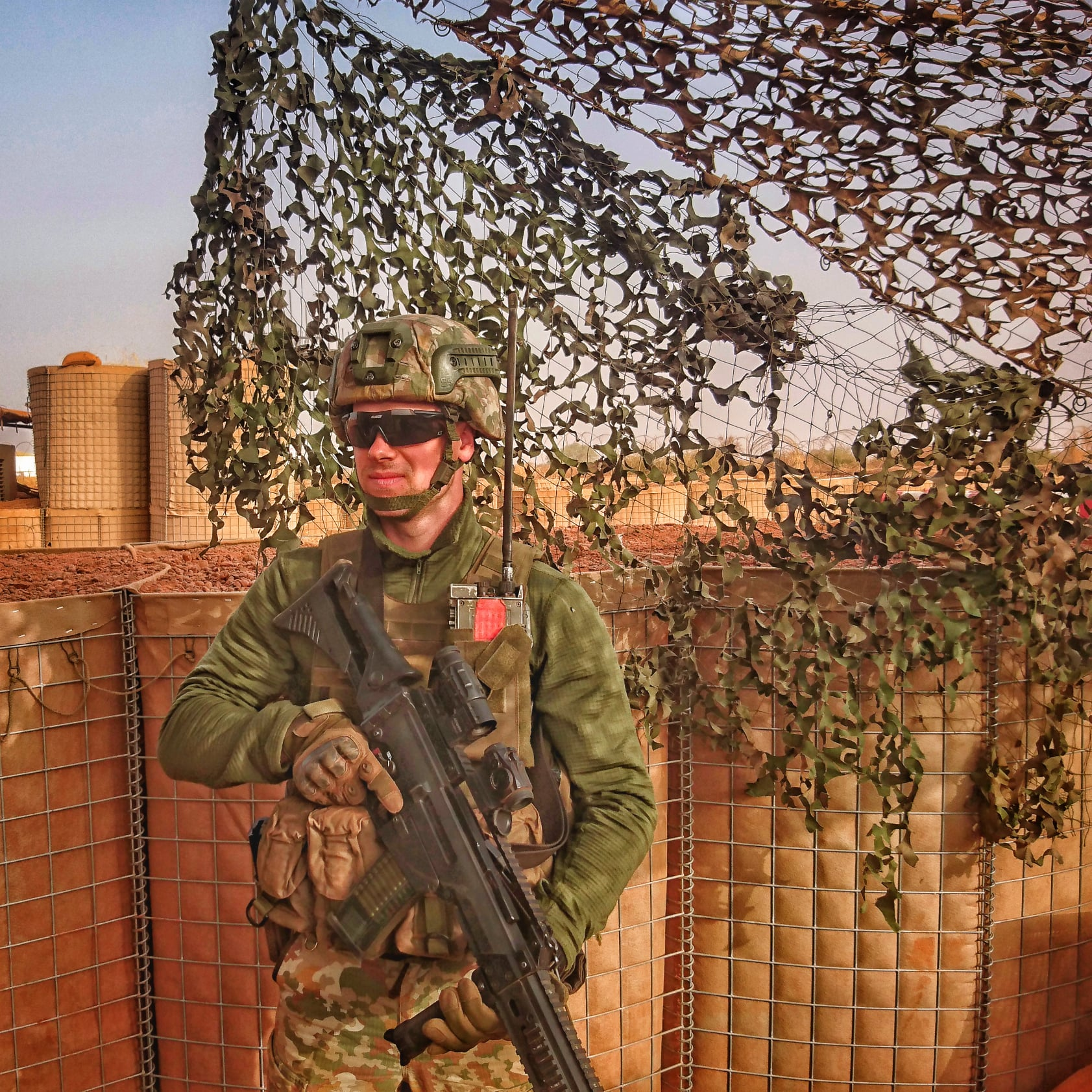
Воин-добровоец участвует в миссии.

#### Поддержка политического процесса и содействие стабилизации в Мали (MINUSMA)
Многопрофильная комплексная миссия Организации Объединенных Наций по стабилизации в Мали (МИНУСМА) была учреждена резолюцией 2100 Совета Безопасности от 25 апреля 2013 года с целью поддержки политических процессов в этой стране и выполнения ряда задач по обеспечению безопасности.
Миссии было предложено оказывать поддержку переходным властям Мали в стабилизации положения в стране и осуществлении «дорожной карты» переходного периода, уделяя основное внимание крупным населенным пунктам и линиям коммуникаций, защите гражданского населения, соблюдению прав человека, созданию условий для предоставления гуманитарной помощи и возвращения перемещенных лиц, восстановлению государственной власти и подготовке к свободным, всеохватным и мирным выборам.
47 военнослужащих проходят службу в операции ООН "MINUSMA" в Мали:
- 3 штабных офицера выполняют задачи в оперативном штабе (Тимбукту, Бамако);
- 42 военнослужащих - в Отряде защиты сил, выполняющем функции защиты войск в составе германского контингента (Гао);
- 2 военнослужащих направляются для выполнения задач национальной поддержки (Гао);

Действительный мандат Сейма Литовской Республики* - до 50 солдат и гражданских лиц.

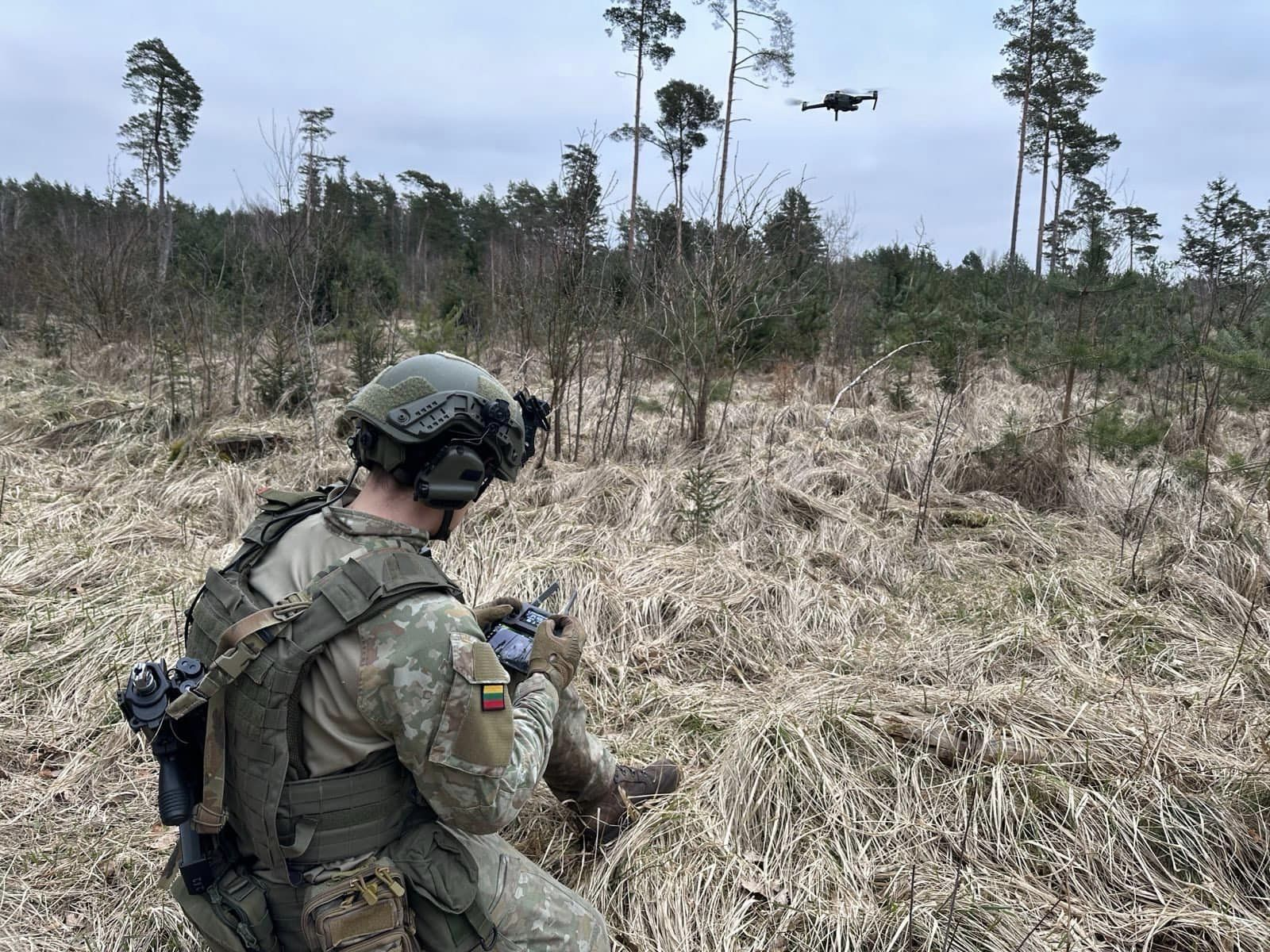
Морской фузилёр литовского флота управляет БПЛА Parrot.

#### Последствия начала Российско-украинской войны (с 2014 года)

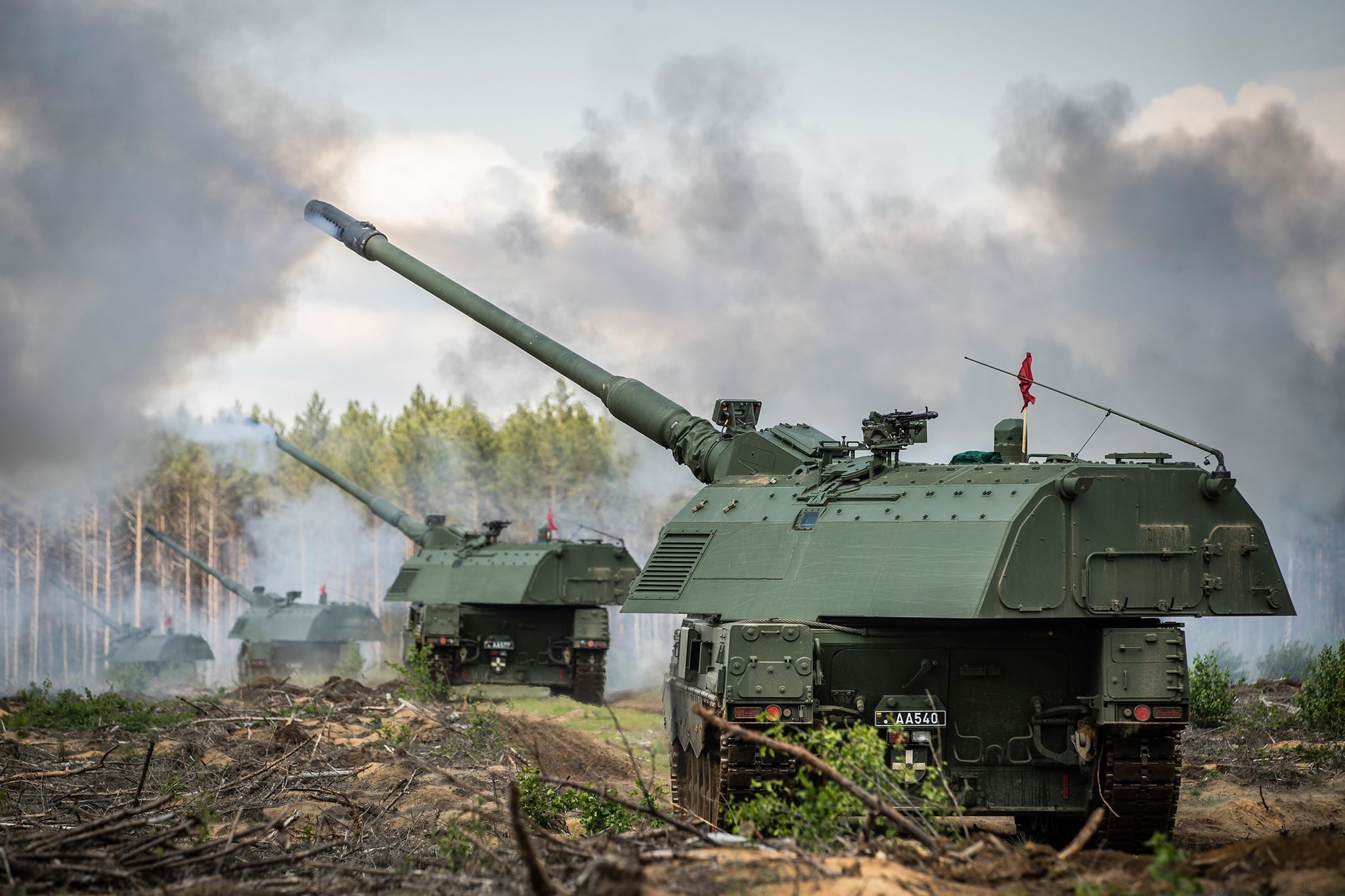
Панцергаубицы 2000 литовской армии ведут огонь на учениях.

С началом сначала политического кризиса Евромайдана и последующей аннексии Крыма - РФ, в 2014 году принят проект модернизации и расширения вооружённых сил предусматривающий не только создание новых воинских частей, но и приобретение и освоение различного современного тяжёлого и лёгкого вооружения. По оценкам военного эксперта издания Delfi Валдаса Салдюжнаса — литовская армия до 2014 года была в состоянии комы, она практически не существовала.
Начатый процесс модернизации по словам тогдашнего командарма литовской армии генерала-лейтенанта Йонаса Витаутаса Жукаса начал просматриваться к 2016 году, а 2018 год он назвал как переломный для развития обороноспособности.
В 2016 году воссоздана пехотная бригада «Жемайтия», в 2018 году сформирована резервная лёгкая пехотная бригада «Аукштайтия»
В 2014 году принят проект модернизации и расширения вооружённых сил предусматривающий не только создание новых воинских частей, но и приобретение и освоение различного современного тяжёлого и лёгкого вооружения.
Основной винтовкой пехотинца стала G36 заменившая шведские автоматы Ak4. В ССО на смену G36 пришла винтовка HK-416.
После подтверждения намерений формирования национальной дивизии в 2023 году — поскольку она не должна была-бы иметь иностранные формирования в своём составе, но при этом была бы лишена тяжёлой ударной бронетехники, было принято решение об приобретении современных основных боевых танков. После объявления конкурса были получены письма от трёх крупнейших производителей современных основных боевых танков — M1 Abrams, K2 Black Panther, Leopard 2. Однако исходя из технических характеристик предоставленных производителями и уже имеющейся технической базы на территории Литвы — было принято решение об покупке новейшей модификации танков Леопард 2А8 с активной защитой EuroTrophy. Приобретение находится на стадии протокола намерений.
Основными боевыми бронированными машинами пехоты, машинами поддержки и управления с начала 2000-х долгое время являлись машины сконструированные на платформе M113 заменившие советские машины БТР-60ПБ, БРДМ-2 и МТ-ЛБ. В ходе проекта модернизации было принято решение о замене устаревшей платформы на более современную колёсную. В результате конкурса такой машиной стала германо-нидерландская платформа ББМ Боксёр в Литве переименованная в Вилкас (волк).
Всего проект предусматривает два этапа. В ходе первого этапа было начато строительство инфраструктуры и обучения персонала — были получены две учебные машины, также этап предусматривает получение двух батальонных комплектов машин модификации боевой машины пехоты до конца 2023 года. Второй этап предусматривает полное перевооружение бригады «Железный волк» и технических частей ранее использовавших платформу М113 на машины Вилкас различных модификаций. Всего около 230 машин. В 2024 году со сменой министра обороны начаты дискуссии о изменении программы и отказе от дополнительных поставок БМП Вилкас в пользу БМП на гусеницах.

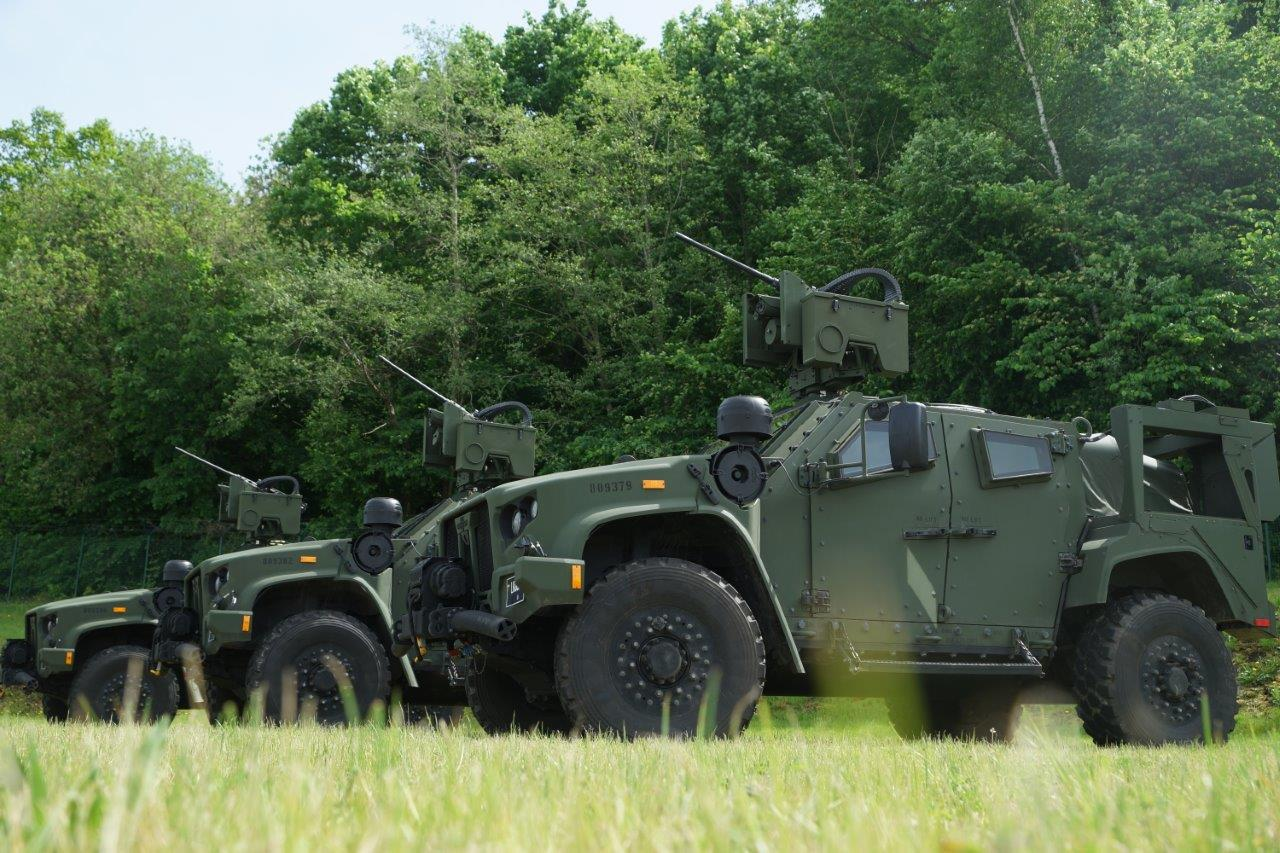
Бронеавтомобиль JLTV с дистанционным модулем Protector RWS.

В 2019 году в качестве средства увеличения защищённости и мобильности пехоты были закуплены бронемашины JLTV (в армии США именуются как L-ATV) различных модификаций, принятие машины на вооружение происходило также поэтапно — 200 машин к 2022 году (первая партия в 50 машин пришла к 2021 году). Второй этап начался в 2022 году, после получения положительных оценок со стороны военнослужащих был подписан контракт с производителем на приобретение ещё 300 единиц с первой партией в 2023 году.
В ходе принятия на вооружение новой платформы боевых машин, в 2015 году было получено предложение от Германии об продаже 21 самоходной гаубицы PzH 2000 ранее стоявшей на вооружении Бундесвера. Предложение было принято и к 2021 году все машины были приняты на вооружение пехотной бригады «Железный волк».
После воссоздания пехотной бригады «Жемайтия» был сформирован артиллерийский батальон вооружённый буксируемыми гаубицами M101A1. В рамках увеличения мобильности бригады и опыта применения различных систем со стороны Украины во время российского вторжения — было принято решение о присоединении Литвы к программе CAESAR NG в ходе которой происходит разработка и принятие на вооружение колёсной самоходной гаубичной системы французского производства CAESAR. Всего заказано 18 штук, которые должны прибыть и встать на вооружение к 2026 году.
В 2022 году в целях увеличения потенциала сухопутных сил было принято решение об покупке 8 американских ракетных комплексов M142 HIMARS и покупке для них помимо управляемых ракет разных типов (в том числе и GMLRS) также тактических баллистических ракет дальнего радиуса действия ATACMS.
В военно-воздушных силах с целью отказа от зависимых от российской промышленности вертолётных платформ и замены их на подходящие по стандартам НАТО, в качестве платформы выбраны вертолёты UH-60M BlackHawk в количестве 4 штук с опцией в ещё четыре единицы.
В составе противовоздушной обороны принято решение о расширении батальона ПВО до полка и введении дополнительных систем таких как ЗРК NASAMS и мобильные RBS-70. Начата программа расширения радаров ВВС. Литва стала одной из основательниц системы Небесный щит Европы.
С 2023 года ВМС Литвы приняли решение разработать и ввести в эксплуатацию серию многофункциональных корветов модульной системы способных выполнять задачи минных тральщиков, противолодочных, поисково-спасательных кораблей к 2030 году.
Начат проект развития береговой обороны предусматривающий покупку противокорабельных ракетных комплексов наземного базирования и быстроходных катеров для морской пехоты.

##### Современные военные конфликты

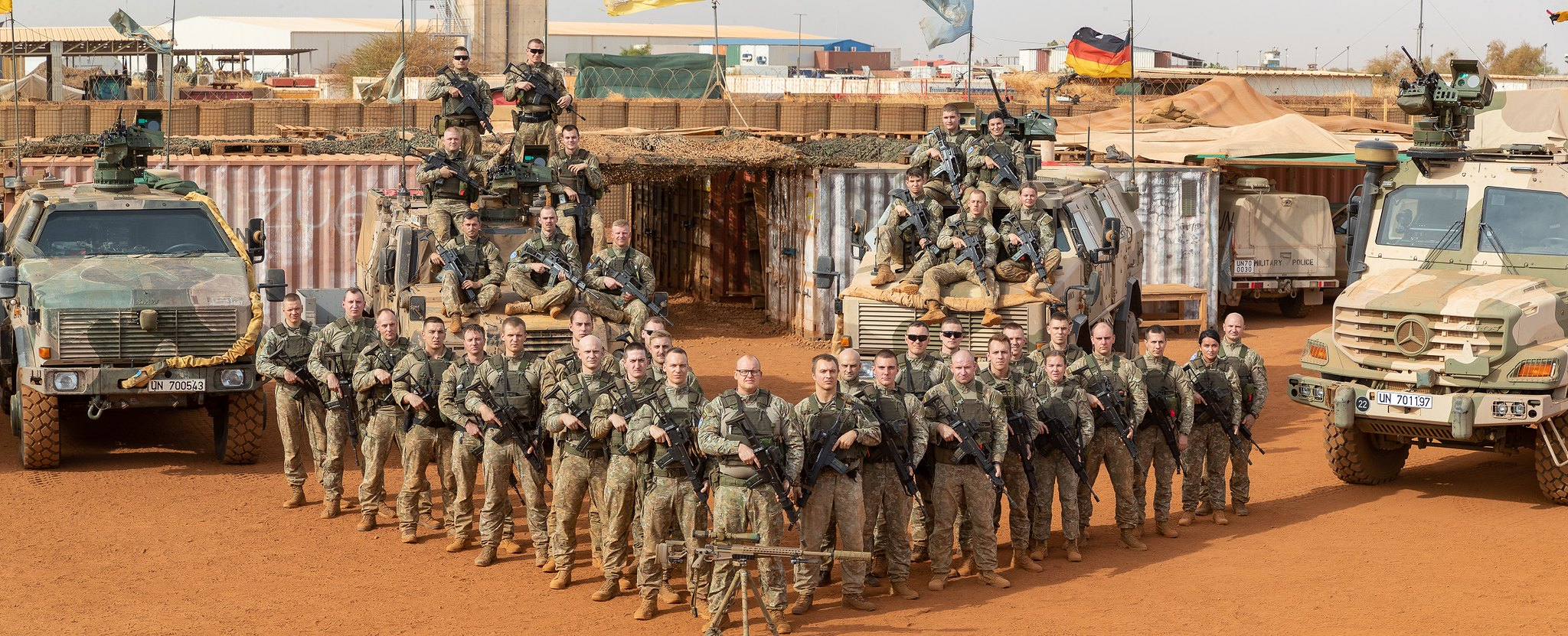
Литовский экспедиционный миротворческий контингент MINUSMA.

— LITPLA-1 — Миротворческая миссия в Хорватии (1994)
— SFOR (1996)
— KFOR (2001 — сейчас)
— Литовский военный контингент в Афганистане (ISAF) (2002—2021)
— Канкордия — Миротворческая миссия Европейского Союза в Республике Северная Македония (2003—2008)
— Иракская война и последующие миссии (Коалиционные силы) (2003 — сейчас)
— Операция ООН «MINUSMA» в Мали (2013—2023)

## Членство в НАТО
Литва стала полноправным членом НАТО в 2004 году — подав заявку в 1994 году спустя 4 года после объявления об восстановлении независимости.

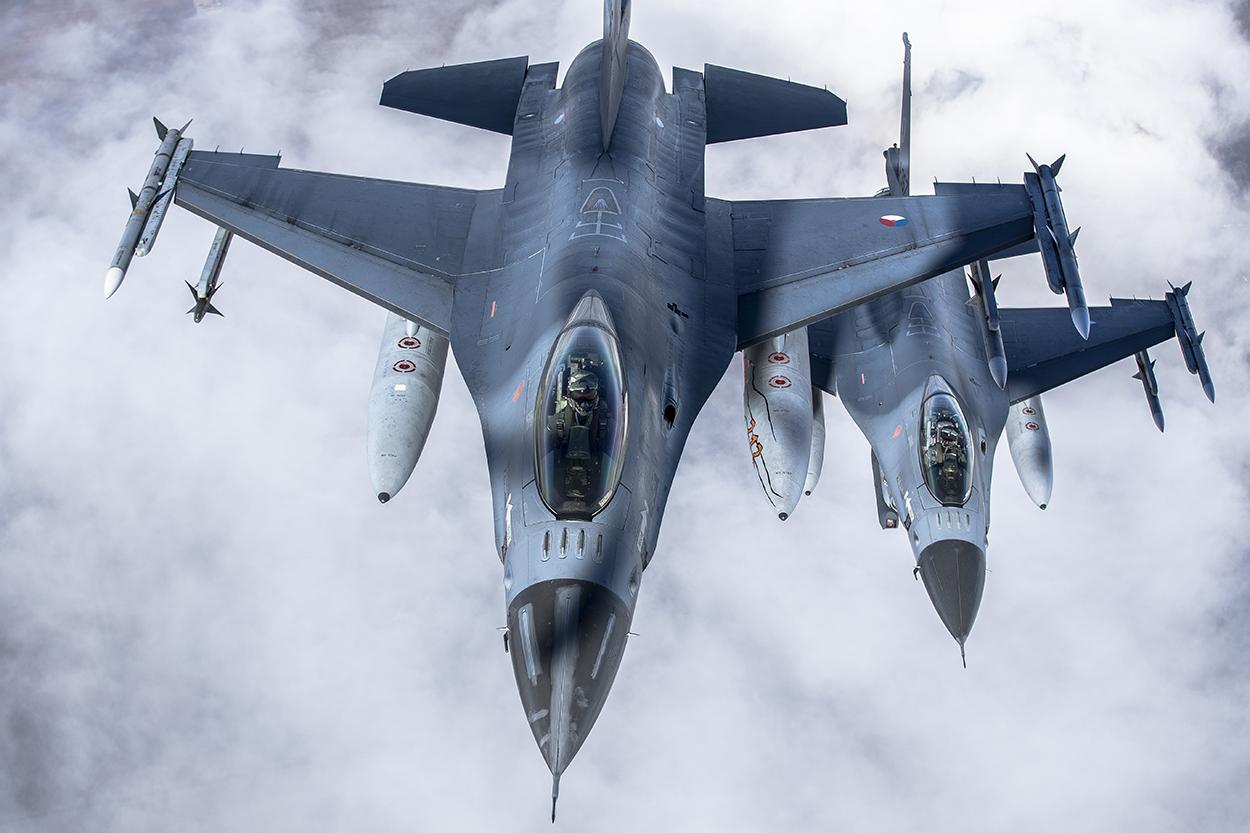
Многоцелевые истребители F16 Воздушной полиции НАТО над Литвой.

- Воздушная полиция НАТО в странах Балтии — военная структура НАТО выполняющая функции боевой авиации в странах Балтии ввиду отсутствия боевой авиации в распоряжении стран Балтии.[33] Истребители стран-членов НАТО постоянно дислоцируются на Авиабазе ВВС Литвы Зокняй недалеко от города Шяуляй для прикрытия воздушного пространства стран Балтии.[33]
- Энергетическая безопасность НАТО — с 2013 года в Вильнюсе был создан Центр передового опыта НАТО в области энергетической безопасности.[33]
- Литовская батальонная боевая группа НАТО (расширенного передового присутствия НАТО) — программа НАТО по усилению присутствия в Восточной Европе в рамках поддержки союзников в связи с аннексией Крыма Российской Федерацией и участием России в войне в Донбассе. Программа была принята на Варшавском саммите НАТО в 2016 году; в её рамках в странах Балтии и Польше развёрнуты 4 многонациональных батальонных группы.[33]

## Структура

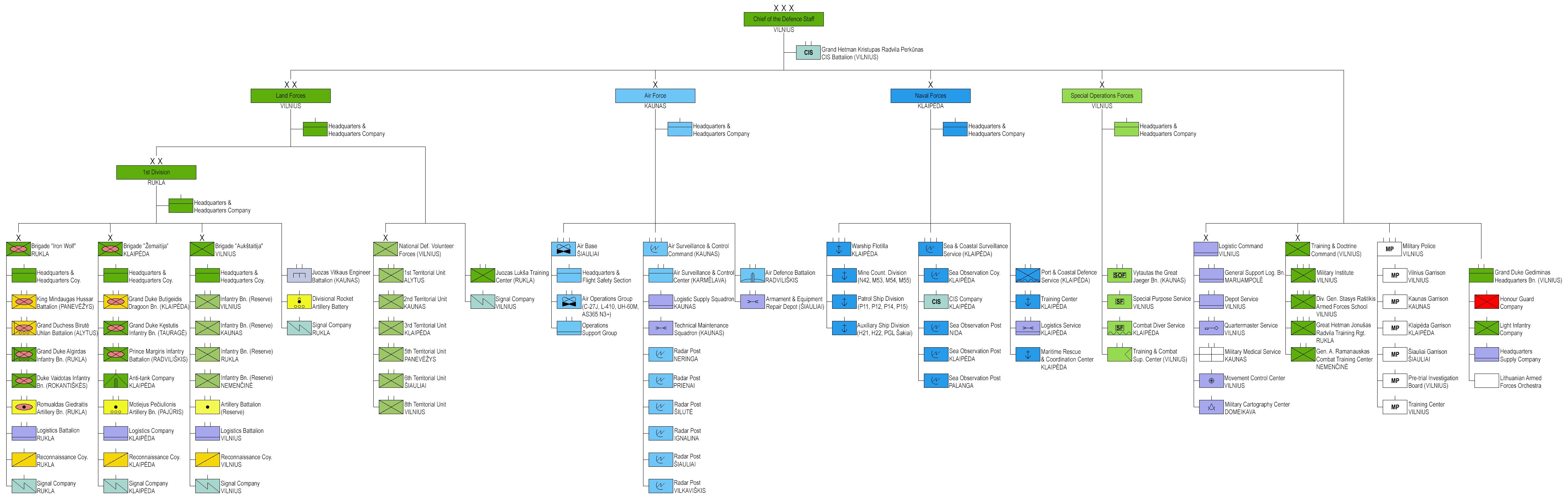
Организационная структура Войска Литовского (2025 год)

### Руководство
Руководство вооружёнными силами осуществляется верховным главнокомандующим Вооружёнными силами Литовской Республики им является президент Литовской Республики.
В случае вооружённого нападения, представляющего угрозу суверенитету или территориальной целостности государства, президент принимает решения о защите от вооружённой агрессии, о введении военного положения и мобилизации, представляя эти решения для утверждения на заседании Сейма.
Президент может объявить чрезвычайное положение, представляя и это решение для утверждения на заседании Сейма.
Президент присваивает государственные награды, высшие воинские звания и высшие дипломатические ранги.
Министерство охраны края Литвы управляющее министерство миссией которого является реализация совместной политики с НАТО, сотрудничество с зарубежными странами в сфере обороны, представление интересов Литвы в области координации международного гуманитарного права, управление национальной обороны и безопасности финансовых ресурсов, обеспечение армии вооружением, оборудованием и другими ресурсами, внедрение политики управления персоналом, подготовка военного резерва, управление обязательной воинской службой, подготовка общества для гражданского сопротивления, планирование национальной мобилизации.
В качестве непосредственного руководства вооружёнными силами выступает Главнокомандующий Войска Литовского — в системе национальной обороны основное управляющее звено Войска Литовского и подчинённого войску штаба обороны, он является главным советником правительства в принятии решений которые касаются вооружённых сил, в том числе предлагает проекты по модернизации и развитию армии. Назначается декретом Президента Литовской Республики. С июля 2023 года командующий Войском получает звание полного (четырёхзвёздного) генерала или адмирала.
Главнокомандующие Войском Литовским:
- с 7 мая 1919 года по 26 сентября 1919 года — генерал Сильвестрас Жукаускас
- с 7 октября 1919 по 23 февраля 1920 года — генерал-лейтенант Пранас Лиетукас
- с 23 февраля 1920 года по 14 июня 1920 года — генерал Сильвестрас Жукаускас
- с 9 апреля 1920 по 7 июля 1920 года — генерал Йонас Галведис-Бикаускас
- с 7 июля 1920 по 7 апреля 1921 года — генерал-лейтенант Константинас Жукас
- с 29 мая 1921 по 11 февраля 1922 года — генерал-лейтенант Юозас Краучявичюс
- с 11 февраля 1922 года до 5 июня 1923 года — генерал-лейтенант Юозас Станайтис
- с 6 июня 1923 года по 26 января 1928 года — генерал Сильвестрас Жукаускас
- с 1928 года по 1929 год  — генерал Повилас Плехавичюс (и. о.)
- с 1929 года по 1934 год  — генерал Пятрас Кубилюнас (и. о.)
- с 1934 года по 1935 год  — бригадный генерал Йонас Чернюс (и. о.)
- с 1 января 1935 года по 22 апреля 1940 года  —  дивизионный генерал Стасис Раштикис
- с 22 апреля по 12 июля 1940 года — дивизионный генерал Винцас Виткаускас
- с 20 октября 1993 до 1 июля 1999 года — генерал-майор Йонас Андришкевичюс
- с 1 июля 1999 года до 30 июня 2004 года — генерал-майор Йонас Кронкайтис
- с 30 июня 2004 года по 3 июля 2009 — генерал-лейтенант Валдас Туткус
- с 24 июля 2009 по 24 июля 2014 — генерал-лейтенант Арвидас Поцюс
- с 24 июля 2014 по 25 июля 2019 — генерал-лейтенант Йонас Витаутас Жукас
- с 25 июля 2019 по 24 июля 2024 — генерал Вальдемарас Рупшис
- с 25 июля 2024 по настоящее время — генерал Раймундас Вайкшнорас

Традиционно руководителем всех унтер-офицеров и солдат, матросов является Главный сержант-майор войск — обладатель этого звания является командиром всех унтер-офицеров, и назначен для того, чтобы защищать их интересы и быть их представителем в высшем руководстве вооружённых сил, является советником командующего войсками.
В составе канцелярии главнокомандующего находятся следующие административные единицы:
- Администрация литовской военной авиации (Lietuvos karinės aviacijos administracija)
- Департамент финансов и учёта (Finansų ir apskaitos departamentas)
- Департамент стратегических коммуникаций (Strateginės komunikacijos departamentas)

Штаб обороны — является структурным подразделением Войска, под управлением командарма Войска Литовского. Выполняет функции оперативного планирования, планирует и координирует совместные операции и подготовку, а также в рамках оперативного планирования обороны — готовит концепции и планы вооруженной обороны, а с 1 января 2018 года дополнительно участвует в планировании обороны стратегического уровня: готовит краткосрочные и долгосрочные планы, планы развития Вооруженных Сил Литвы, консолидирует их деятельность и закрепленные за ними ресурсы. Целью штаба является создание условий для обеспечения стратегического уровня управления армией при выполнении командующим армией предусмотренных функций.

## Подразделения прямого подчинения
| Органы управления | Дислокация              |
| --- | ----------------------- |
| Штаб обороны Войска Литовского (Lietuvos kariuomenės Gynybos štabas) (GŠ)                                                | Вильнюс                 |
| Технические и административные службы                                                                                    | Дислокация              |
| Департамент стратегических коммуникаций Армии Литвы (Lietuvos kariuomenės Strateginės komunikacijos departamentas) (SKD) | Вильнюс                 |
| Администрация военной авиации Литвы (Lietuvos karinės aviacijos administracija) (LKAD)                                   | Каунас                  |
| Департамент финансов и расчёта Армии Литвы (Lietuvos kariuomenės Finansų ir apskaitos departamentas) (FAD)               | Вильнюс                 |
| Офицерские клубы (Lietuvos kariuomenės ramovės) (LKR)                                                                    | Каунас (также филлиалы) |
| Отдельные части | Дислокация              |
| Штабной батальон имени Великого князя Литовского Гедемина (GŠB)                                                          | Вильнюс                 |
| Литовская военная академия имени генерала Йонаса Жямайтиса (LKA)                                                         | Вильнюс                 |

## Рода сил
Войско Литовское состоит из различных родов сил обеспечивающих военную мощь государства в различных пространствах выполняя свои специализированные функции (Сухопутные войска — на земле, Военно-морские силы — на воде и берегу, Военно-воздушные силы — в небе, Силы специальных операций — в специальных операциях во всех стихиях) в том числе подготовку активного резерва и защиту суверенитета государства. Каждый род сил имеет свой штаб, учебный центр и военно-музыкальные части — традиции и обычаи. Также силы делятся на маневренные и административные единицы имеющие разные задачи военного и мирного времени согласно их возможности маневрирования.
Помимо родов сил в структуре присутствуют и общевойсковые командования однако де-факто они являются такими же силами как и 4 рода официальных сил.

### Сухопутные силы
Девиз — «Сила в единстве, победа в вере!»

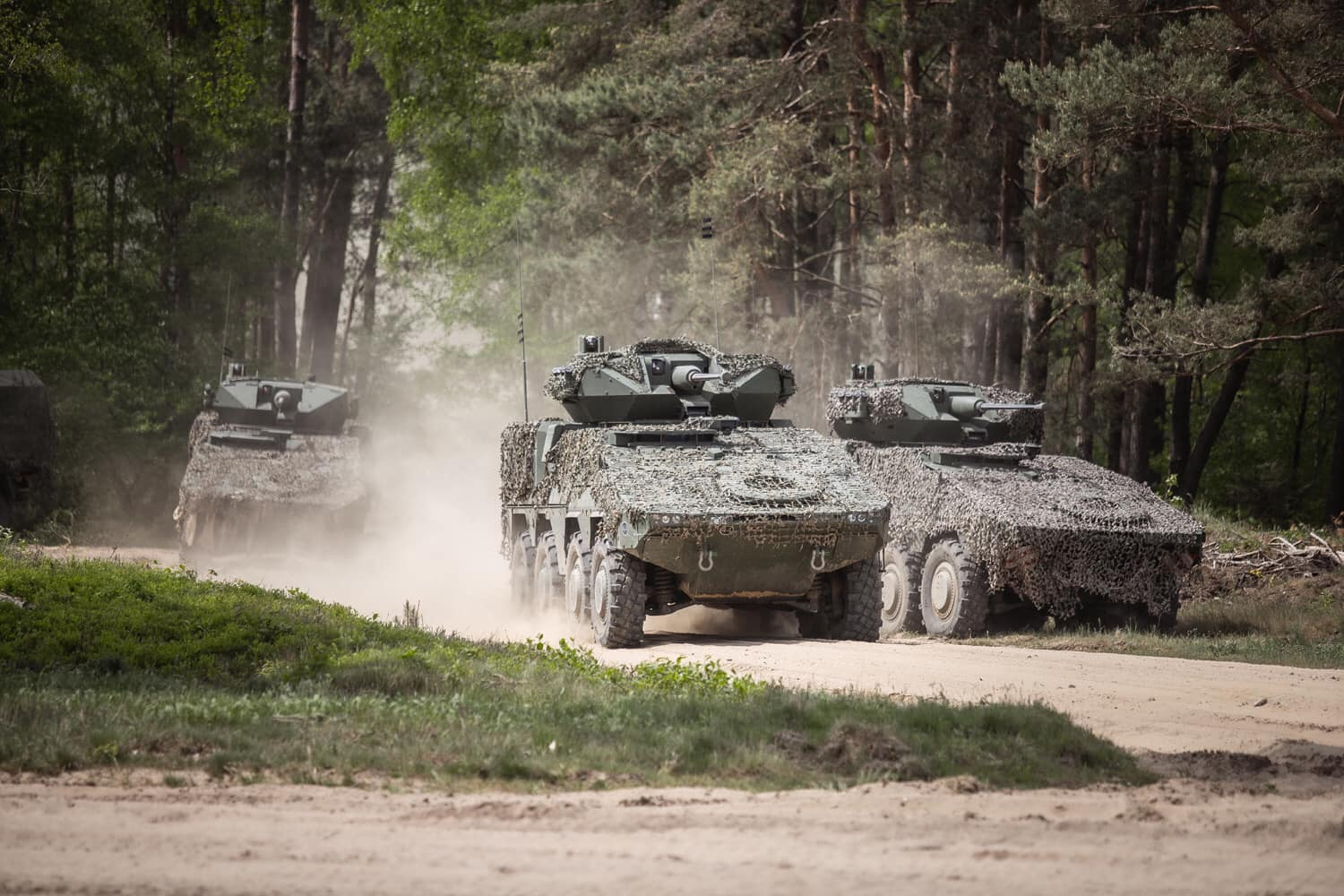
Боевые машины пехоты Вилкас 11-й пехотного батальона Пехотной бригады «Железный волк».

Сухопутные силы Литвы (Sausumos pajėgos) (СВ Литвы) являются сухопутными войсками Войска Литовского, основным и самым многочисленный по составу видом сил обеспечивающим сухопутный манёвр. Датой основания войск считается 15 июля 1410 года при Грюнвальдской битве, однако де-факто в 1991 году как Полевые силы попавшие под собственное командование в 2001 году. Состоят из манёвренных подразделений и частей боевой поддержки, военного резерва состоящего из Добровольческих сил (национальной гвардии) и активного резерва.
Общее руководство силами осуществляет Штаб обороны, прямое руководство сухопутных сил осуществляет Командующий сухопутными силами и Штаб сухопутных сил в Вильнюсе, командиром неофицерского корпуса является Сержант-майор сухопутных сил.
Главная цель Сухопутных сил занять нишу в проведении наземных операций как в маневренной войне так и территориальной обороне имея способность не только вести оборонительные действия но и контратаковать противника и обеспечить меры по первичному контролю занятой области.
Подчинённые рода войск:
- Пехота (Pėstininkai)
- Кавалерия (Kavalerija)
- Артиллерия (Artilerija)
- Инженеры (Inžineriai)
- Танки (Tankai)
- Разведка (Žvalgai)
- Связь (Ryšiai)

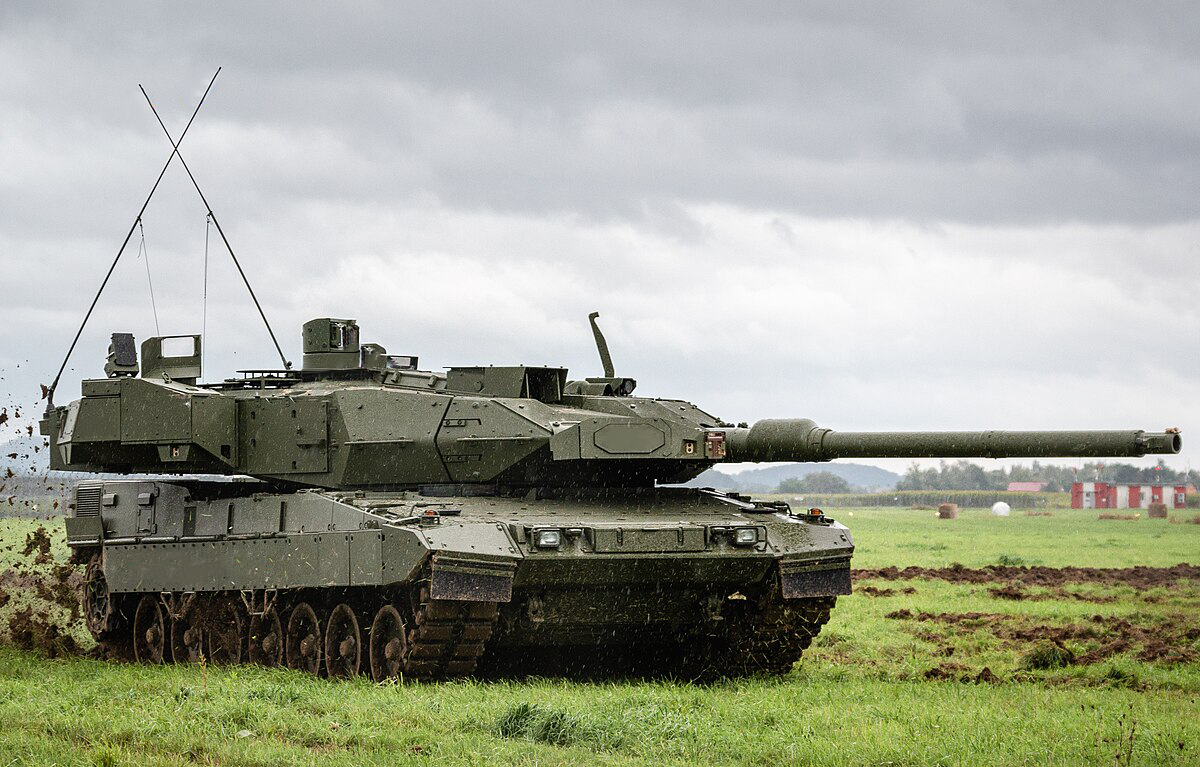
Основной боевой танк Леопард 2А8

У наземных войск существует множество целей:

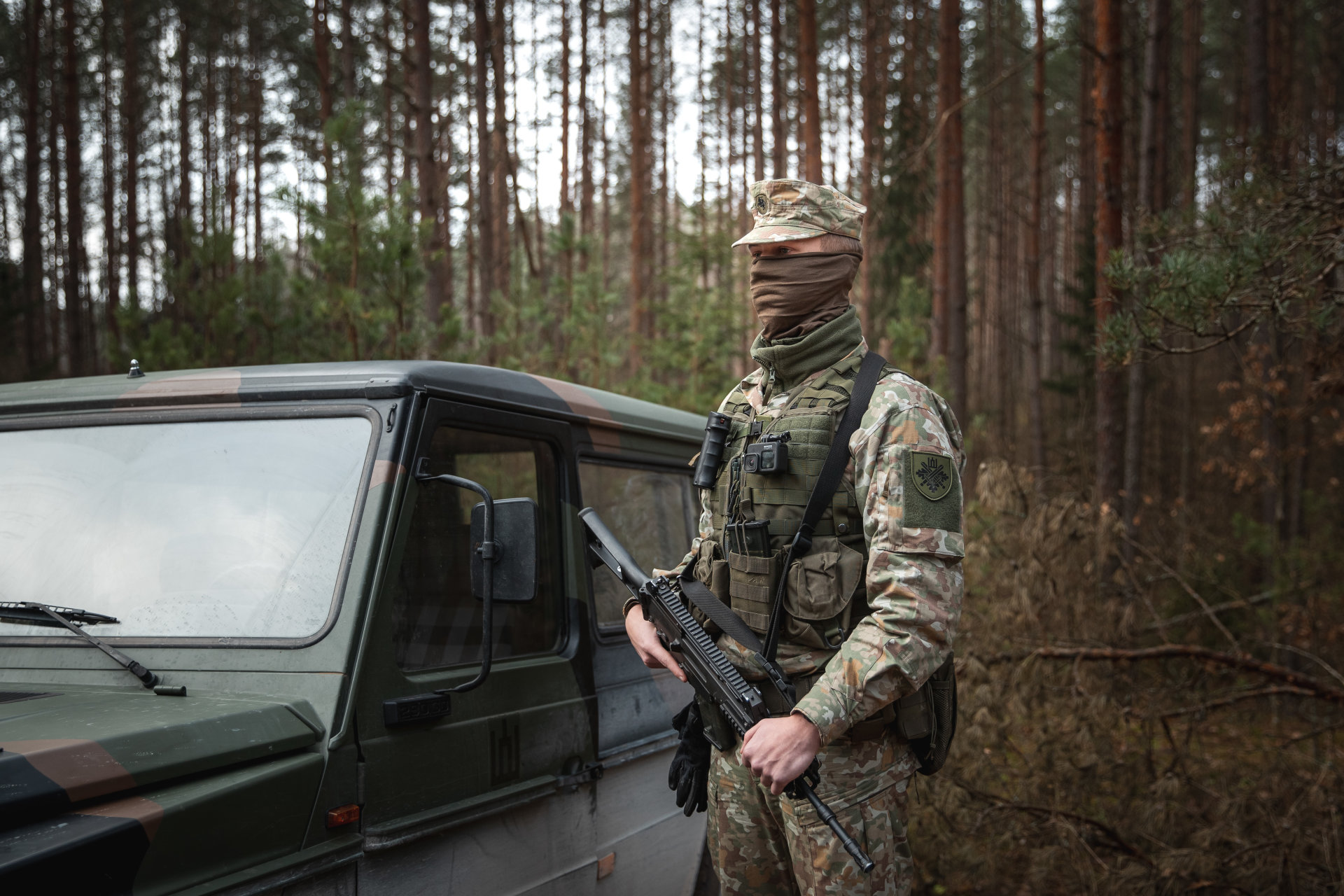
Воин-доброволец добровольческих сил совместно с патрулём пограничной службы охраняет государственную границу Литвы и Белоруссии во время миграционного кризиса в 2021 году.

- Организует и осуществляет управление, использование и распоряжение средствами войск.
- Осуществлять боевую подготовку воинских частей в целях подготовки их к выполнению задач;
- Оказывает помощь другим государственным и муниципальным учреждениям в порядке и на условиях, установленных правовыми актами;
- Осуществлять военную подготовку специалистов по необходимым специальностям;
- Проводить учения и подготовку солдат запаса;
- Реализует планы международного сотрудничества;
- Готовить планы деятельности сил;
- Представляет литовскую армию, насколько это возможно, участвуя в совместных мероприятиях с общественностью и информируя её о своей деятельности;

В рамках обеспечения указанной выше деятельности пользуясь собственными специализированными компонентами выполняет следующие задачи:
- Осуществляет общую войсковую разведку на тактическом уровне при помощи подразделений разведки.
- Осуществляет логистическую поддержку силами логистических батальонов и отдела логистики при штабе сил.
- Осуществляет воспитательную работу в рамках программ установленных министерством.
- Взаимодействует и берёт в оперативное подчинение необходимые воинские части для обеспечения задач, к примеру Полк противовоздушной обороны ВВС Литвы.

В оперативном подчинении сил для совместного взаимодействия на территории Литвы дислоцированы два батальона НГ армии США и одна усиленная бригада передового присутствия НАТО из состава Бундесвера.

### Военно-морские силы
Девиз — «Во благо Морской державы!»

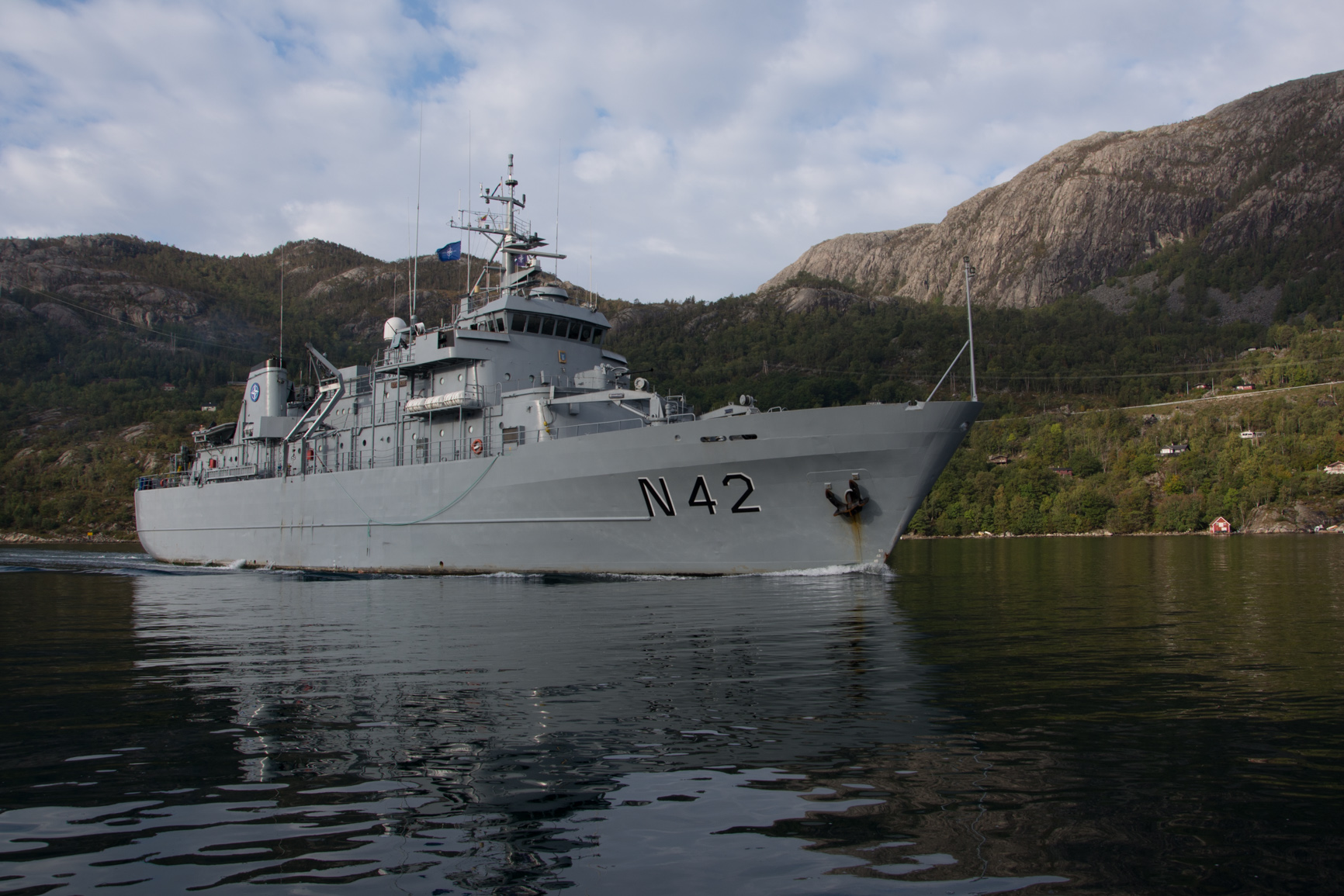
Корабль управления и обеспечения.

Морской компонент Войска Литовского основанный в 1935 году и восстановленный 4 июля 1992 года обеспечивающий действия на море и в береговой зоне. Помимо боевых функций непосредственно отвечает за спасательные операции на море совместно с береговой охраной Литвы.
Находятся под управление Штаба обороны, однако непосредственное руководство военно-морскими силами осуществляет командующий ВМС а также Штаб сил, руководство неофицерским корпусом осуществляет Главный боцман ВМС.

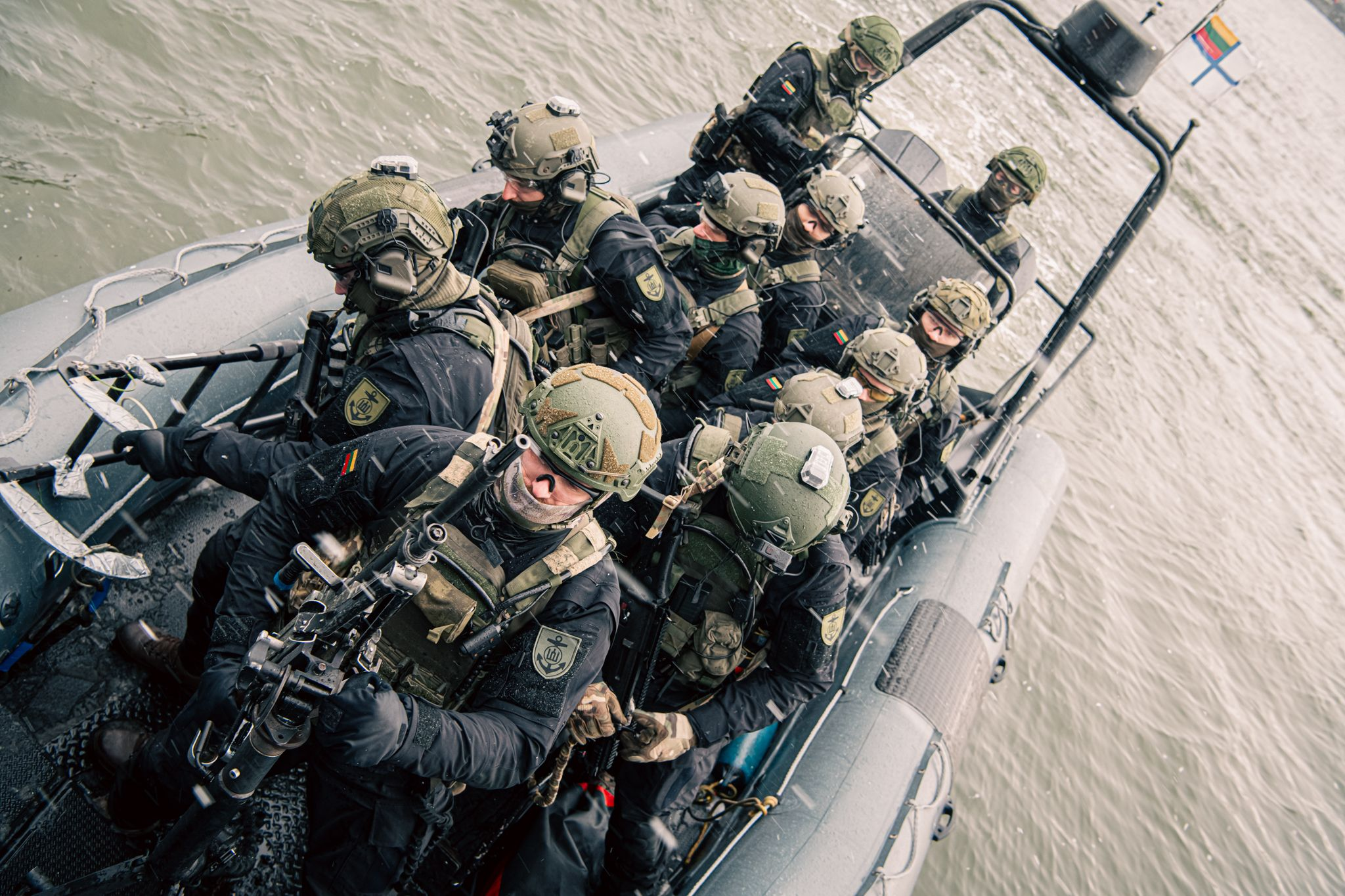
Абордажная команда морской пехоты на учениях по реагированию на морские проишествия.

В состав ВМС также входит учебный центр и координационный центр спасения на море осуществляющийся деятельность направленную на спасение терпящих бедствие в море, работает в тесной связи с спасательными подразделениями военно-воздушных сил.
Функции ВМС:
- Контроль исключительной экономической зоны
- Безопасность судоходства
- Пресечение пиратства и иной противозаконной деятельности согласно законодательству Литвы или международным мандатам.
- Обеспечение морской мобильности сил
- Обороны прибережной линии и портов страны.

Задачи ВМС:
- Оборона, охрана и патрулирование исключительной экономической зоны.
- Слежение за территориальными водами и иными зонами входящими в компетенцию военно-морских сил.
- Разминирование морских мин в рамках обеспечения безопасности судоходства
- Поддержка и обеспечение антитеррористических и подобных формирований
- Обеспечение и командование операциями по ликвидации загрязнений.

В состав ВМС также входит учебный центр и координационный центр спасения на море осуществляющийся деятельность направленную на спасение терпящих бедствие в море, работает в тесной связи с спасательными подразделениями военно-воздушных сил. Также имеется служба рода войск морской пехоты. 

### Военно-воздушные силы

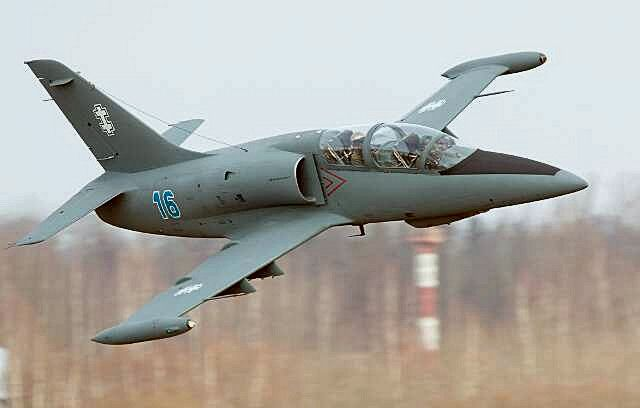
L-39ZA лёгкий штурмовик ВВС Литвы. 2009 год.

Девиз — «Взлетай, наблюдай, сражайся и побеждай!»
Воздушный компонент Войска Литовского основанный в 1935 году и восстановленный 2 января 1992 года как Служба авиации Министерства национальной обороны обеспечивающая контроль воздушного пространства.
Находятся под управлением Штаба обороны, однако непосредственное руководство военно-воздушными силами осуществляет командующий ВВС а также Штаб сил, руководство неофицерским корпусом осуществляет Сержант-майор ВВС.
Функциями ВВС являются:

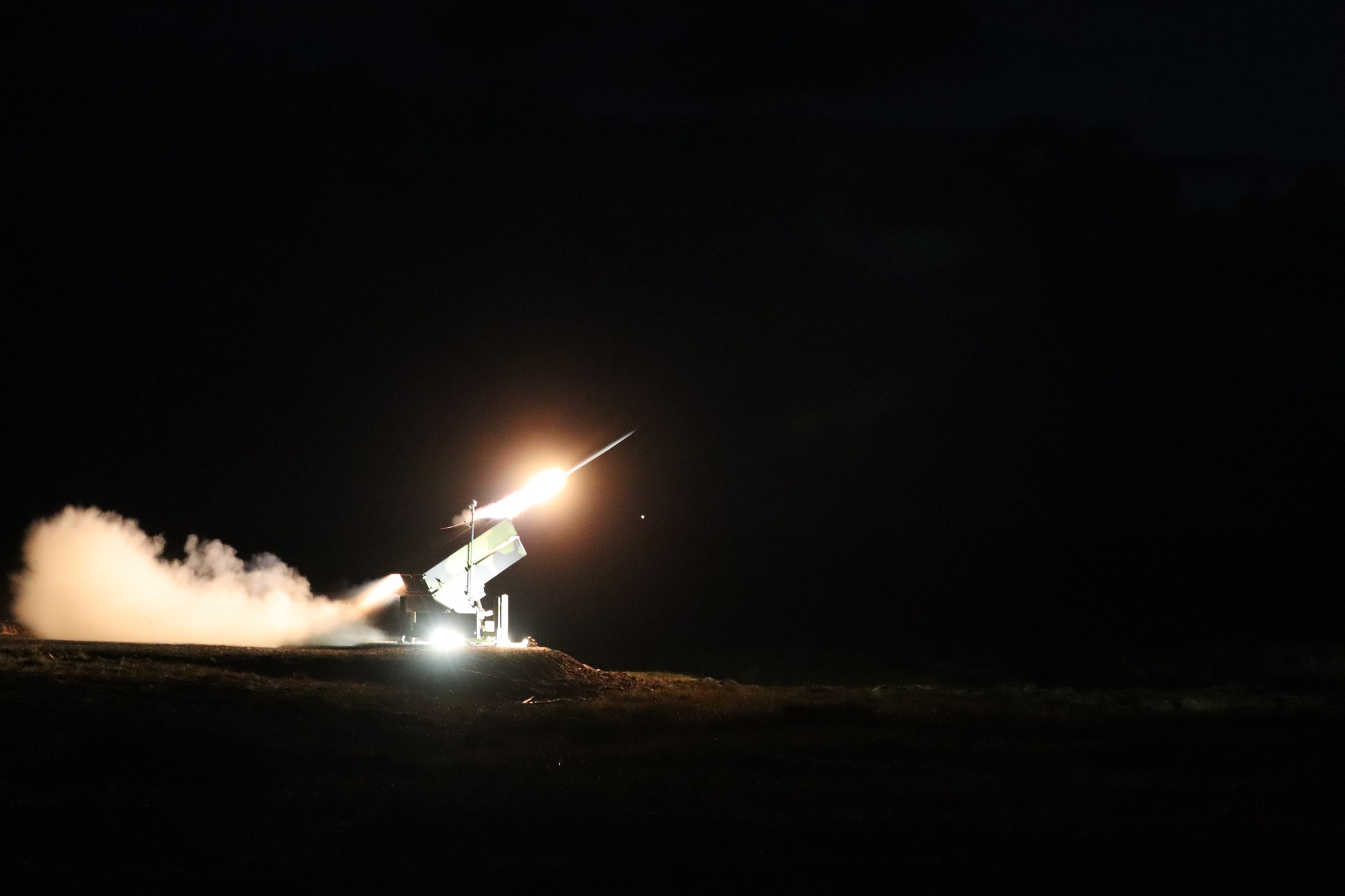
Пуск зенитной ракеты из ПУ ЗРК NASAMS III.

- Поддержка аэромобильности и воздушное обеспечение наземных сил
- Наблюдение и контроль воздушного пространства страны
- Участие в спасательных операциях
- Воздушная разведка.

Задачи ВВС:
- Непрерывное наблюдение воздушного пространства Литвы и сопредельных государств.
- Выполнение функций противовоздушной обороны
- Перевозка персонала, грузов и лиц особой важности.
- Дежурство на спасательных постах
- Поддерживает силы полиции и местной власти согласно установленными законодательным актам
- Обучение персонала и техническое обслуживание бортов.

В воздушных силах Литвы службу также ведут военнослужащие срочной службы. 

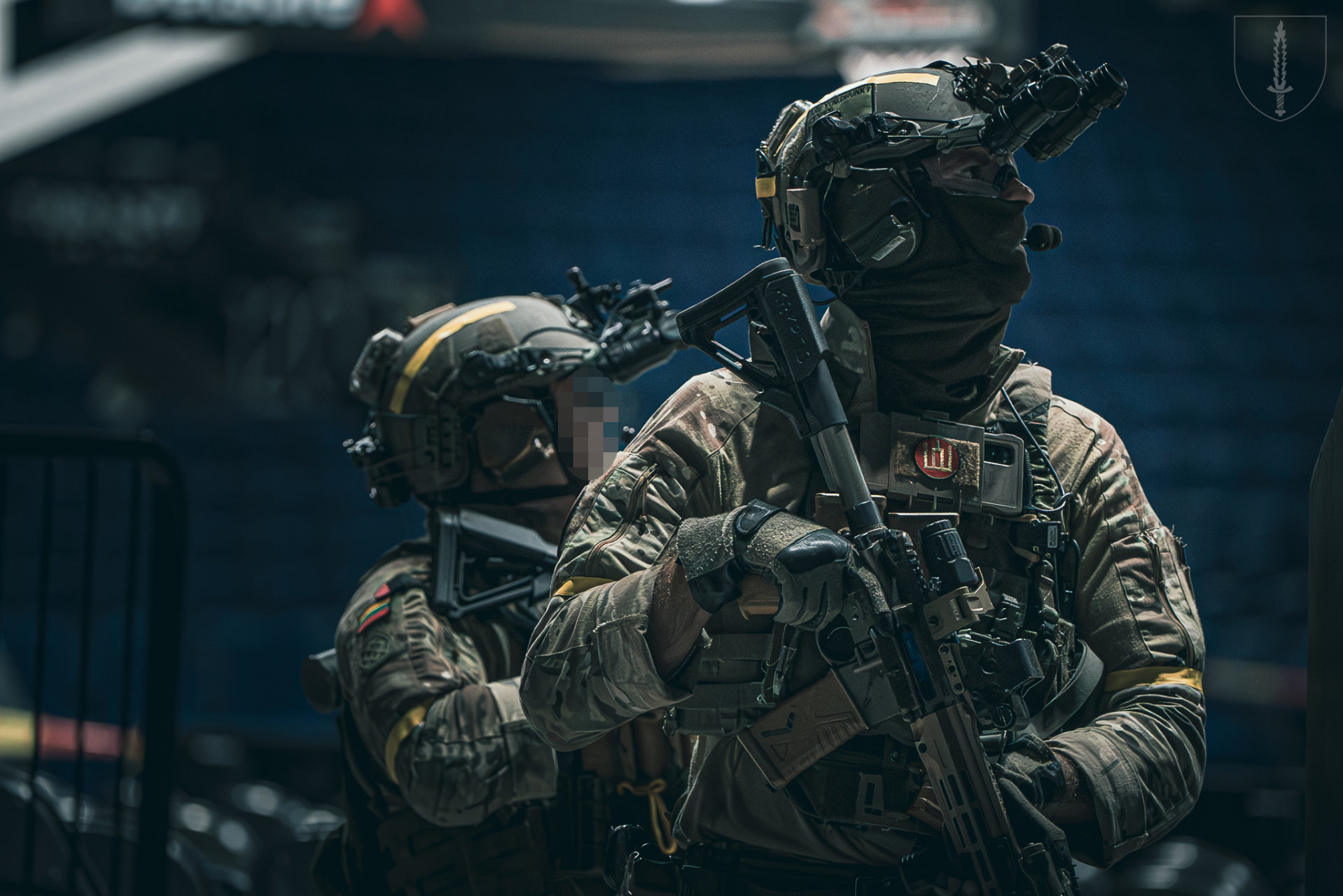
Операторы Службы особого назначения

### Силы специальных операций
Более известны как Айтварас — род сил Войска Литовского сформированный для выполнения задач борьбы с терроризмом, неконвенционной войны, специальной разведки, защиты важных лиц, операций по освобождению заложников. Состоит из различных подразделений спецназа ранее принадлежавших к другим родам сил объединённых под общее командование после терактов 11 сентября 2001 года в Нью-Йорке.
Непосредственным управлением силами занимается командующий силами и штаб сил, руководство неофицерским корпусом осуществляет сержант-майор или главный боцман (в зависимости от присвоенного звания в определённом подразделении).
Силы специальных операций являются единственным родом сил имеющим как сухопутные так и военно-морские звания.
Официальная страница Сил специальных операций Литвы в числе задач литовского спецназа упоминает следующие:

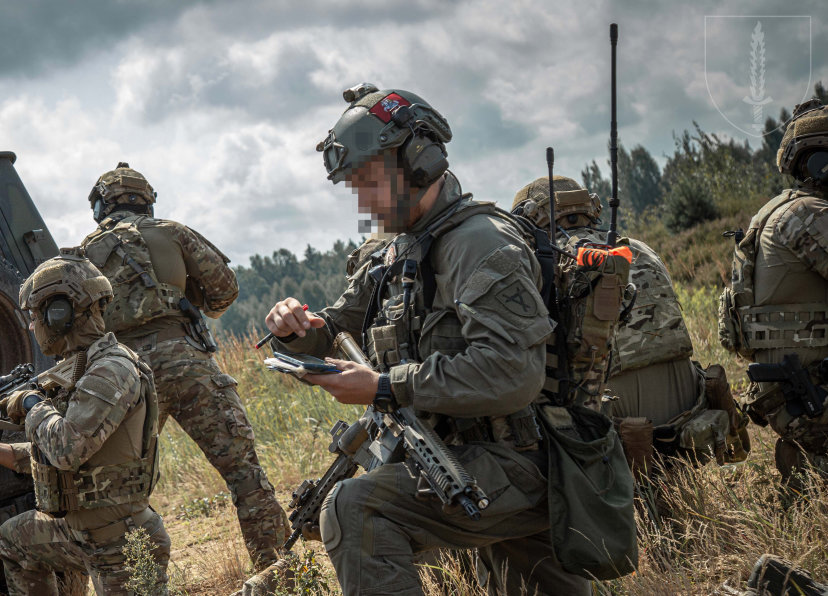
Передовой наводчик MKPC ССО Литвы

- Борьба с терроризмом в Литве и за её пределами,
- Неконвенционная война,
- Специальная разведка,
- Специальные операции,
- Защита важных лиц,
- Операции по освобождению заложников.

В мирное время спецназ может быть задействован на территории Литвы в случаях, когда правоохранительные органы не обладают достаточным потенциалом для того, чтобы реагировать на террористические действия. В силу своих возможностей, силы специальных операций являются основными силами быстрого реагирования Литовской Республики, призванными бороться с терроризмом и осуществлять специальные операции, для предотвращения угрозы национальному суверенитету.

### Командование военных комендатур
Отдельный род войск территориальной обороны и мобилизации Войска Литовского обеспечивающий защиту инфраструктуры от диверсий, прочие функции территориальной обороны, а также вербовки военнослужащих, обеспечения проведения призыва и мобилизации. 
Министерством охраны края декларируются следующие задачи:
- Обеспечение комендантского часа
- Установление блокпостов
- Реквизиция имущества
- Наблюдение информационной среды
- Борьба с нелегальными вооружёнными группировками
- Поддержка взаимодействие с ведомствами, союзниками и координация действия с Добровольческими силами
- Охрана/оборона важных объектов
- Другие задачи главнокомандующего Войска Литовского

Соединения командования расположены территориально и разделены на региональные и местные комендатуры. В среднем численность войск в подчинении комендатур исчесляется 2-6 пехотными батальонами в региональной комендатуре и дополнительно по роте в каждой местной комендатуре.  

### Командование кибернетической обороны
Отдельный род войск кибернетической обороны и связи Войска Литовского ответственный за компьютерную безопасность, обеспечение прочной и безопасной связи между разными соединениями Литовской армии и руководством Министерства охраны края. Командование ответственно за кооперацию в кибернетической безопасности НАТО.
Состав командования:
- Штаб командования
- Батальон связи и информационных систем Великого гетмана Литовского Криступаса Радвиллы Перкунаса
- Служба информационных технологий Войска Литовского

Последняя служба была переведена в состав командования из статуса ведомства при министерстве. 

### Командование обучения и доктрин
Отдельный род учебных войск Войска Литовского целью которого является планирование развития войск и обучение персонала на разных уровнях начиная от базового обучения в учебном полку заканчивая подготовкой и выпуском унтер-офицеров армии.
Задачи командования:

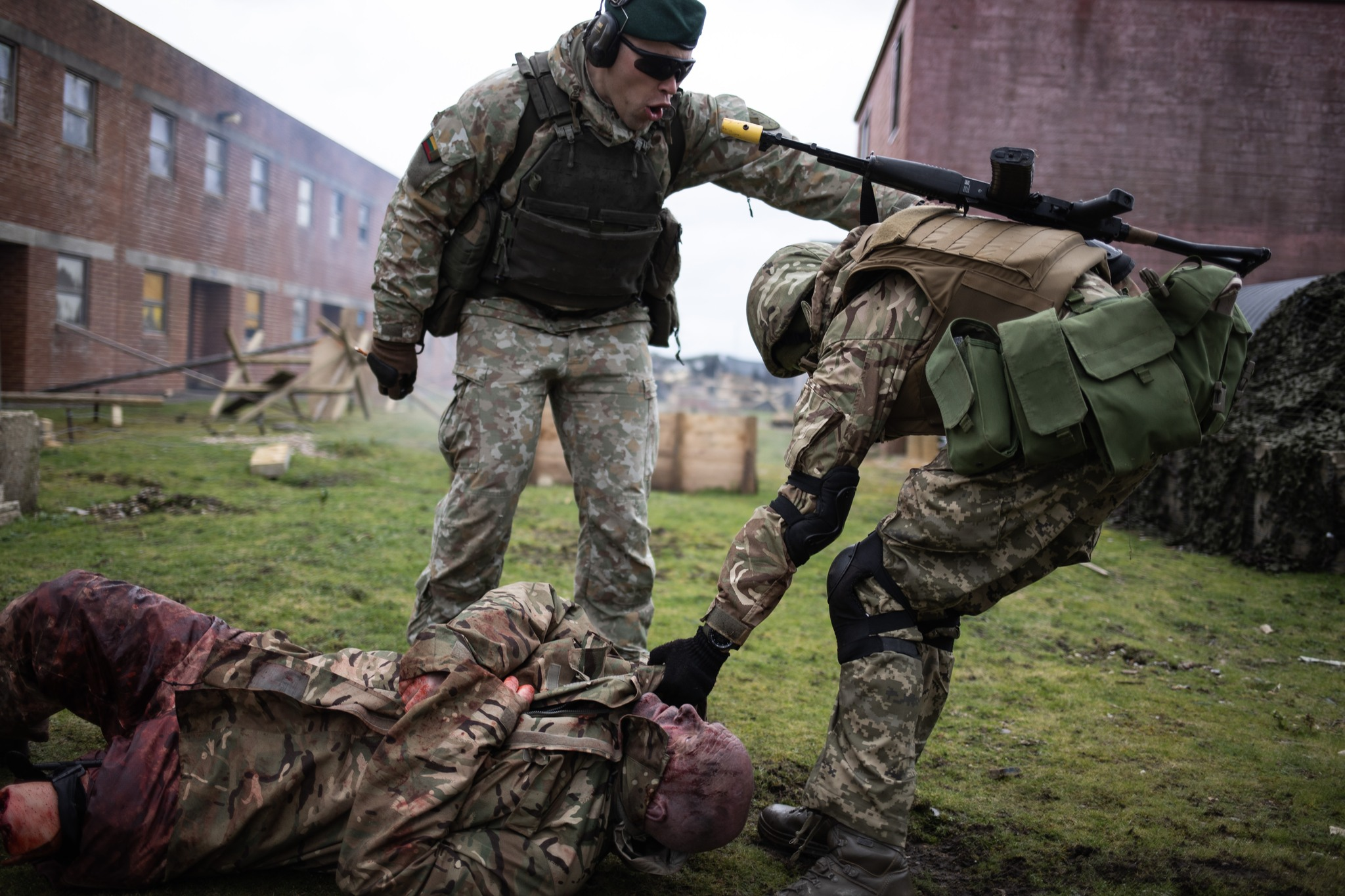
Литовские инструктора обучают украинских солдат в Великобритании.

- Осуществлять индивидуальную подготовку военнослужащих Литовской армии и организовывать обучение личного состава системы национальной обороны.
- Готовить доктринальные документы военной области Литовской армии,
- Обеспечивать воинские части Литовской армии коллективной учебной поддержкой, предоставлять полигоны, системы моделирования и объекты обучения.
- Осуществлять контроль за соблюдением положений документов, регламентирующих коллективную подготовку воинских частей и проведение оценки боевой готовности.

Состав командования:
- Штаб командования
- Институт командования обучения и доктрин
- Учебный полк Великого гетмана Литовского Йонуша Раздвилла
- Войсковая школа Дивизионного генерала Стасиса Раштикиса
- Центр боевой подготовки генерала Адольфаса Раманаускаса

В военное время командование формирует пехотную бригаду в составе сухопутных войск. 

### Командование логистики
Отдельный род войск тыла Войска Литовского обеспечивающий функционирование логистики и прочих элементов необходимых для работоспособности Вооружённых сил Литвы и её союзников прибывающих на территории Литовской Республики или её иностранных объектах.

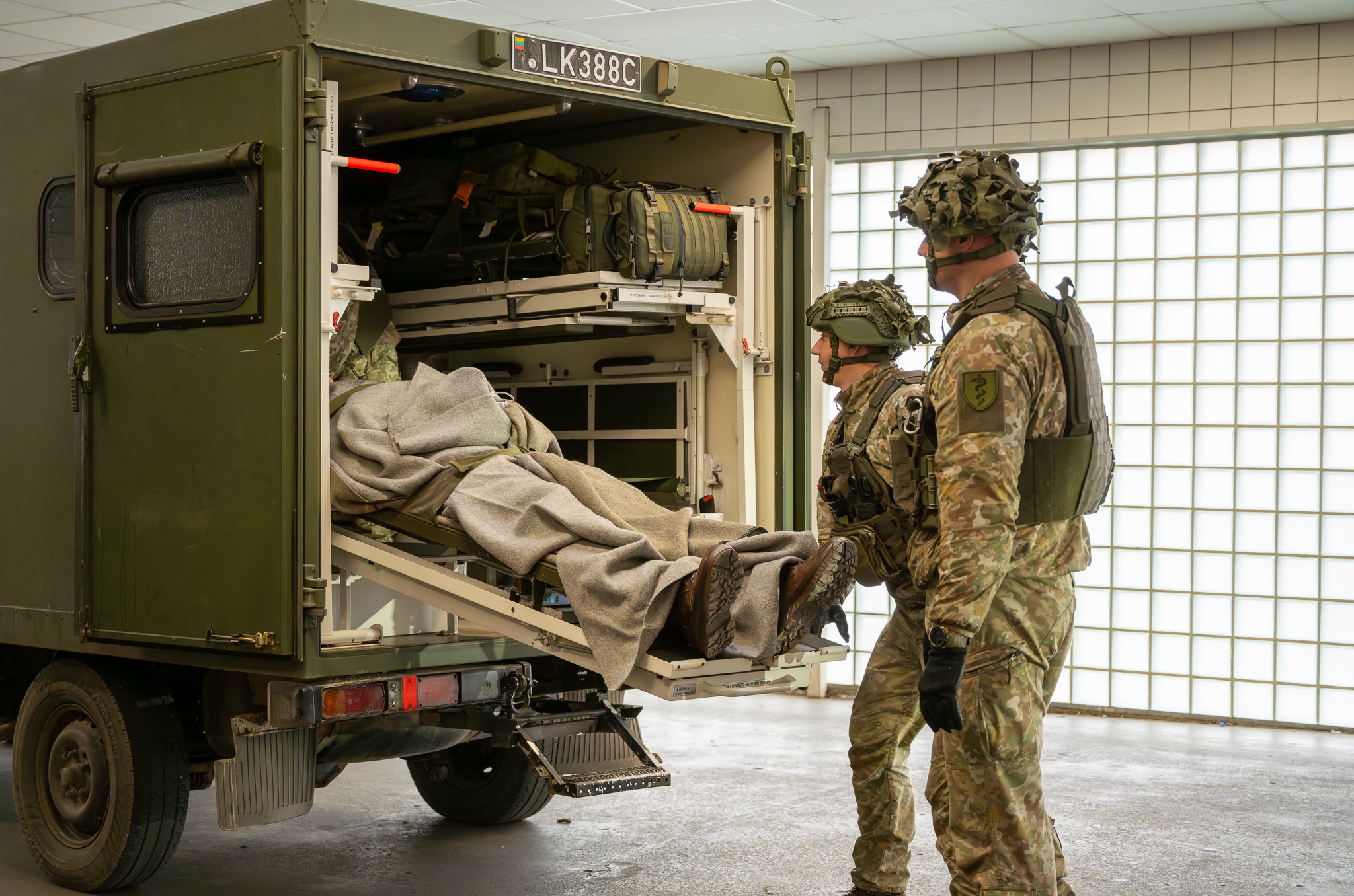
Военные медики на учениях.

Основными задачами командования являются:
- Обеспечить общее материально-техническое обеспечение воинских частей Войска Литовского, выполняющих повседневные задачи, а также во время боевых действий и других мероприятий (учений) на территории Литовской Республики или за ее пределами (в рамках сил НАТО или ЕС);
- Обеспечение администрирования хозяйства системы национальной обороны и её обслуживание;
- Обеспечивать содержание администрируемой инфраструктуры;
- Обеспечивать медицинское обеспечение и оздоровительную деятельность в учреждениях системы национальной обороны на территории Литвы и в установленном правовыми актами порядке за ее пределами;
- Обеспечивать контроль военного транзита и перемещения и экспортный контроль стратегических товаров; обеспечить поддержку геопространственной информацией и издательской продукцией, отвечающей потребностям системы национальной обороны.

Состав командования:
- Служба складирования;
- Центр контроля передвижений;
- Служба обеспечения гарнизонов;
- Центр военной картографии;
- Служба военной медицины «д-р Йонаса Басанавичюса»;
- Материально-технический батальон общей поддержки имени Великого князя литовского Витяниса.

Командование курирует все логистические части прочих родов сил. 

### Военная полиция
Отдельный род войск правопорядка предназначенный для организации правопорядка а также расследования нарушений в которых доказан факт участия литовских или иностранных военнослужащих на территории Литовской Республики и военных объектов переданных под охрану литовской военной полиции.

Задачи военной полиции делятся на два типа — военного и мирного времени.
В мирное время:
- Физическая охрана
- Превенция правонарушений
- Поддержание военной дисциплины
- Контроль военного автотранспорта

В военное время:
- Поддержка мобильности войск
- Поддержка функциональности войск
- Поддержка безопасности
- Поддержка в задержании лиц

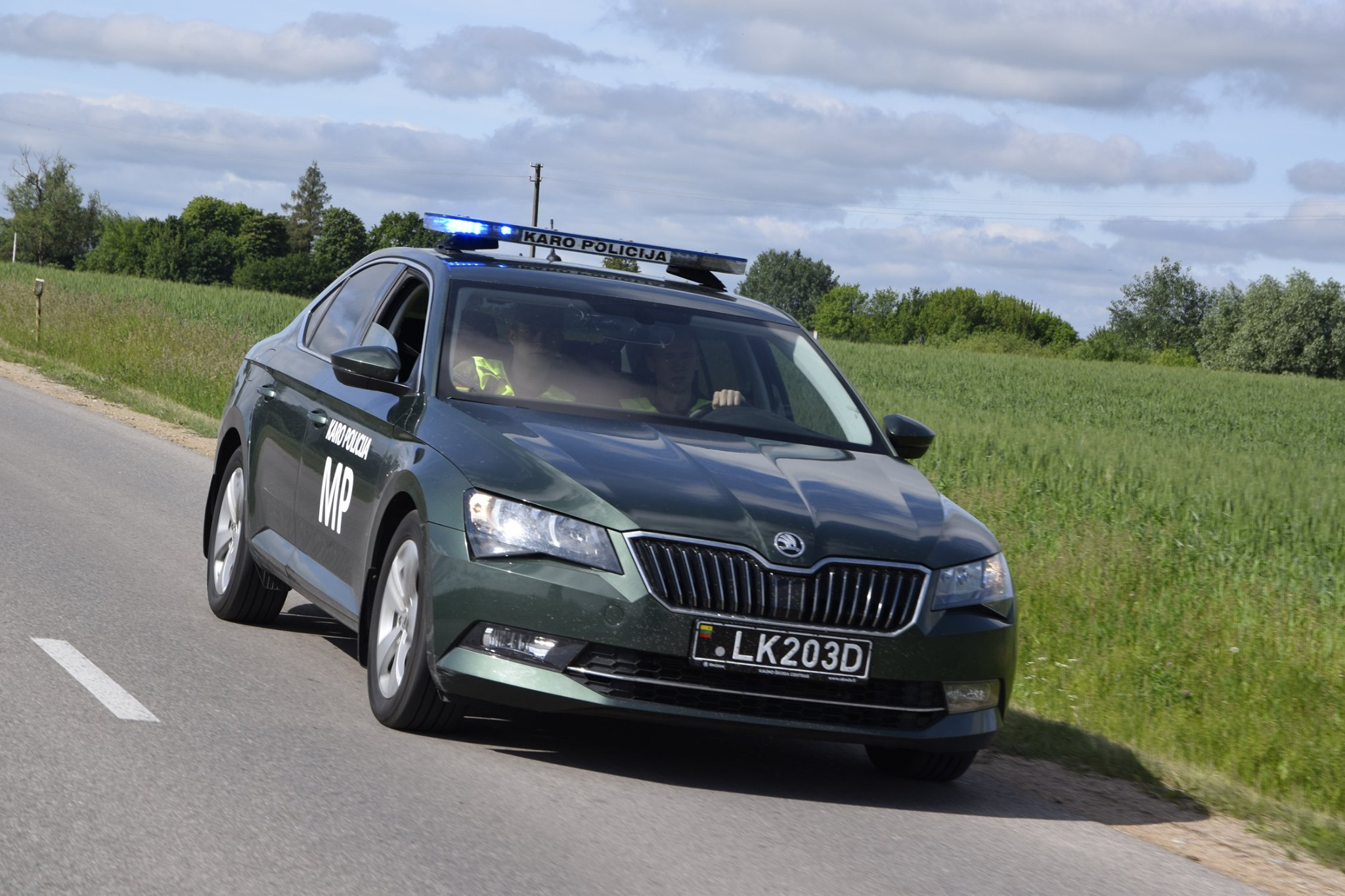
Автомобиль военной полиции

Части военной полиции расположены по гарнизонам Литовской армии, также в оперативной структуре дивизии. 

### Военный ординариат
Военный ординариат Римско-Католической Церкви, действующий в Литовской Республике. Военный ординариат Литвы, подчиняясь непосредственно Святому Престолу, обеспечивает пастырское окормление военнослужащих литовской армии, литовской полиции и членов их семей.
Кафедральным собором военного ординариата Литвы является Костёл св. Игнация Лойолы в Вильнюсе.

## Персонал

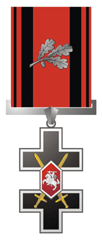
Рыцарский крест ордена Креста Витиса — За отвагу.

Согласно 139 статье Конституции Литовской Республики военная служба является правом и обязанностью каждого гражданина Литвы.
По состоянию на 2024 год, в регулярной армии насчитывается около 23 000 военнослужащих, с дополнительными добровольческими силами, которые составляют порядка 6 000 человек. Существуют следующие виды службы:
- Обязательная служба
  - Начальная военная служба
    - Постоянная обязательная начальная военная служба (9 месяцев постоянно)
    - Курсы младших офицеров-командиров (3 года по выходным для студентов)

  - Активный резерв
- Вольноопредлённая служба
  - Добровольная непостоянная военная служба
  - Профессиональная служба
  - Служба в военных комендатурах
  - Служба юнкеров военной академии

Как и в большинстве современных вооружённых сил, армия Литвы основана на добровольной основе, но в стране действует и система обязательной военной службы для мужчин в возрасте от 18 до 26 лет, введённая в 2015 году и проводимая по принципу лотереи, однако реформированная в 2024 году.  В 2024 году был принят закон о всеобщем призыве (ликвидации ранее действовавшей лотереи) - во время учёбы в средних учебных заведениях мужчины обязаны пройти военно-медицинскую экспертную комиссию и заранее узнав степень годности к службе после окончания среднего учебного заведения призываются на службу.
Поступление в высшие образовательные заведения не является уважительной причиной для неприбытия на службу. Допускается прохождение службы студентами в добровольческих силах или курсах младших командиров (служба в системе внутренней службы освобождает от воинской повинности), ведутся активные дискуссии о включении в всеобщий призыв девушек.
Санкции вводимые против уклоняющихся от призыва начинаются при игнорировании первичных процессов призыва т.е. на этапе сбора необходимых зачастую состоят из штрафов, однако если лицо уклоняющеесся от призыва и далее игнорирует процедуры призыва, пытается подделать документы, навредить собственному здоровью или каким-то другим образом избежать службы такоевое деяние считается уголовно наказуемым до 3 лет лишения свободы по статье № 313 Уголовного кодекса Литовской Республики.

### Структура званий
Звания в Войске Литовском поделены на два корпуса: офицерский и неофицерский, они имеют свои традиции и особенности. Структура Войска строится на тесном взаимодействии этих двух корпусов, каждый из которых имеет свою особую роль в обеспечении эффективного функционирования армии. Офицерский корпус определяет стратегию и командует подразделениями, тогда как неофицеры контролируют непосредственное выполнение приказов и боеготовность войск на местах.

#### Офицерский корпус
| Сухопутные силы Силы специальных операций | Сухопутные силы Силы специальных операций | Сухопутные силы Силы специальных операций | Сухопутные силы Силы специальных операций | Сухопутные силы Силы специальных операций | Сухопутные силы Силы специальных операций | Сухопутные силы Силы специальных операций   | Сухопутные силы Силы специальных операций | Сухопутные силы Силы специальных операций | Сухопутные силы Силы специальных операций | Сухопутные силы Силы специальных операций | Сухопутные силы Силы специальных операций |
| ----------------------------------------- | ----------------------------------------- | ----------------------------------------- | ----------------------------------------- | ----------------------------------------- | ----------------------------------------- | ------------------------------------------- | ----------------------------------------- | ----------------------------------------- | ----------------------------------------- | ----------------------------------------- | ----------------------------------------- |
|                                           | Высшие офицеры                            | Высшие офицеры                            | Высшие офицеры                            | Высшие офицеры                            | Старшие офицеры                           | Старшие офицеры                             | Старшие офицеры                           | Младшие офицеры                           | Младшие офицеры                           | Младшие офицеры                           | Курсанты                                  |
| Погоны к повседневной форме одежды        |                                           |                                           |                                           |                                           |                                           |                                             |                                           |                                           |                                           |                                           |                                           |
| Звание                                    | Генерал Generolas                         | Генерал-лейтенант Generolas leitenantas   | Генерал-майор Generolas majoras           | Бригадный генерал Brigados generolas      | Полковник Pulkininkas                     | Полковник-лейтенант Pulkininkas leitenantas | Майор Majoras                             | Капитан Kapitonas                         | Старший-лейтенант Vyresnysis leitenantas  | Лейтенант Leitenantas                     | Юнкер Kariūnas                            |
| Код НАТО                                  | OF-9                                      | OF-8                                      | OF-7                                      | OF-6                                      | OF-5                                      | OF-4                                        | OF-3                                      | OF-2                                      | OF-1                                      | OF-1                                      | Cadet                                     |

| Воздушные силы                     | Воздушные силы    | Воздушные силы                          | Воздушные силы                  | Воздушные силы                       | Воздушные силы        | Воздушные силы                              | Воздушные силы  | Воздушные силы    | Воздушные силы                           | Воздушные силы        | Воздушные силы |
| ---------------------------------- | ----------------- | --------------------------------------- | ------------------------------- | ------------------------------------ | --------------------- | ------------------------------------------- | --------------- | ----------------- | ---------------------------------------- | --------------------- | -------------- |
|                                    | Высшие офицеры    | Высшие офицеры                          | Высшие офицеры                  | Высшие офицеры                       | Старшие офицеры       | Старшие офицеры                             | Старшие офицеры | Младшие офицеры   | Младшие офицеры                          | Младшие офицеры       | Курсанты       |
| Погоны к повседневной форме одежды |                   |                                         |                                 |                                      |                       |                                             |                 |                   |                                          |                       |                |
| Звание                             | Генерал Generolas | Генерал-лейтенант Generolas leitenantas | Генерал-майор Generolas majoras | Бригадный генерал Brigados generolas | Полковник Pulkininkas | Полковник-лейтенант Pulkininkas leitenantas | Майор Majoras   | Капитан Kapitonas | Старший-лейтенант Vyresnysis leitenantas | Лейтенант Leitenantas | Юнкер Kariūnas |
| Код НАТО                           | OF-9              | OF-8                                    | OF-7                            | OF-6                                 | OF-5                  | OF-4                                        | OF-3            | OF-2              | OF-1                                     | OF-1                  | Cadet          |

| Морские силы Силы специальных операций | Морские силы Силы специальных операций | Морские силы Силы специальных операций | Морские силы Силы специальных операций | Морские силы Силы специальных операций | Морские силы Силы специальных операций | Морские силы Силы специальных операций | Морские силы Силы специальных операций    | Морские силы Силы специальных операций  | Морские силы Силы специальных операций   | Морские силы Силы специальных операций | Морские силы Силы специальных операций |
|                                        | Высшие офицеры                         | Высшие офицеры                         | Высшие офицеры                         | Высшие офицеры                         | Старшие офицеры                        | Старшие офицеры                        | Старшие офицеры                           | Младшие офицеры                         | Младшие офицеры                          | Младшие офицеры                        | Юнкеры                                 |
| -------------------------------------- | -------------------------------------- | -------------------------------------- | -------------------------------------- | -------------------------------------- | -------------------------------------- | -------------------------------------- | ----------------------------------------- | --------------------------------------- | ---------------------------------------- | -------------------------------------- | -------------------------------------- |
| Нашивка к корабельной форме            |                                        |                                        |                                        |                                        |                                        |                                        |                                           |                                         |                                          |                                        |                                        |
| Звание                                 | Адмирал Admirolas                      | Вице-адмирал Viceadmirolas             | Контр-адмирал Kontradmirolas           | Адмирал флотилии Flotilės admirolas    | Морской капитан Jūrų kapitonas         | Командор Komandoras                    | Командор-лейтенант Komandoras leitenantas | Капитан-лейтенант Kapitonas leitenantas | Старший-лейтенант Vyresnysis leitenantas | Лейтенант Leitenantas                  | Юнкер Kariūnas                         |
| Код НАТО                               | OF-9                                   | OF-8                                   | OF-7                                   | OF-6                                   | OF-5                                   | OF-4                                   | OF-3                                      | OF-2                                    | OF-1                                     | OF-1                                   |                                        |

| Сухопутные силы Воздушные силы Силы специальных операций | Сухопутные силы Воздушные силы Силы специальных операций | Сухопутные силы Воздушные силы Силы специальных операций | Сухопутные силы Воздушные силы Силы специальных операций | Сухопутные силы Воздушные силы Силы специальных операций | Сухопутные силы Воздушные силы Силы специальных операций | Сухопутные силы Воздушные силы Силы специальных операций | Сухопутные силы Воздушные силы Силы специальных операций | Сухопутные силы Воздушные силы Силы специальных операций | Сухопутные силы Воздушные силы Силы специальных операций | Сухопутные силы Воздушные силы Силы специальных операций | Сухопутные силы Воздушные силы Силы специальных операций |
|                                                          | Высшие офицеры                                           | Высшие офицеры                                           | Высшие офицеры                                           | Высшие офицеры                                           | Старшие офицеры                                          | Старшие офицеры                                          | Старшие офицеры                                          | Младшие офицеры                                          | Младшие офицеры                                          | Младшие офицеры                                          | Юнкеры                                                   |
| -------------------------------------------------------- | -------------------------------------------------------- | -------------------------------------------------------- | -------------------------------------------------------- | -------------------------------------------------------- | -------------------------------------------------------- | -------------------------------------------------------- | -------------------------------------------------------- | -------------------------------------------------------- | -------------------------------------------------------- | -------------------------------------------------------- | -------------------------------------------------------- |
| Нашивка к полевой форме                                  |                                                          |                                                          |                                                          |                                                          |                                                          |                                                          |                                                          |                                                          |                                                          |                                                          |                                                          |
| Звание                                                   | Генерал Generolas                                        | Генерал-лейтенант Generolas leitenantas                  | Генерал-майор Generolas majoras                          | Бригадный генерал Brigados generolas                     | Полковник Pulkininkas                                    | Полковник-лейтенант Pulkininkas leitenantas              | Майор Majoras                                            | Капитан Kapitonas                                        | Старший-лейтенант Vyresnysis leitenantas                 | Лейтенант Leitenantas                                    | Юнкер Kariūnas                                           |
| Код НАТО                                                 | OF-9                                                     | OF-8                                                     | OF-7                                                     | OF-6                                                     | OF-5                                                     | OF-4                                                     | OF-3                                                     | OF-2                                                     | OF-1                                                     | OF-1                                                     |                                                          |

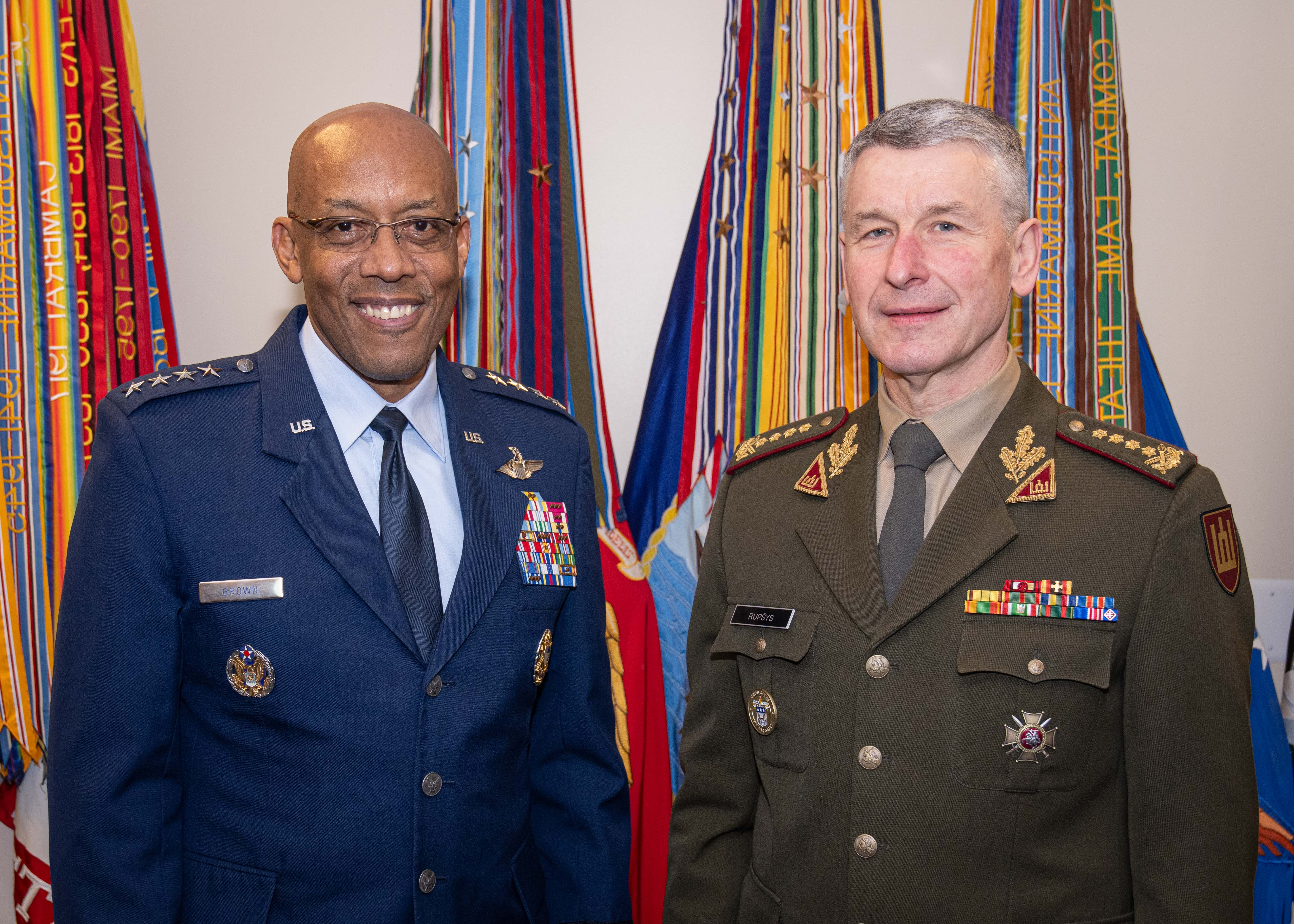
Первый полный генерал современного Войска Литовского - ген. Вальдемарас Рупшис (справа)

Офицерский корпус наиболее малый по размеру корпус войск, офицеры занимают различные командные должности в войсках и подразделениях (начиная от взвода), имеют высшее военное образование. Офицеры делятся на три категории:
- O-1 to O-2: Младшие офицеры во всех войсках, командуют подразделениями тактического уровня (взводами, ротами, батареями) либо являются адъютантами, заместителями или прочими специалистами (лётчиками и так далее).
- O-3 to O-5: Старшие офицеры во всех войсках, занимают позиции командиров подразделений батальонного, полкового и бригадного уровня, являются начальниками штабов аналогичного уровня или высококвалифицированными специалистами в штабе обороны или управлении министерства.
- O-6 to O-9: Генералы в сухопутных, воздушных и специальных силах и адмиралы в военно-морских силах и морских компонентах специальных сил. Занимают высшие позиции командуя родами сил, подразделениями дивизионного уровня, высшими штабами. Высшей должностью явяляется командарм Войска Литовского.

Главным символом офицера является  - сабля.
Зачастую для поступления на службу в качестве офицера лейтенанта требуется бакалаврская степень в сфере обороны или прохождение специализированных курсов младших командиров. Обучение офицеров происходит в Военной академии генерала Йонаса Жямайтиса, офицеры резерва обучение проходят в частях Командования обучения и доктрин.

#### Неофицерский корпус
| Сухопутные силы Воздушные силы Силы специальных операций | Сухопутные силы Воздушные силы Силы специальных операций | Сухопутные силы Воздушные силы Силы специальных операций | Сухопутные силы Воздушные силы Силы специальных операций | Сухопутные силы Воздушные силы Силы специальных операций | Сухопутные силы Воздушные силы Силы специальных операций     | Сухопутные силы Воздушные силы Силы специальных операций | Сухопутные силы Воздушные силы Силы специальных операций | Сухопутные силы Воздушные силы Силы специальных операций | Сухопутные силы Воздушные силы Силы специальных операций | Сухопутные силы Воздушные силы Силы специальных операций | Сухопутные силы Воздушные силы Силы специальных операций | Сухопутные силы Воздушные силы Силы специальных операций |
|                                                          | Унтер-офицеры                                            | Унтер-офицеры                                            | Унтер-офицеры                                            | Унтер-офицеры                                            | Унтер-офицеры                                                | Унтер-офицеры                                            | Унтер-офицеры                                            | Унтер-офицеры                                            | Унтер-офицеры                                            | Солдаты                                                  | Солдаты                                                  | Солдаты                                                  |
| -------------------------------------------------------- | -------------------------------------------------------- | -------------------------------------------------------- | -------------------------------------------------------- | -------------------------------------------------------- | ------------------------------------------------------------ | -------------------------------------------------------- | -------------------------------------------------------- | -------------------------------------------------------- | -------------------------------------------------------- | -------------------------------------------------------- | -------------------------------------------------------- | -------------------------------------------------------- |
| Погоны к повседневной форме одежды                       |                                                          |                                                          |                                                          |                                                          |                                                              |                                                          |                                                          |                                                          |                                                          |                                                          |                                                          |                                                          |
| Звание                                                   | Сержант-майор Seržantas majoras                          | Старшина Viršila                                         | Штаб-сержант специалист Štabo seržantas specialistas     | Штаб-сержант Štabo seržantas                             | Старший сержант специалист Vyresnysis seržantas specialistas | Старший сержант Vyresnysis seržantas                     | Сержант специалист Seržantas specialistas                | Сержант Seržantas                                        | Капрал Grandinis                                         | Старший рядовой Vyresnysis eilinis                       | Рядовой Eilinis                                          | Младший рядовой Jaunesnysis eilinis                      |
| Код НАТО                                                 | OR-9                                                     | OR-8                                                     | OR-7                                                     | OR-7                                                     | OR-6                                                         | OR-6                                                     | OR-5                                                     | OR-5                                                     | OR-4                                                     | OR-3                                                     | OR-2                                                     | OR-1                                                     |

| Воздушные силы                     | Воздушные силы                  | Воздушные силы   | Воздушные силы                                       | Воздушные силы               | Воздушные силы                                               | Воздушные силы                       | Воздушные силы                            | Воздушные силы    | Воздушные силы   | Воздушные силы                     | Воздушные силы  | Воздушные силы                      |
|                                    | Унтер-офицеры                   | Унтер-офицеры    | Унтер-офицеры                                        | Унтер-офицеры                | Унтер-офицеры                                                | Унтер-офицеры                        | Унтер-офицеры                             | Унтер-офицеры     | Унтер-офицеры    | Солдаты                            | Солдаты         | Солдаты                             |
| ---------------------------------- | ------------------------------- | ---------------- | ---------------------------------------------------- | ---------------------------- | ------------------------------------------------------------ | ------------------------------------ | ----------------------------------------- | ----------------- | ---------------- | ---------------------------------- | --------------- | ----------------------------------- |
| Погоны к повседневной форме одежды |                                 |                  |                                                      |                              |                                                              |                                      |                                           |                   |                  |                                    |                 |                                     |
| Звание                             | Сержант-майор Seržantas majoras | Старшина Viršila | Штаб-сержант специалист Štabo seržantas specialistas | Штаб-сержант Štabo seržantas | Старший сержант специалист Vyresnysis seržantas specialistas | Старший сержант Vyresnysis seržantas | Сержант специалист Seržantas specialistas | Сержант Seržantas | Капрал Grandinis | Старший рядовой Vyresnysis eilinis | Рядовой Eilinis | Младший рядовой Jaunesnysis eilinis |
| Код НАТО                           | OR-9                            | OR-8             | OR-7                                                 | OR-7                         | OR-6                                                         | OR-6                                 | OR-5                                      | OR-5              | OR-4             | OR-3                               | OR-2            | OR-1                                |

| Морские силы Силы специальных операций | Морские силы Силы специальных операций | Морские силы Силы специальных операций | Морские силы Силы специальных операций             | Морские силы Силы специальных операций | Морские силы Силы специальных операций                       | Морские силы Силы специальных операций | Морские силы Силы специальных операций    | Морские силы Силы специальных операций | Морские силы Силы специальных операций | Морские силы Силы специальных операций | Морские силы Силы специальных операций | Морские силы Силы специальных операций |
|                                        | Унтер-офицеры                          | Унтер-офицеры                          | Унтер-офицеры                                      | Унтер-офицеры                          | Унтер-офицеры                                                | Унтер-офицеры                          | Унтер-офицеры                             | Унтер-офицеры                          | Унтер-офицеры                          | Матросы                                | Матросы                                | Матросы                                |
| -------------------------------------- | -------------------------------------- | -------------------------------------- | -------------------------------------------------- | -------------------------------------- | ------------------------------------------------------------ | -------------------------------------- | ----------------------------------------- | -------------------------------------- | -------------------------------------- | -------------------------------------- | -------------------------------------- | -------------------------------------- |
| Нашивка к полевой форме                |                                        |                                        |                                                    |                                        |                                                              |                                        |                                           |                                        |                                        |                                        |                                        |                                        |
| Звание                                 | Старший боцман Vyresnysis laivūnas     | Боцман Laivūnas                        | Штаб-боцман специалист Štabo laivūnas specialistas | Штаб-боцман Štabo laivūnas             | Старший сержант специалист Vyresnysis seržantas specialistas | Старший сержант Vyresnysis seržantas   | Сержант специалист Seržantas specialistas | Сержант Seržantas                      | Капрал Grandinis                       | Старший матрос Vyresnysis Jūreivis     | Матрос Jūreivis                        | Младший матрос Jaunesnysis jūreivis    |
| Код НАТО                               | OR-9                                   | OR-8                                   | OR-7                                               | OR-7                                   | OR-6                                                         | OR-6                                   | OR-5                                      | OR-5                                   | OR-4                                   | OR-3                                   | OR-2                                   | OR-1                                   |

| Сухопутные силы Воздушные силы Морская пехота Силы специальных операций | Сухопутные силы Воздушные силы Морская пехота Силы специальных операций | Сухопутные силы Воздушные силы Морская пехота Силы специальных операций | Сухопутные силы Воздушные силы Морская пехота Силы специальных операций | Сухопутные силы Воздушные силы Морская пехота Силы специальных операций | Сухопутные силы Воздушные силы Морская пехота Силы специальных операций | Сухопутные силы Воздушные силы Морская пехота Силы специальных операций | Сухопутные силы Воздушные силы Морская пехота Силы специальных операций | Сухопутные силы Воздушные силы Морская пехота Силы специальных операций | Сухопутные силы Воздушные силы Морская пехота Силы специальных операций | Сухопутные силы Воздушные силы Морская пехота Силы специальных операций | Сухопутные силы Воздушные силы Морская пехота Силы специальных операций | Сухопутные силы Воздушные силы Морская пехота Силы специальных операций |
|                                                                         | Унтер-офицеры                                                           | Унтер-офицеры                                                           | Унтер-офицеры                                                           | Унтер-офицеры                                                           | Унтер-офицеры                                                           | Унтер-офицеры                                                           | Унтер-офицеры                                                           | Унтер-офицеры                                                           | Унтер-офицеры                                                           | Солдаты                                                                 | Солдаты                                                                 | Солдаты                                                                 |
| ----------------------------------------------------------------------- | ----------------------------------------------------------------------- | ----------------------------------------------------------------------- | ----------------------------------------------------------------------- | ----------------------------------------------------------------------- | ----------------------------------------------------------------------- | ----------------------------------------------------------------------- | ----------------------------------------------------------------------- | ----------------------------------------------------------------------- | ----------------------------------------------------------------------- | ----------------------------------------------------------------------- | ----------------------------------------------------------------------- | ----------------------------------------------------------------------- |
| Нашивка к полевой форме                                                 |                                                                         |                                                                         |                                                                         |                                                                         |                                                                         |                                                                         |                                                                         |                                                                         |                                                                         |                                                                         |                                                                         |                                                                         |
| Звание                                                                  | Сержант-майор Seržantas majoras                                         | Старшина Viršila                                                        | Штаб-сержант специалист Štabo seržantas specialistas                    | Штаб-сержант Štabo seržantas                                            | Старший сержант специалист Vyresnysis seržantas specialistas            | Старший сержант Vyresnysis seržantas                                    | Сержант специалист Seržantas specialistas                               | Сержант Seržantas                                                       | Капрал Grandinis                                                        | Старший рядовой Vyresnysis eilinis                                      | Рядовой Eilinis                                                         | Младший рядовой Jaunesnysis eilinis                                     |
| Код НАТО                                                                | OR-9                                                                    | OR-8                                                                    | OR-7                                                                    | OR-7                                                                    | OR-6                                                                    | OR-6                                                                    | OR-5                                                                    | OR-5                                                                    | OR-4                                                                    | OR-3                                                                    | OR-2                                                                    | OR-1                                                                    |

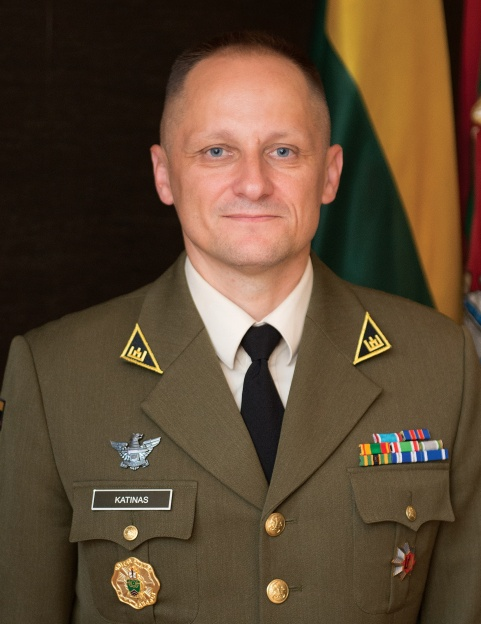
Сержант-майор Ремигиюс Катинас — Главный унтер-офицер Войска Литовского (2019–2023).

Неофицерский корпус является наиболее крупным в войсках, военнослужащие корпуса зачастую являются разнопрофильными специалистами и тактическими (полевыми) командирами, инструкторами. Неофицерский корпус распределяется на три категории:
- OR-1 до OR-3: Солдаты в сухопутных, воздушных и специальных силах и матросы в военно-морских силах и морских компонентах специальных сил. Изначально рекруты-призывники однако уже с OR-2 занимают должности специалистов пехотных и прочих специализаций.
- OR-4 до OR-9: Унтер-офицеры во всех родах сил. Основное тактическое (полевое) командное звено различных подразделений, инструкторы.

Специалисты во всех родах сил. Специальная категория унтер-офицеров имеющих гражданское специализированное образование, квалифицированные специалисты в определённых областях - медицине, связи, логистике и так далее.
В составе подразделений (вплоть до самого верховного командования Войска Литовского) зачастую существует позиция главного унтер-офицера, являющегося третьим командиром соединения - ответственным за дисциплину, физическую подготовку и материально-хозяйственную часть подразделения, защищающим интересы неофицерского состава, ответственным хранителем знамени (в ротах - прапорца), семей и традиций военнослужащих. Главным символом должности является украшенный эспонтон.
Обязанность для вступления на службу для неофицерского состава - наличие базовой подготовки.
После прохождения базового курса рядовым проводится обучение по их специальности, в конце обязательной призывной службы (9 месяцев) военнообязанный приобритает базовую военную подготовку и может поступать на профессиональную службу. В большинстве частей базовый курс проводится в Учебном полку имени Великого гетмана Литовского Йонуша Раздвилла.
Для возведения в унтер-офицеры нужно соответствовать определённым требованиям - иметь положительную оценку службы, соответствующий стаж. Обучение всех унтер-офицеров проходит в школе Войска Литовского в Каунасе по нескольким курсам. Допускается окончание других школ унтер-офицеров стран НАТО.

### Женщины на военной службе

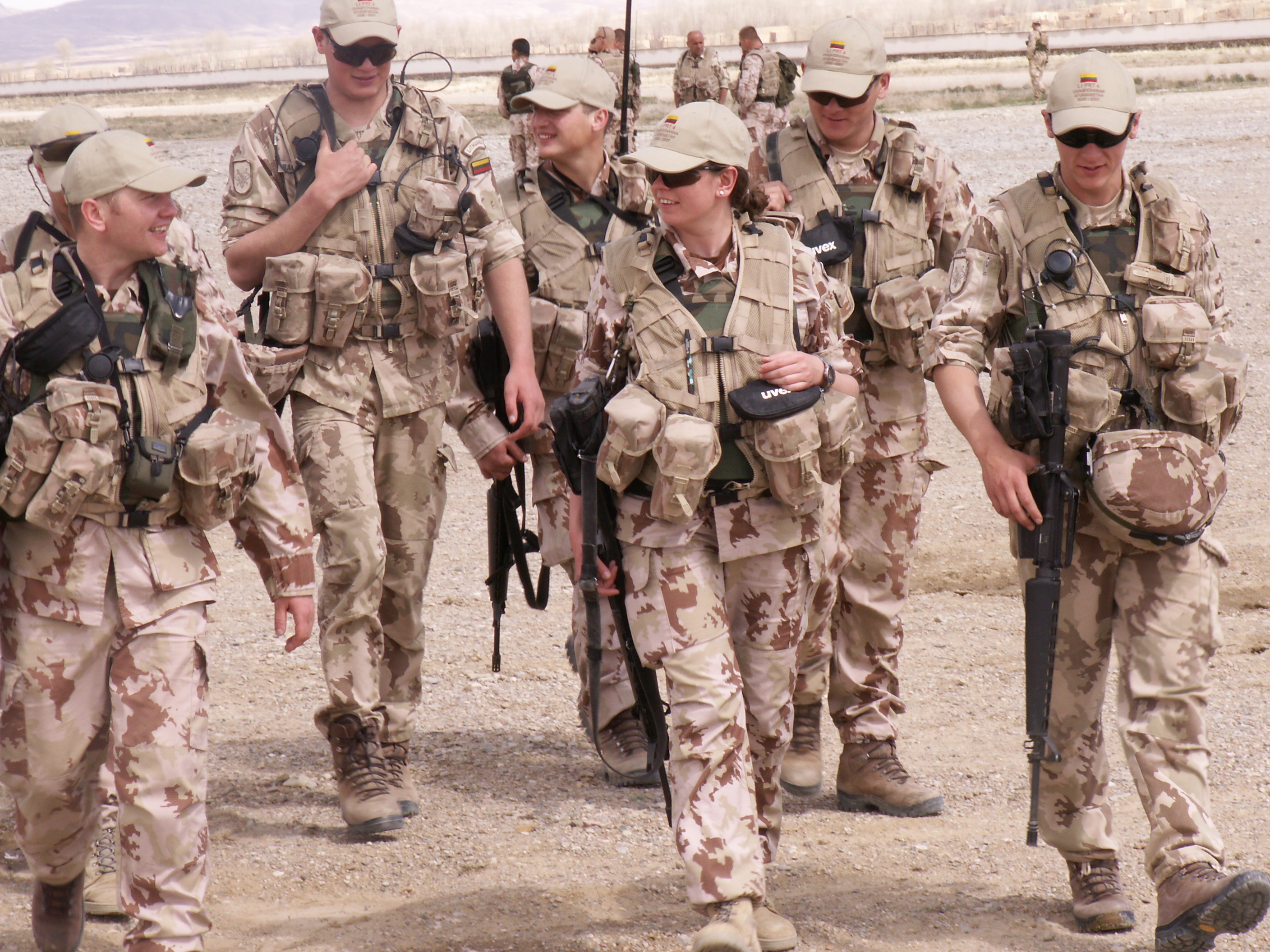
Военнослужащая в составе литовского контингента ISAF, 2005 год

Согласно данным за 2019 год процент женщин военнослужащих составил 12,2 % профессиональных военнослужащих из них 237 офицеры.
Согласно закону об возможностях и правах мужчины и женщины — женщинам было позволено служить в любых подразделениях войск с 1998 года (в качестве офицеров с 2000 года). В актах системы обороны не указываются явные ограничения для занятия должностей каким-то конкретным полом, однако для них существуют определённые физические нормативы отличающиеся от мужчин. Единственный аспект прописанный в законодательстве — женщина ограничивается в службе в случае беременности, недавнего рождения ребёнка, после чего может продолжить службу.
Обязательной военной службы для женщин — в Литве нет, однако закон подобного типа остаётся предметом активных дискуссий со стороны общественности. Женщины имеют право добровольно встать на воинский учёт и призываться в порядке очереди на призывную службу.
Согласно исследованиям университета Витовта Великого в современной Литве остаются случаи принижающие способность женщин по службе и примеры личного послабления на почве традиционного рассмотрения женщины как более уязвимой.

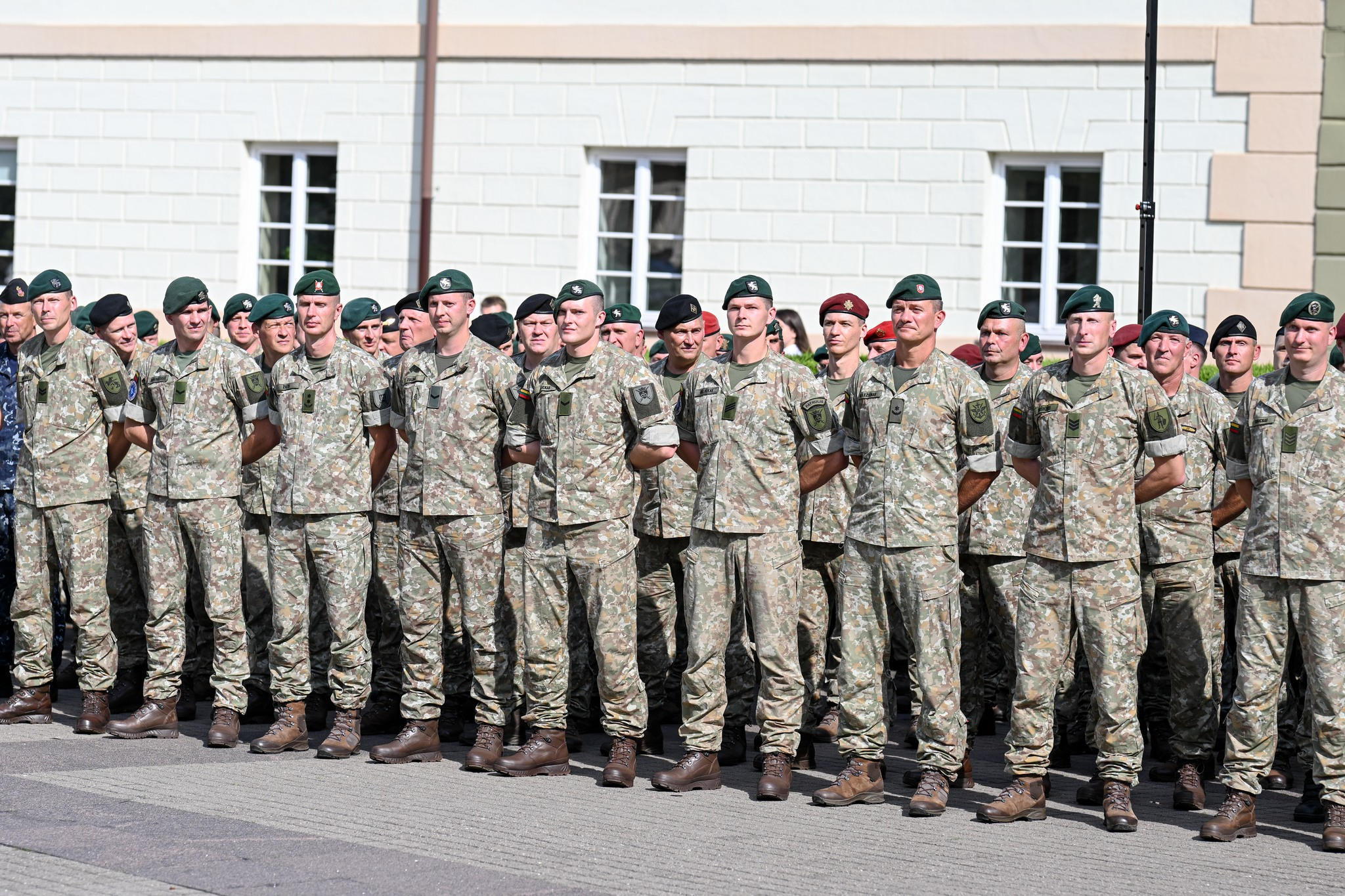
Ветераны боевых действий.

### Ветераны
Ветеранами Вооружённых Сил Литвы — считаются военнослужащие профессиональной военной службы, военнослужащие-добровольцы или другие военнослужащие добровольной непостоянной военной службы, прослужившие в Вооружённых Силах Литвы не менее 20 лет или участвовавший в международных операциях или специальных миссиях не менее 30 дней непрерывно. Этот статус также предоставлен военнослужащим, уволенным с военной службы в связи с ухудшениями здоровья, связанным с исполнением служебных обязанностей Также лицам которые служили в системе охраны края и защищали свободу и независимость Литовской Республики в период восстановления государственности начиная с 11 января по 31 августа 1991 года. С 1 сентября 2022 года — министерством обороны Литвы осуществляется проект «Меморандума об интеграции военнослужащих запаса в трудовой рынок», помогающий резервистам в поиске рабочих мест.
Профессиональные военнослужащие, которым до увольнения в запас (выходе на пенсию) осталось не более 4 лет, по их ходатайству на срок не более 12 месяцев в течение четырёх лет, они получают направления для получения профессиональной подготовки, повышения квалификации или учёбы с целью интеграции на рынок труда. Курсы обучения солдаты выбирают самостоятельно, конкретные сроки обучения солдаты согласовывают с начальниками своих подразделений с учётом интересов службы. С 1 января 2022 года военнослужащим системы охраны края выдаются справки об наличии военной специальности и определённой квалификации что должно поспособствовать их интеграции. На время обучения если оно проходит более 3 месяцев военнослужащие могут быть отправлены во временный резерв.
Предусматриваются также выплаты разных величин согласно законодательству.

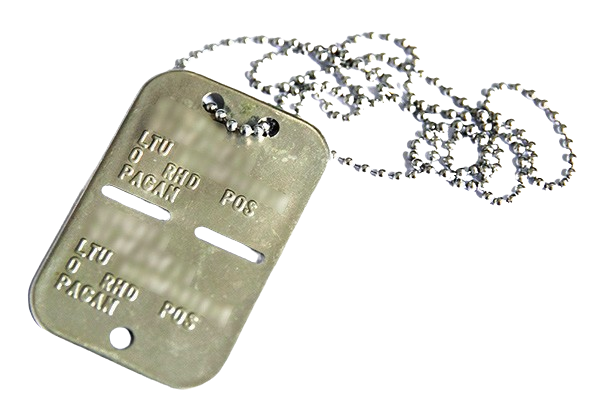
Жетон Войска Литовского где помимо прочей информации указано что вероисповедание военнослужащего - язычество.

### Религия
Исторически в вооружённых силах закрепились католические и трансформированные литовские языческие религиозные обряды — подавляющая часть военнослужащих являются католиками, однако согласно конституции каждый гражданин имеет право на вероисповедание любой религии, в армии действует военный ординариат Римско-Католической Церкви, действующий в Литовской Республике — подчиняясь непосредственно Святому Престолу, обеспечивает пастырское окормление военнослужащих литовской армии, литовской полиции и членов их семей. В случае если в подразделении имеется хотя-бы один военнослужащий чьё верование отличается католического вероисповедания — каппелан обязан по требованию найти представителя священнослужителя той религии которой принадлежит военнослужащий.
Кафедральным собором военного ординариата Литвы является Костёл св. Игнация Лойолы в Вильнюсе.

### Дни памяти

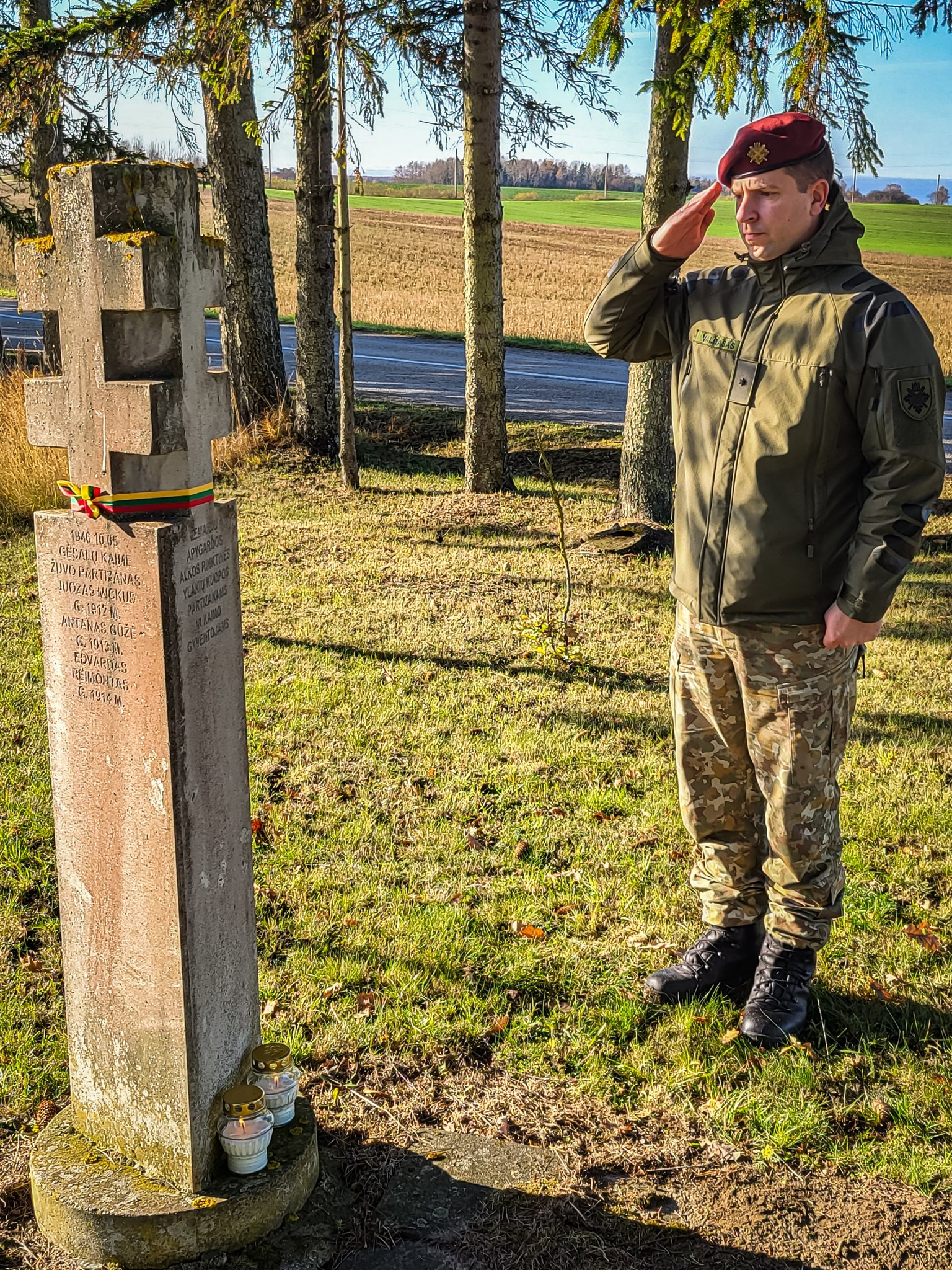
Офицер-доброовлец салютует памятнику погибшим партизанам

23 ноября 1918 года премьер-министр Литвы А. Вольдемарас подписал указ, положивший началу формирования регулярной Литовской армии. Теперь этот день празднуется как День Вооружённых сил Литвы (День воинов Литвы). По случаю Дня Вооружённых сил в Вильнюсе проходят торжественная месса в костёле Св. Игнатия, торжественное построение военных на Кафедральной площади и парад на проспекте Гедемина. На Кафедральной площади традиционно развеваются флаги всех трёх видов Вооружённых сил Литвы — сухопутных, специальных, воздушных и морских.
В Католической и некоторых лютеранских церквях День Всех святых является неподвижным праздником и отмечается 1 ноября. На следующий день 2 ноября празднуется День всех усопших верных. По случаю дня по всей стране приводят в порядок могилы своих близких.
Традиционно военнослужащие в Литве отдают почести погибшим военнослужащим, партизанам, также стрелкам, пограничникам и полицейским, приводят в порядок их могилы и традиционно вяжут ленточку триколора национального флага Литвы (такие же ленточки вешаются на надгробия важных государственных деятелей).
Такая практика распространена и среди гражданского населения в качестве акта патриотической и гражданской позиции.
С 14 мая 1935 года, и вновь с 14 мая 2022 года празднуется день чествования партизан, единства армии и общества, проводятся выставки вооружения и военной техники национальных вооружённых сил и стран союзниц, концерты, открытые дискуссии и пешие марши, также возлагаются цветы на памятники партизан — проводится католическая месса.

#### Дни видов вооружённых сил
- Сухопутные силы (15 июля) — День битвы при Жальгирисе (Грюнвальдская битва, 1410).
  - Добровольческие силы (17 января) — День создания ДСОК (1991).
  - Инженеры (15 августа) — День создания отдельного батальона инженерии (1993)
  - Артиллерия (4 декабря) — День святой Варвары Илиопольской покровительницы артиллеристов и войск ПВО.
  - Парашютисты (29 сентября) — День литовских военных парашютистов.
- Военно-морские силы (4 июля) — День восстановления ВМС (1992).
  - День морских фузилёров (1 августа) — День создания службы портовой и береговой обороны (2022).
- Военно-воздушные силы (2 января и 12 марта) — День восстановления ВВС (1992) и День создания военной авиации Литвы (1919).
  - Войска ПВО (4 декабря) — День святой Варвары Илиопольской покровительницы артиллеристов и войск ПВО.
- Военная разведка (27 октября) — День основания Литовской военной разведки (1918).

### Форменная одежда

Примеры церемониальной униформы
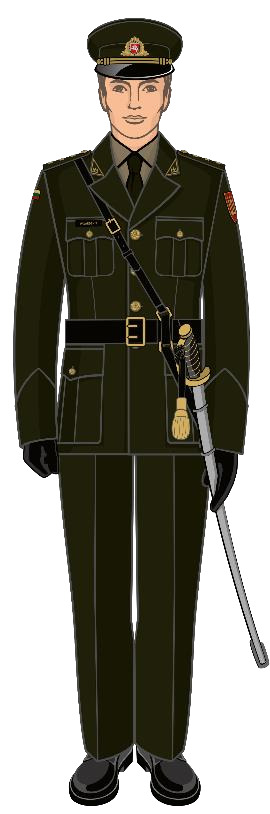
СВ, ССО и другие
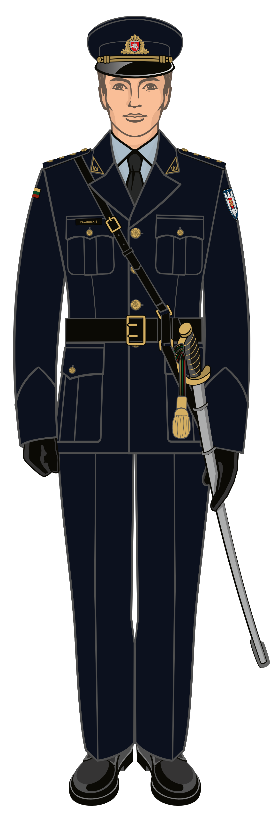
ВВС
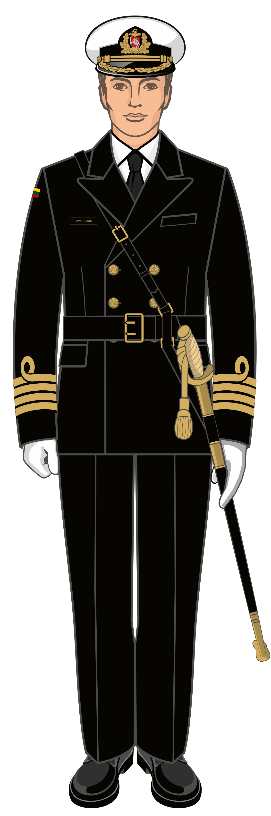
ВМС, морской элемент ССО
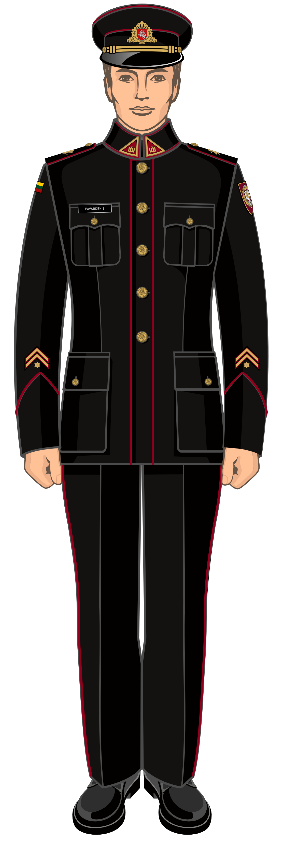
Юнкер военной академии

Форменная одежда в войсках разделена на следующие категории:
- Полевая униформа — выполнена в цветах универсального рисунка M2011, реже встречаются варианты старой лесной раскраски M05 чаще всего у резервистов:
- Униформа лётного персонала — утилитарная форма одежды для военных лётчиков и обслуживающего персонала ВВС.
- Повседневная униформа — повседневная форма (офисная) одежды военнослужащих профессиональной службы:
- Церемониальная униформа — форма одежды предназначенная для ношения военнослужащими во время церемоний.
- Униформа роты почётного караула — репрезентационная парадная форма одежды для военнослужащих роты почётного караула созданная основываясь на парадной униформе Войска Литовского в межвоенный период.
- Концертная униформа музыкантов оркестров войска — аналогична повседневной униформе военнослужащих за исключением добавления аксельбантов на униформу и погон с инсигнией Лиры, а также белой рубашки.[43]

Примеры полевой униформы
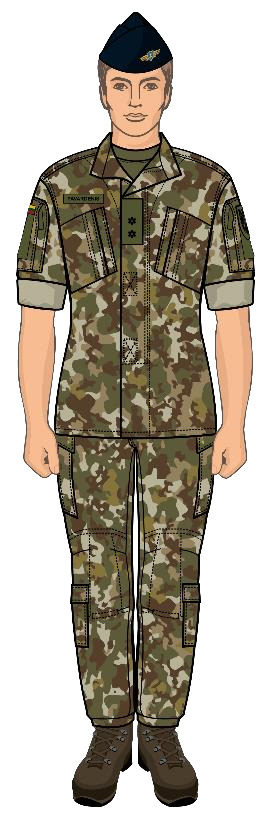
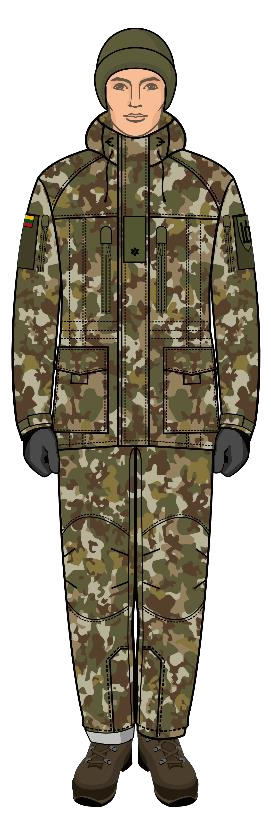
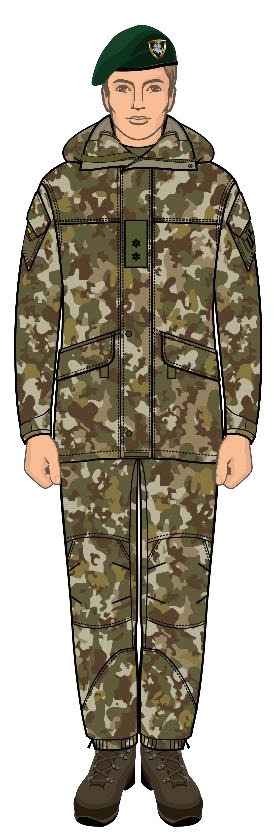
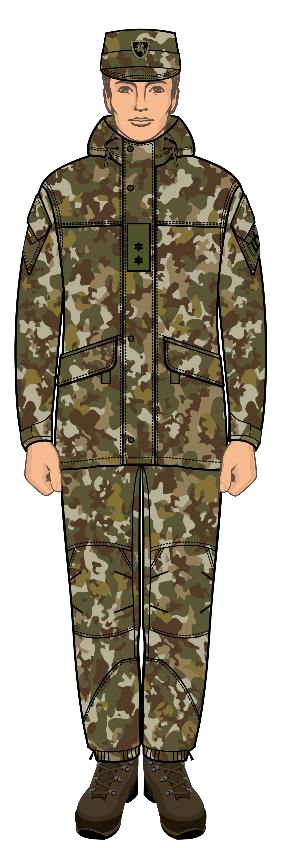
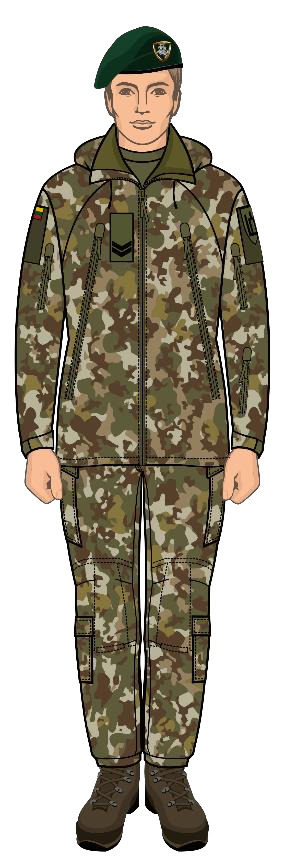
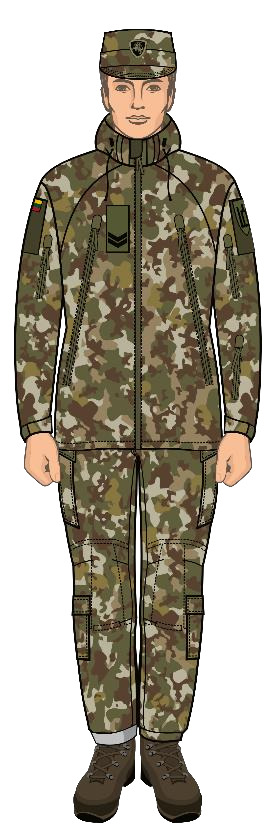
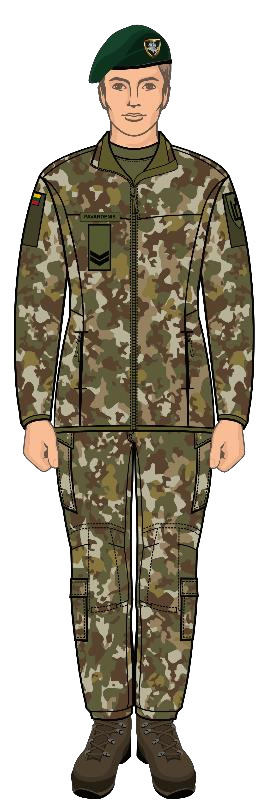
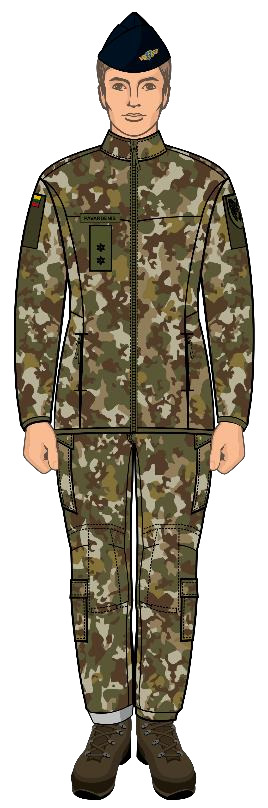
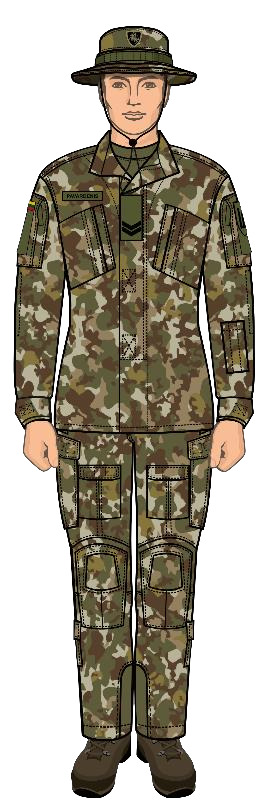
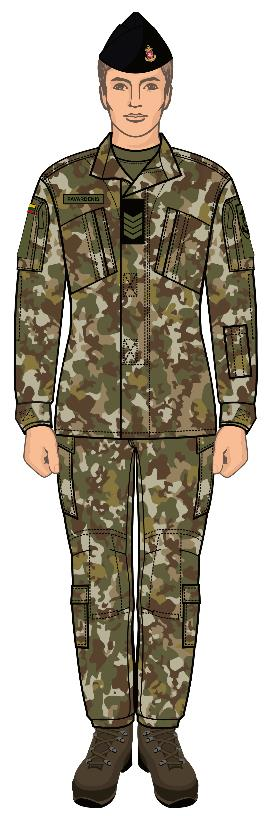
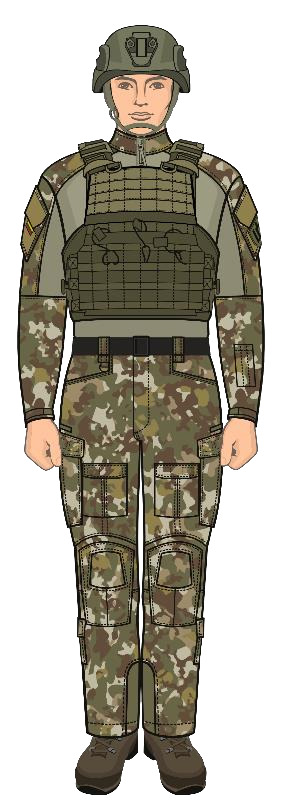
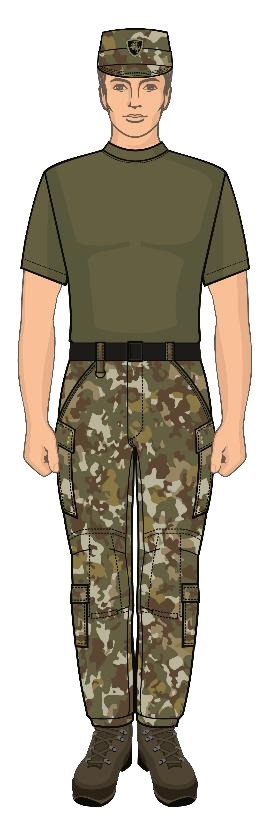
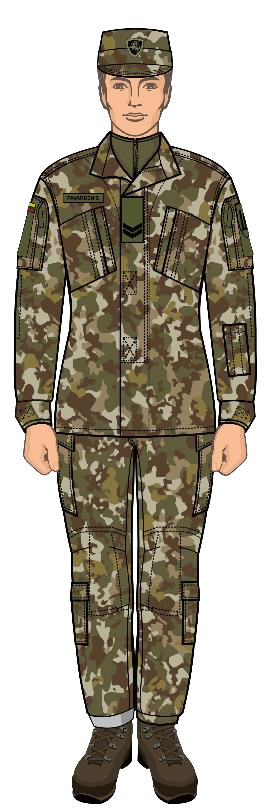

### Головные уборы

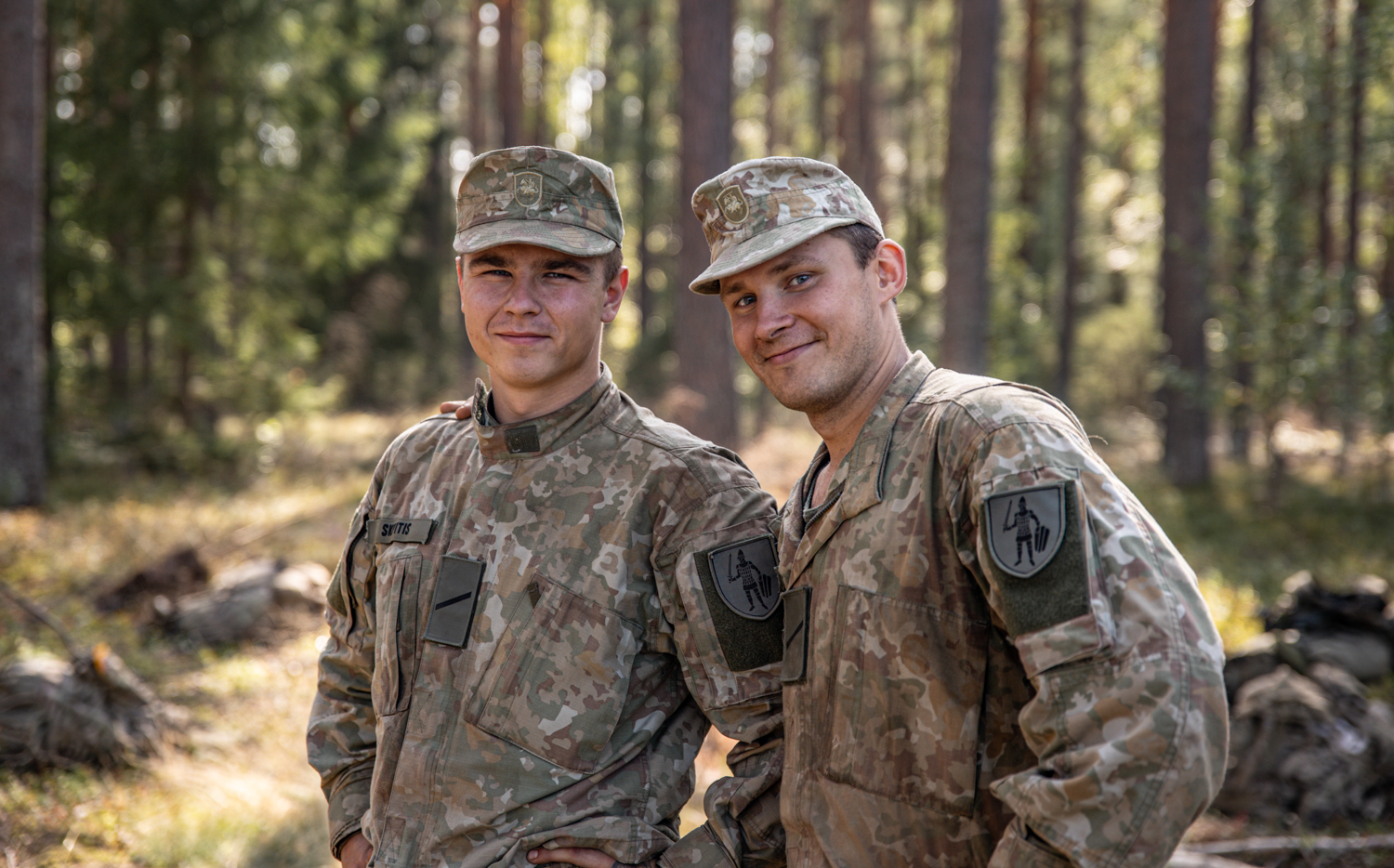
Солдаты в бергмютце

Основным головным убором сухопутных подразделений является полевая кепи она же бергмютце, выполнив определённые условия (чаще всего батальонная полоса препятствий) военнослужащий получает право на ношение берета с цветом и кокардой подразделения, однако в полевых условиях предпочтение отдаётся бергмютце а в случае с подразделениями разведки — панамам.
В военно-морских силах и военно-воздушных силах вместо беретов используются пилотки, однако существуют исключения для сухопутных боевых подразделений в составе сил (ПВО и морские фузилёры).

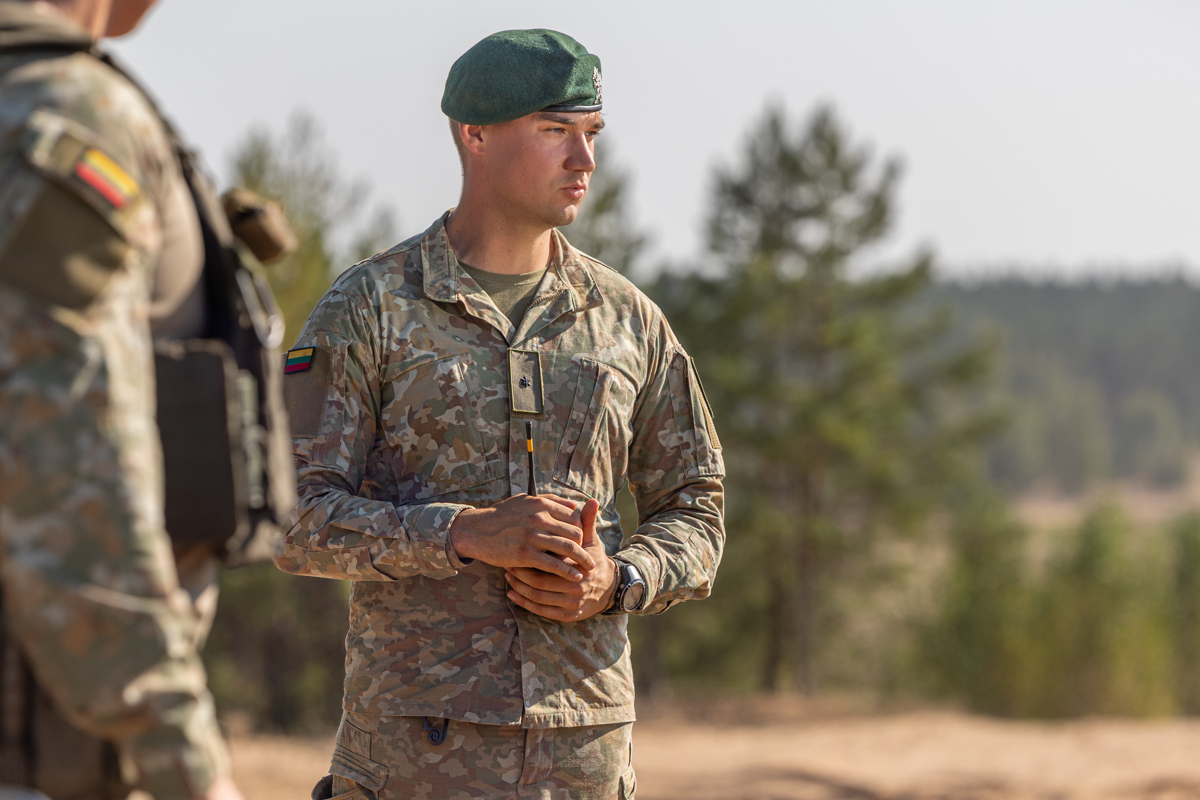
Лейтенант в зелёном берете.

Существует ограниченный спектр цветов для беретов.
- Цвета мха — министерство обороны и его ведомства, канцелярия войска
- Зелёный — части прямого подчинения, сухопутные силы (пехотные и вспомогательные части)
- Тёмно-синий — море, небо (противовоздушная оборона, морские фузилёры и боевые пловцы)
- Чёрный — порох или земля (артиллерия и инженеры)
- Бордовый — (добровольческие силы)
- Вишнёвый  — (егерский батальон)
- Красный — (военная полиция)
- Серый — (служба особого назначения)

Кокарда берета указывает на конкретное соединение.

## Список вооружения и военной техники

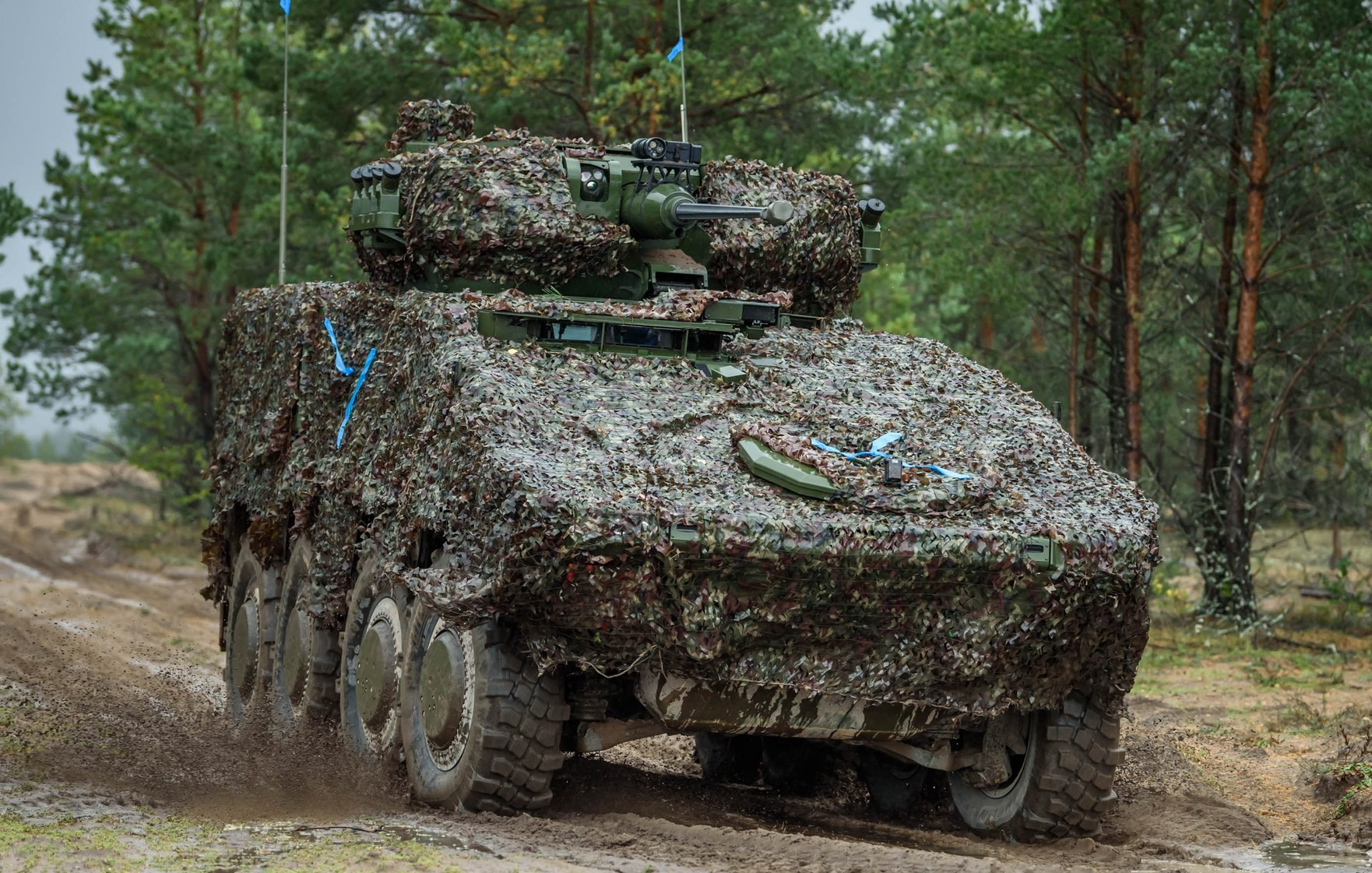
IFV Vilkas
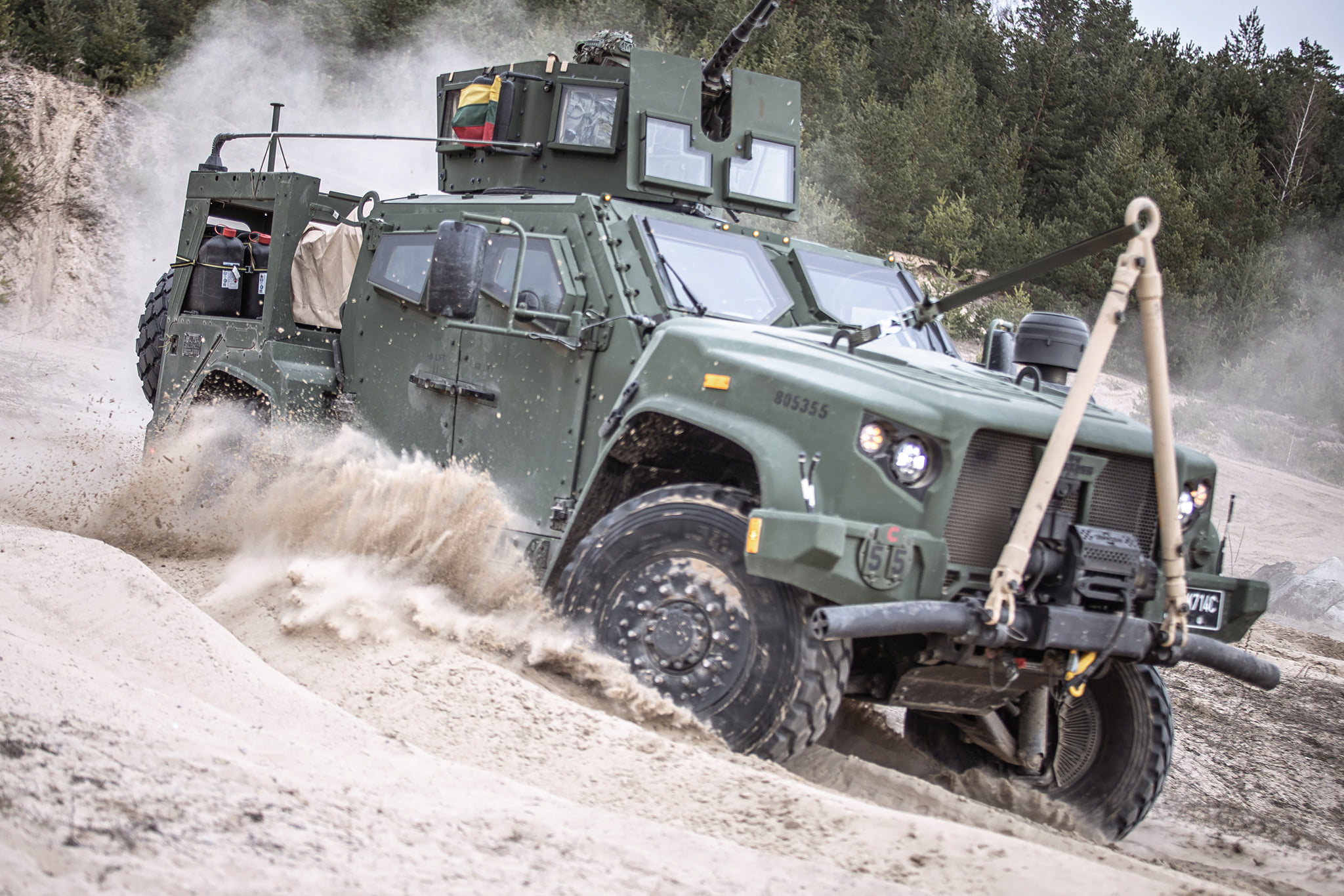
JLTV
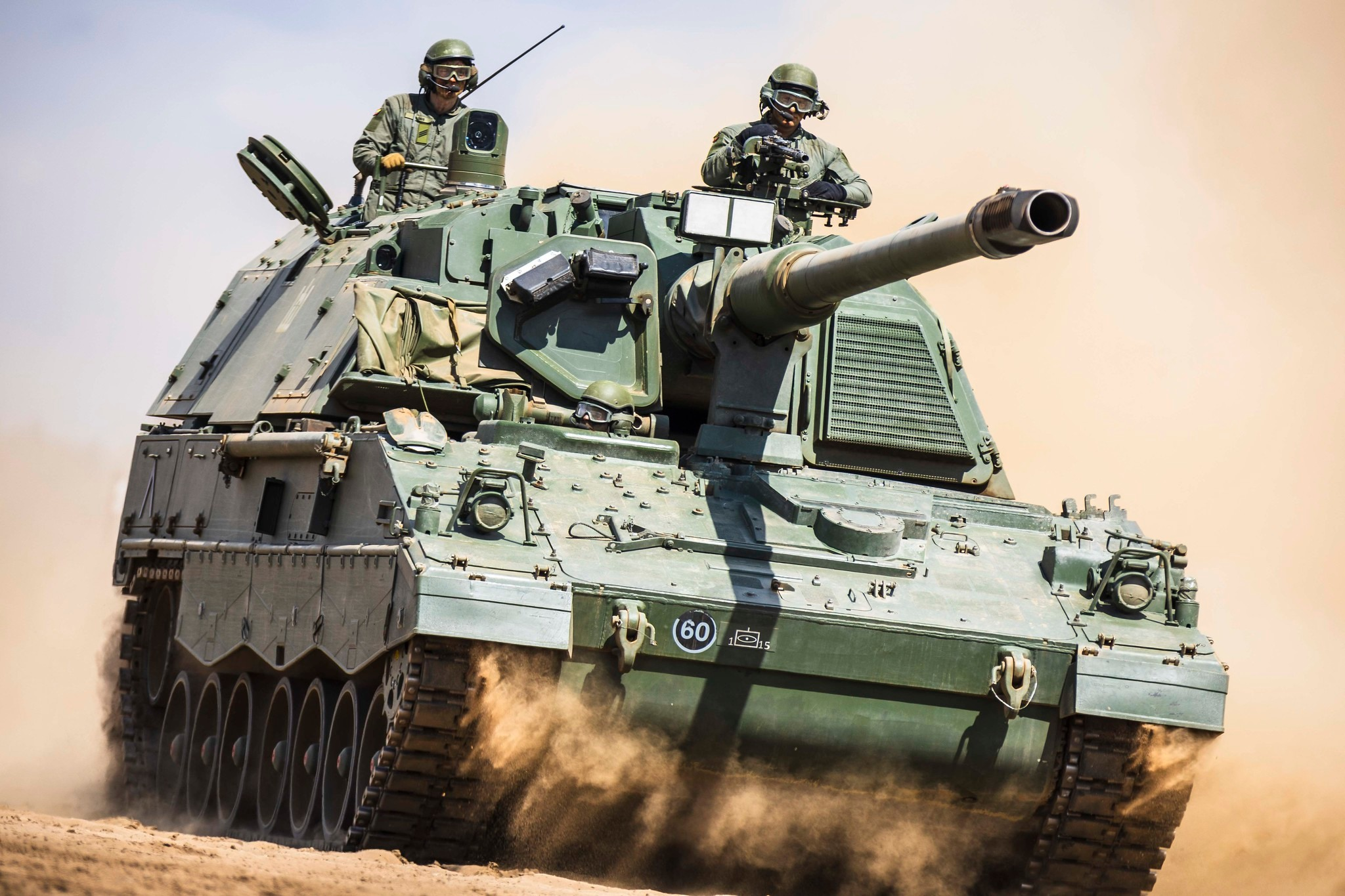
PzH 2000
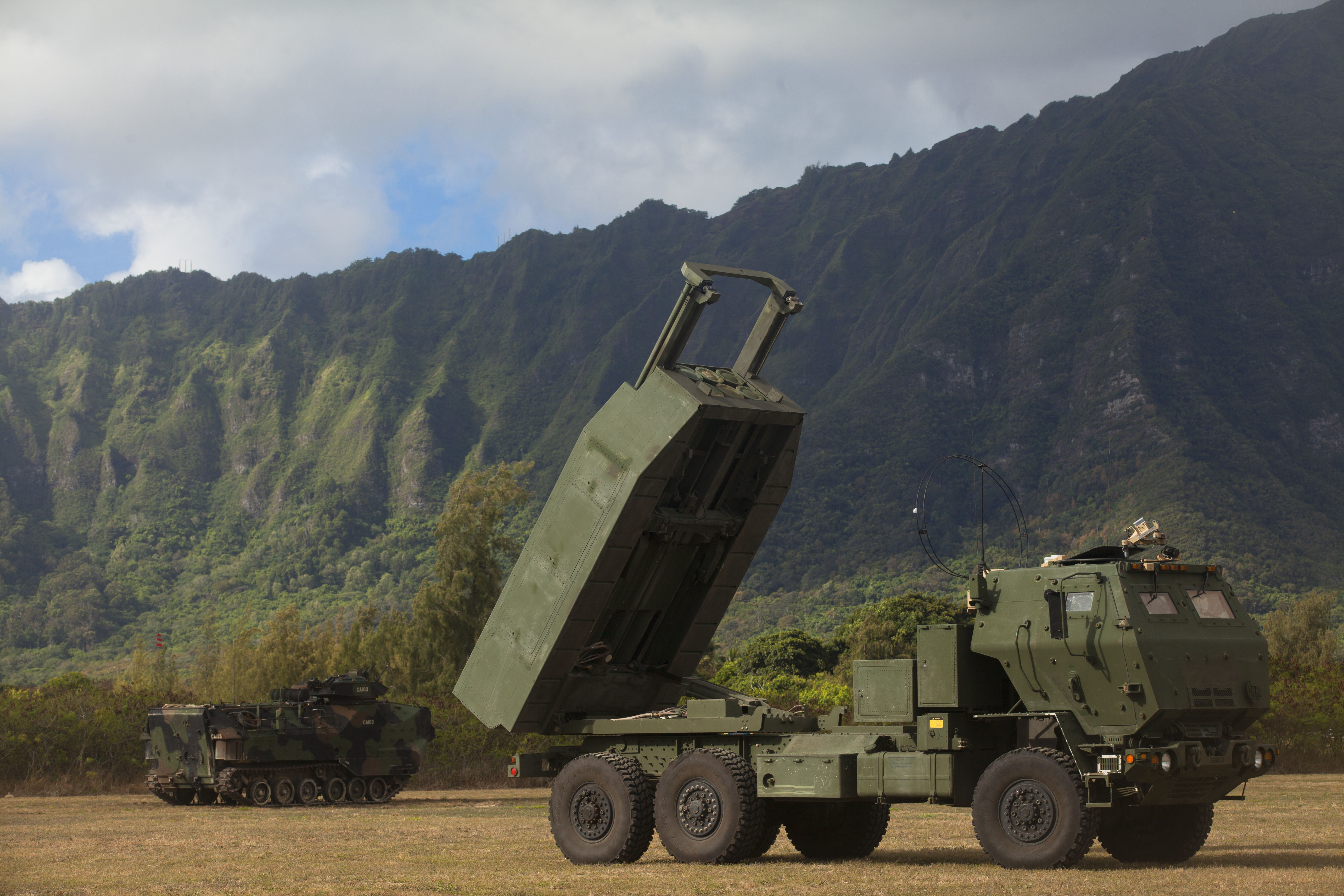
M142 HIMARS
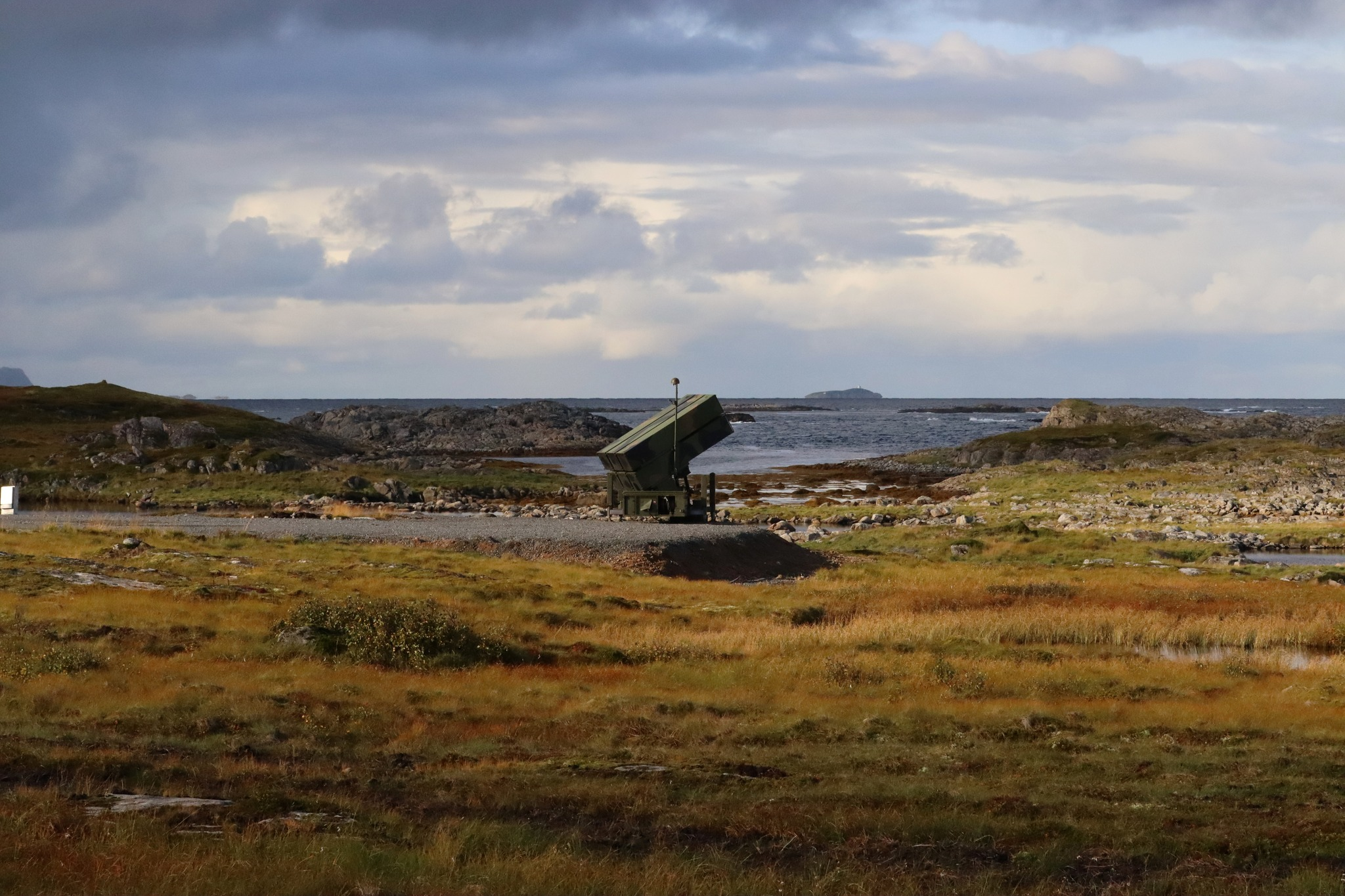
NASAMS III

## Печатные издания

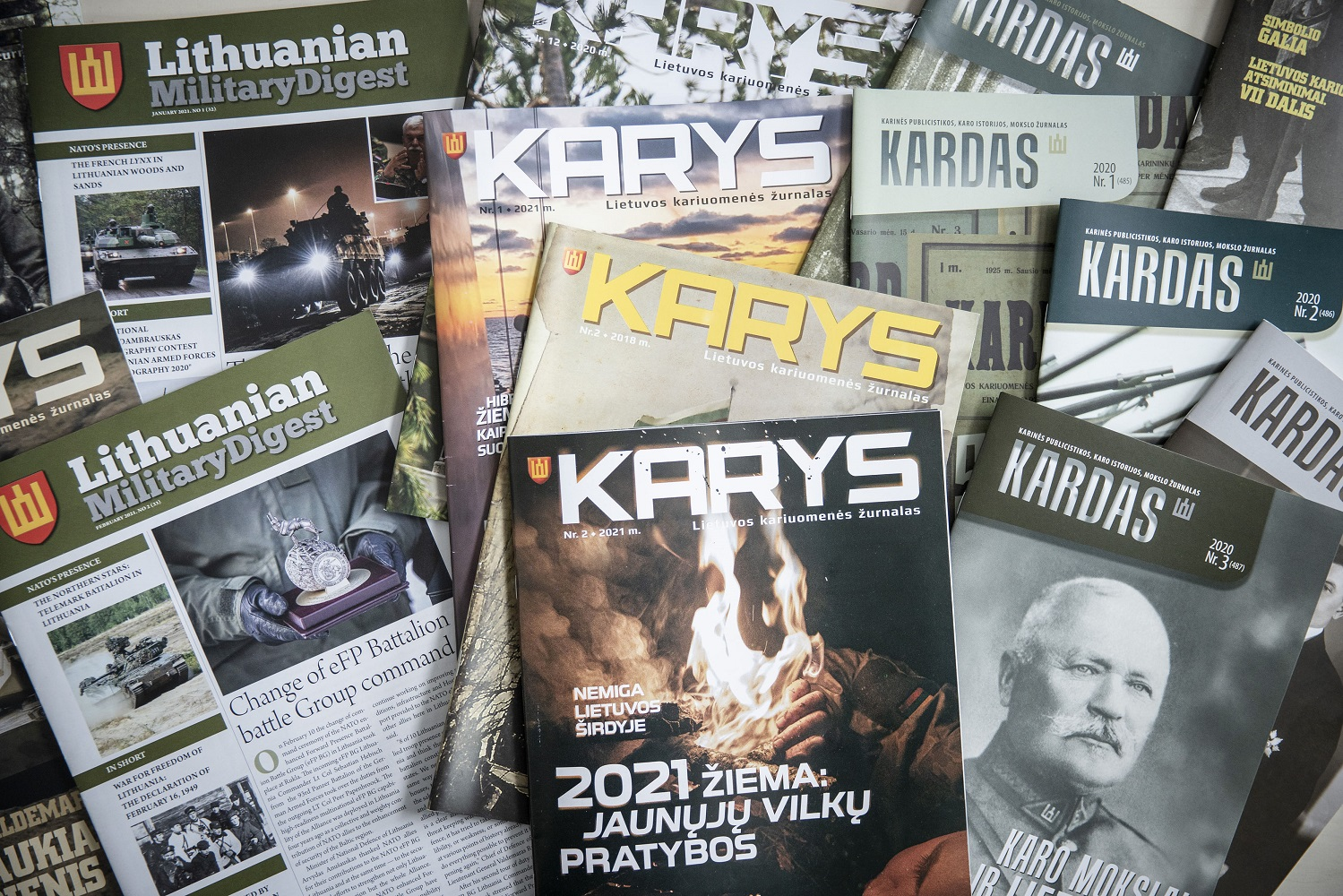
Журналы «Karys», «Lithuanian MilitaryDigest», «Kardas»

В 2001 году в составе министерства обороны была создана пресс-служба — Служба печати и информационного обеспечения, которой выпускаются печатные издания: журналы «Karys» («Воин»), «Kardas» («Сабля»), газета «Savanoris» («Доброволец») и информационный бюллетень «Krašto apsauga» («Охрана края»).
Все они доступны для скачивания в Интернете в формате pdf.
Кроме того, периодическая печать имеется в подразделениях: каждые три месяца при поддержке департамента свои газеты выпускают батальоны, выходит ежеквартальный журнал в военной академии.

## Оценка

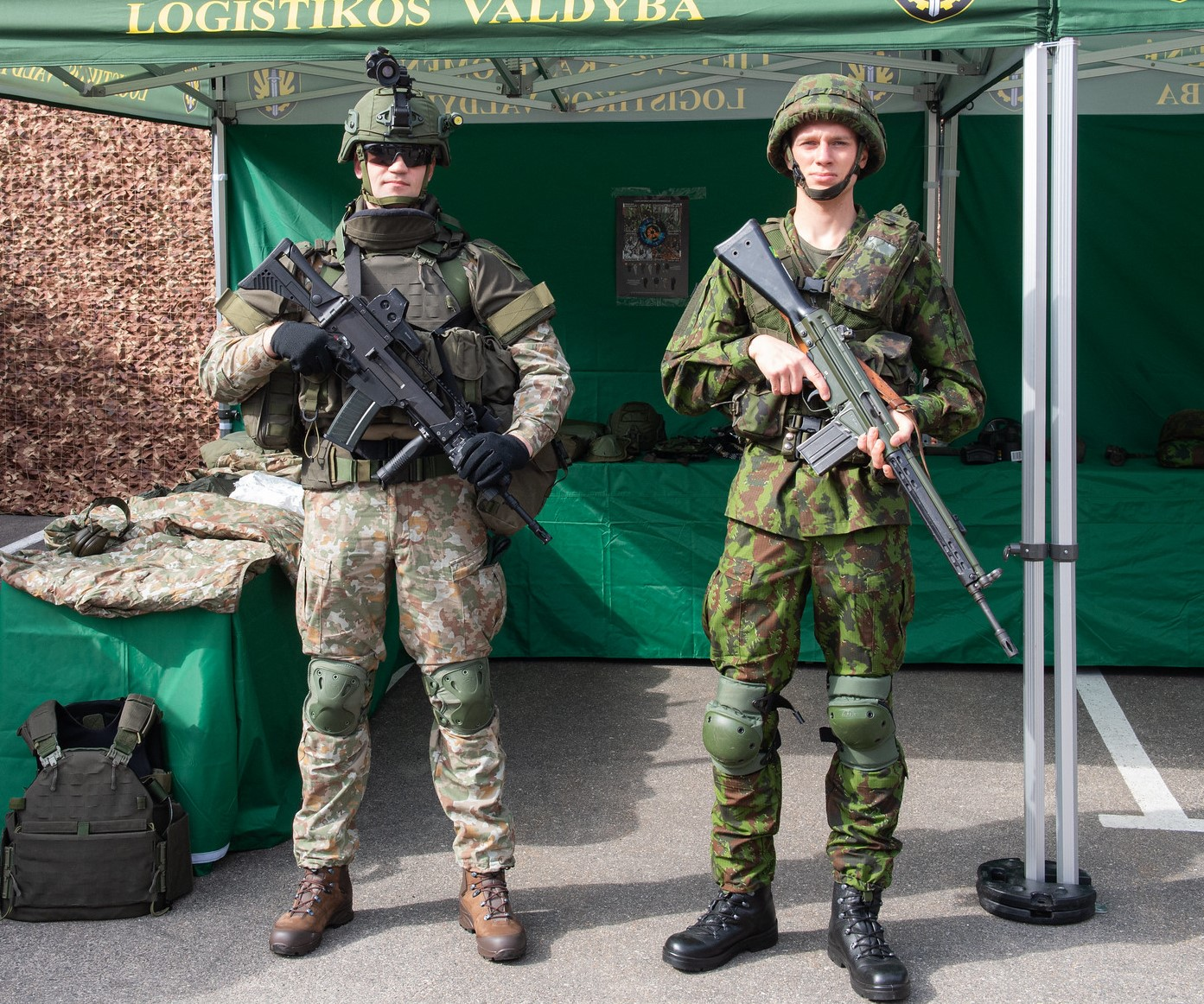
Литовский военнослужащий в снаряжении 2024 года (слева) и 2014 года (справа)

### Общественная оценка
Результаты опроса проведённого ELTA в ноября 2023 года выяснилось, что 80 % доверяют армии, а 15 % респондентов — не доверяют, а три процента не имели никакого мнения. В ходе исследования методом личного интервью были опрошены 1018 жителей Литвы, опрос проводился в 109 пунктах выборки. Состав респондентов соответствует составу взрослого населения Литвы по полу, возрасту, национальности, типу поселения.
Среди всех государственных учреждений армия получила первое место по доверию среди населения, что в целом резко отличается от аналогичного опроса проведённого в 1998 году где доля тех, кто доверял и не доверял армии, была одинаковой — 30 и 28 процентов соответственно, а 42 процента были нейтральными.

### Международная оценка
Руководство НАТО высоко оценило динамику роста военных расходов Литвы сочтя её примером для других членов альянса, также оценив и развитие Литовской армии и оценив её как соответствующую высоким стандартам НАТО.
Российские и белорусские провластные СМИ позиционируют динамику развития литовской армии как резкую милитаризацию государства и наращивание военной мощи провоцируя и создавая угрозу для Союзного государства, называют милитаризацию подготовкой к войне.